# Personaggi di True Blood
Questa voce contiene un elenco dei personaggi presenti nella serie televisiva True Blood.

## Principali

### Sookie Stackhouse
Sookie Stackhouse (Anna Paquin, stagioni: 1-7) è una cameriera telepate, protagonista della serie, che ha perso i genitori quando era bambina ed è stata cresciuta insieme al fratello maggiore Jason dalla nonna Adele. Convive da sempre con il dono della telepatia, che vede più come un handicap, ma quando scopre di non poter ascoltare i pensieri dei vampiri, capisce che il vampiro Bill Compton può essere l'uomo ideale per lei e si innamora di lui. Sookie e Bill iniziano una storia d'amore per la quale la ragazza deve lottare contro i pregiudizi degli abitanti della cittadina di Bon Temps e per la quale si trova suo malgrado a rapportarsi con un mondo soprannaturale fatto di inquietanti creature spesso in conflitto tra loro. In realtà, come scoprirà lei stessa nel corso della serie, neanche Sookie è del tutto umana, ma per metà è una fata spiegando il perché ha poteri telepatici (comune nelle fate). Alla fine della terza stagione lascia Bill e nella quarta stagione si innamora del vampiro Eric Northman con il quale ha una storia d'amore, fino a quando non lascia anche quest'ultimo perché capisce di amare entrambi i vampiri. Oltre alla telepatia possiede il potere di manipolare l'energia magica detta lumocinesi (uno dei poteri più potenti delle fate) e poter lanciare incantesimi. Durante la quinta stagione conosce in maniera più approfondita il mondo delle fate ed impara a gestire meglio i suoi poteri. Nella sesta stagione, affronta la minaccia del vampiro-fata Warlow ed instaura una relazione con il lupo mannaro Alcide Herveaux. Durante la settima stagione deve affrontare il lutto per la morte di Alcide e di Tara e si impegna a proteggere la città dalla minaccia dei vampiri infetti. Dopo aver infettato Bill con il suo sangue, ricomincia una relazione con lui e tenta di trovare una cura per salvargli la vita, ma il vampiro decide di lasciarsi morire. Alla fine della serie uccide Bill, su richiesta di quest'ultimo, e in un salto temporale di alcuni anni si scopre che ha un nuovo compagno, dal quale aspetta il primo figlio.

### Bill Compton
William Thomas "Bill" Compton (Stephen Moyer, stagioni: 1-7) è un vampiro centenario di cui Sookie si innamora. Bill è diverso dagli altri vampiri, in quanto non manifesta lo stesso atteggiamento aggressivo dei suoi simili, predilige una vita appartata e solitaria e spesso mostra atteggiamenti e sentimenti umani. Nato a Bon Temps il 9 aprile 1835, Bill ha combattuto durante la guerra civile, e proprio in quel periodo viene vampirizzato dalla vampira Lorena Krasiki, con la quale fa coppia per circa un secolo vivendo la sua nuova vita da vampiro e rinunciando per sempre e a malincuore alla moglie Caroline e ai due figli Sarah e Thomas. Alla fine della prima stagione, per salvare la vita a Sookie è costretto ad uccidere un altro vampiro (infrangendo la regola della sua specie secondo cui un vampiro non può uccidere un proprio simile) e per questo viene condannato a vampirizzare una ragazza adolescente di nome Jessica Hamby, di cui diventa tutore e mentore nella sua vita da vampira. Nella quarta stagione diventa Re dei vampiri della Louisiana. Nella quinta stagione si unisce al movimento dei sanguinisti (setta di vampiri che predicano la superiorità della razza vampira su quella umana), diventa cancelliere dell'Autorità dei vampiri e dopo aver bevuto il sangue della dea Lilith muore per poi risorgere dal suo stesso sangue come nuovo vampiro più forte e con abilità particolari quali la telecinesi e la capacità di vedere il futuro. Alla fine della sesta stagione, torna ad essere un vampiro normale e perde i suoi nuovi poteri. Nella settima stagione si ammala di epatite V, contraendo il virus dopo aver bevuto il sangue di Sookie, che provoca un progresso veloce della malattia. Nonostante le suppliche di Sookie e Jessica, Bill rifiuta di guarire e decide di accettare la vera morte. Alla fine della serie si fa uccidere da Sookie e i suoi resti vengono sepolti accanto alle tombe della moglie e dei figli. 

### Eric Northman
Eric Northman (Alexander Skarsgård, stagioni: 1-7) è un antico e potente vampiro di origini vichinghe, infatti nella vita umana era un principe vichingo, nato nel 1046 in Scandinavia e vampirizzato nel 1077 dall'antico vampiro Godric. Eric è un vampiro bello, affascinante e spesso privo di sentimenti. È lo sceriffo dell'Area 5 della Louisiana ed è proprietario del bar gotico per vampiri chiamato Fangtasia, che si trova a Shreveport e che gestisce insieme a Pam, la vampira da lui "creata" alla quale è molto legato. Dopo aver conosciuto Sookie sviluppa un interesse verso di lei, inizialmente per le abilità telepatiche della ragazza ma successivamente per Sookie come persona. Così, con vari mezzi, tenta di far lasciare Sookie e Bill e di far sua la ragazza. Nella quarta stagione è vittima di un incantesimo che gli provoca la perdita della memoria e mostra il lato tenero e sentimentale di Eric, che colpisce notevolmente Sookie, a tal punto che i due si innamorano ed iniziano una storia d'amore, che però termina alla fine della medesima stagione. Durante la sesta stagione, si impegna nella lotta contro il governatore Burrell e le sue misure anti-vampiri, per proteggere se stesso e le persone a lui care. Nel finale della sesta stagione, con la morte di Warlow, tutti coloro che avevano bevuto il sangue di Bill o dello stesso Warlow perdono la facoltà di poter vivere alla luce del sole, incluso Eric che trovandosi in uno spazio aperto sulle montagne svedesi prende fuoco. Nella settima stagione si scopre che è ancora vivo, ma è malato di epatite V. Convinto da Pam, torna negli Stati Uniti con l'intento di uccidere Sarah Newlin, la responsabile della diffusione dell'epidemia. Guarisce dalla malattia dopo aver bevuto il sangue di Sarah, contenente l'antidoto per l'epatite V. Alla fine della serie, in un salto temporale di alcuni anni, si scopre che Eric è diventato un imprenditore milionario producendo il New Blood, bevanda contenente il sangue di Sarah.

### Sam Merlotte
Sam Merlotte (Sam Trammell, stagioni: 1-7) è il proprietario del Merlotte's, il locale in cui lavora Sookie. È un mutaforma, che può assumere le sembianze di diversi animali ed è originario di Wright (Texas), dove viveva con la famiglia adottiva, che una volta scoperta la sua natura soprannaturale lo abbandonò. Durante la prima stagione nutre dei sentimenti nei confronti di Sookie e cerca di proteggerla e tenerla lontana dal vampiro Bill, poiché non accetta la relazione tra i due. Nella seconda stagione è l'oggetto del desiderio della perfida e ambigua Maryann Forrester, mentre nella terza stagione conosce i suoi veri genitori e scopre di avere un fratello ventenne di nome Tommy (anch'egli mutaforma come lui e la madre) di cui si prenderà cura. Nella quarta stagione intraprende una relazione sentimentale con la mutaforma Luna Garza. Quest'ultima muore all'inizio della sesta stagione, lasciando a Sam il compito di crescere la figlia licantropo Emma. Per adempiere a questo compito entra in conflitto con il branco di lupi mannari di Shreveport. Alla fine della sesta stagione, diventa sindaco di Bon Temps e si fidanza con Nicole Wright, dalla quale aspetta una figlia. Nella settima stagione si trasferisce a Chicago su richiesta di Nicole. Alla fine della serie, in un salto temporale di alcuni anni, si vede Sam tornare a Bon Temps dai suoi amici, insieme a Nicole, la prima figlia Victoria e il secondo genito. 

### Jason Stackhouse
Jason Stackhouse (Ryan Kwanten, stagioni: 1-7) è il fratello maggiore di Sookie che come lei è stato cresciuto dalla nonna Adele dopo la morte dei loro genitori. Jason è un operaio dei cantieri stradali di Bon Temps ed è un donnaiolo poiché ha avventure sessuali con molte ragazze della città. Nella prima stagione la sua passione per il sesso lo porta ad essere sospettato di alcuni omicidi, quando alcune donne con cui era stato a letto vengono brutalmente uccise. Inoltre, Jason inizia ad assumere sangue di vampiro, il V, di cui diventa dipendente insieme alla fidanzata Amy Burley (anche lei poi vittima del serial killer René). Nella seconda stagione, una volta disintossicato dal V, Jason si unisce alla "Compagnia del Sole", una chiesa anti-vampiri. Nella terza stagione intreccia una relazione con la misteriosa Crystal Norris. Nella quarta stagione diventa poliziotto, viene morso e violentato dalla comunità di pantere mannare di Hotshot di cui fa parte Crystal e dalle quali però riesce a scappare. Durante la fuga, viene trovato gravemente ferito dal migliore amico Hoyt e dalla vampira Jessica, che lo salva donandogli il suo sangue. Da allora Jason comincia a provare un'attrazione per Jessica ed instaura con lei una relazione che compromette la sua amicizia con Hoyt. Durante la sesta stagione viene rinchiuso nel campo di concentramento per vampiri, dove conosce la vampira Violet Mazurski con la quale instaura una relazione. Nella settima stagione difende la città dall'attacco dei vampiri infetti, termina la relazione con Violet dopo averla tradita con Jessica, rincontra il suo amico Hoyt di ritorno dall'Alaska e fa la conoscenza della nuova fidanzata di quest'ultimo, Brigette. Alla fine della serie, in un salto temporale di alcuni anni, si scopre che Jason ha una relazione sentimentale con Brigette, dalla quale ha avuto tre figli. 

### Tara Thornton
Tara Thornton (Rutina Wesley, stagioni: 1-7) è la migliore amica di Sookie e lavora come barista al Merlotte's. Tara ha avuto un'infanzia difficile a causa dell'alcolismo della madre, questo l'ha portata ad avere un atteggiamento aggressivo e guardingo nei confronti della gente. Alla fine della prima stagione, viene arrestata per guida in stato di ebbrezza e quando la madre le nega il suo aiuto, decide di farsi aiutare dalla misteriosa Maryann Forrester, che la ospita a casa sua. Nelle lussuosa casa di Maryann incontra l'affascinante Eggs di cui si innamora, ma che poi viene ucciso alla fine della seconda stagione. Durante la terza stagione è vittima delle violenze del vampiro psicopatico Franklin Mott, e all'inizio della quarta stagione si scopre che si è trasferita a New Orleans, dove combatte col nome di Tony e dove ha trovato l'amore di una donna (Naomi) anch'essa combattente. Successivamente, torna a Bon Temps per rincontrare Lafayette e Sookie, e viene coinvolta nella guerra tra Marnie/Antonia e i vampiri. Alla fine della quarta stagione, viene ferita a morte da un colpo di arma da fuoco sparato da Debbie Pelt ed indirizzato a Sookie. All'inizio della quinta stagione, Tara viene vampirizzata da Pam su richiesta di Sookie che vuole salvare l'amica. Con difficoltà e riluttanza inizia la sua nuova vita da vampira, si trasferisce al Fangtasia e instaura una relazione con la sua creatrice Pam. All'inizio della settima stagione, viene uccisa in battaglia da un gruppo di vampiri affetti da epatite V. Dopo la morte appare in alcune visioni di Lettie Mae, Lafayette e del reverendo Daniels.

### Lafayette Reynolds
Lafayette Reynolds (Nelsan Ellis, stagioni: 1-7) è il cugino di Tara, lavora come cuoco al Merlotte's e come operaio assieme a Jason, inoltre spaccia droghe e si prostituisce. Lafayette non nasconde la propria omosessualità, che vive alla luce del sole, truccandosi e vestendosi in modo vistoso. Egli ha un carattere molto forte e non si fa mettere i piedi in testa, soprattutto da quelli che lo prendono in giro. Lafayette spaccia sangue di vampiro, che ottiene da un suo cliente vampiro in cambio di prestazioni sessuali. Nel finale della prima stagione viene rapito e tenuto segregato dal vampiro Eric Northman, che successivamente lo libera e lo obbliga a lavorare per lui come pusher. Nella terza stagione instaura una relazione con Jesus l'infermiere della madre e nella quarta stagione scopre di essere un medium, può quindi comunicare con gli spiriti e viene controllato da due di loro, prima da Mavis, una donna di colore uccisa decenni prima che voleva ritrovare il figlio perduto, e poi dalla strega Marnie che uccide Jesus per impossessarsi della sua magia e finire ciò che aveva cominciato. Nella quinta stagione cerca di reprimere i suoi poteri da brujo. Nella settima stagione si avvicina al vampiro James Kent, con il quale si fidanza. 

### Jessica Hamby
Jessica Hamby (Deborah Ann Woll, stagioni: 1-7) è una giovane vampira "creata" da Bill, quando quest'ultimo viene punito per aver ucciso un altro vampiro. Prima di essere vampirizzata, all'età di 17 anni, si presenta come una ragazza spaventata e molto religiosa, ma quando si risveglia vampira è molto più spregiudicata e dimostra di apprezzare la sua nuova libertà dai doveri familiari. Stringe un forte legame con Bill che le fa da guida e da mentore. Nella seconda stagione si innamora dell'umano Hoyt Fortenberry. Nella terza stagione inizia a lavorare come cameriera al Merlotte's e va a convivere con Hoyt. Nella quarta stagione, dona il suo sangue a Jason per salvargli la vita poiché gravemente ferito in seguito ai morsi delle pantere mannare, lascia Hoyt ed inizia a provare una forte attrazione per Jason, con il quale instaura una relazione. Nella sesta stagione, uccide tre delle quattro figlie fata di Andy Bellefleur per poi essere sopraffatta dai sensi di colpa. Rinchiusa al campo di concentramento per vampiri, si fidanza con il vampiro James Kent. Nella settima stagione, si impegna a proteggere Adilyn, la figlia fata di Andy, dalla minaccia dei vampiri infetti e termina la sua relazione con James, dopo che quest'ultimo la tradisce con Lafayette. Successivamente ha un riavvicinamento con Jason e rincontra Hoyt di ritorno dall'Alaska. Alla fine della serie si sposa con Hoyt. 
Il personaggio di Jessica non è presente nei romanzi di Charlaine Harris, ma è stato inventato appositamente per la serie.

### Pam Swynford De Beaufort
Pamela "Pam" Swynford De Beaufort (Kristin Bauer van Straten, stagioni: 1-7) è una vampira "creata" da Eric nei primi del novecento. È il braccio destro e socia in affari di Eric, al quale è estremamente fedele. È una vampira cinica, vanitosa e spesso priva di sentimenti. Prima di essere trasformata in vampiro era una prostituta e gestiva un bordello a San Francisco. All'inizio della quinta stagione, Pam trasforma Tara Thornton in vampiro, su richiesta di Sookie Stackhouse che vuole salvare l'amica colpita da un colpo d'arma da fuoco. Le due vampire stringono un forte legame che ben presto si trasforma in una relazione amorosa, che termina nel momento in cui Pam parte per l'Europa alla ricerca di Eric. Durante la settima stagione, scopre che Eric ha contratto l'epatite V e lo aiuta a trovare una cura per la malattia. Alla fine della serie, in un salto temporale di alcuni anni, Pam continua ad essere socia in affari di Eric ed è diventata milionaria grazie alla produzione del New Blood. Nei romanzi di Charlaine Harris il nome del personaggio è Pam Ravenscroft.

### Alcide Herveaux
Alcide Herveaux (Joe Manganiello, stagioni: 3-7) è un licantropo che diventa amico di Sookie, dopo che Eric lo incarica di aiutare la ragazza nelle ricerche di Bill presso la città di Jackson (Mississippi). Proprio a Jackson ritrova l'ex fidanzata Debbie Pelt, anch'ella licantropo, diventata dipendente dal V e legata ad un branco di lupi mannari al servizio del perfido vampiro Russell Edgington. Nella quarta stagione torna con Debbie ormai disintossicata e si unisce al branco di Shreveport, fino a quando scoperta Debbie a letto con Marcus Bozeman (capobranco dei lupi mannari) uccide l'uomo e ripudia la ragazza. Alla fine della quinta stagione diventa capobranco di Shreveport. Alla fine della sesta stagione, si fidanza con Sookie. Muore durante la settima stagione, ucciso da un colpo d'arma da fuoco per mano di un abitante di Bon Temps.

### Andy Bellefleur
Andrew "Andy" Bellefleur (Chris Bauer, stagioni: 1-7) è il detective di Bon Temps, è caratterialmente burbero e si sente poco apprezzato e poco amato dai suoi concittadini. Durante la prima stagione indaga sui frequenti omicidi di donne avvenuti in città, sospettando subito di Jason Stackhouse (che dopo varie vicissitudini riesce a far arrestare) ma quando si scopre che René è il vero serial killer, si sente umiliato di fronte ai suoi concittadini e per questo inizia a bere. Nella seconda stagione è l'unico di Bon Temps insieme a Jason e Sookie a non finire sotto il controllo della menade Maryann Forrester. Nella terza stagione, in seguito al pensionamento di Bud Dearborne, diventa sceriffo di Bon Temps. Nella quarta stagione diventa dipendente dal V e si disintossica solo alla fine della stagione grazie all'aiuto del cugino Terry. Nella quinta stagione instaura una relazione con la cameriera Holly Cleary e diventa padre di quattro fate avute dalla fata Maurella. Nella sesta stagione, tre delle quattro figlie vengono uccise dalla vampira Jessica e ad Andy rimane solo una figlia di nome Adilyn. Durante la settima stagione chiede ad Holly di sposarlo e affronta le gioie e i dolori della paternità. 

### Arlene Fowler
Arlene Fowler Bellefleur (Carrie Preston, stagioni: 1-7) è una cameriera che lavora presso il Merlotte's ed è una delle amiche di Sookie. È stata sposata quattro volte e ha due figli, Coby e Lisa. È una donna di buon cuore ma un po' pettegola e bigotta, non vede di buon occhio i vampiri e per questo disapprova la relazione tra Sookie e Bill. Nella prima stagione è fidanzata con René Lenier, che poi si scoprirà essere il serial killer colpevole degli omicidi di varie donne di Bon Temps legate a vampiri, mentre dalla seconda stagione ha una relazione con Terry Bellefleur, con il quale si sposa. Nella terza stagione scopre di essere incinta di René, inizialmente pensa all'aborto ma poi incoraggiata da Terry, che si impegna a crescere il figlio con lei, decide di tenere il bambino e partorisce il piccolo Mikey. Nella quarta stagione, a causa di un incendio che distrugge la sua casa, si trasferisce insieme a Terry e ai figli nella casa di Andy Bellefleur (cugino di Terry). Nella sesta stagione, rimane vedova in seguito alla morte di Terry, e con i soldi dell'assicurazione del marito diventa proprietaria del Bellefleur's Bar Grill, nuovo locale nato in seguito alla chiusura del Merlotte's. Durante la settima stagione, viene rapita dai vampiri infetti e rischia di morire dissanguata, ma viene salvata in punto di morte da Sookie e dal vampiro Keith che le dona il suo sangue e con il quale poi instaura una relazione.

### Terry Bellefleur
Terence Quentin "Terry" Bellefleur (Todd Lowe, stagioni: 1-7) è il cugino del detective Andy Bellefleur, è un veterano della guerra in Iraq e lavora come barista al Merlotte's. Dai suoi comportamenti, mostra chiaramente i segni della sindrome da stress post-traumatico dovuto alla guerra, anche se caratterialmente è altruista e di animo gentile. Dalla seconda stagione inizia una relazione con Arlene Fowler con la quale si sposa e si impegna a fare da padre ai tre figli di lei. Durante la quarta stagione si trasferisce con la moglie a casa di Andy e aiuta il cugino a disintossicarsi dal V. Nella quinta stagione scopre di essere stato maledetto durante la guerra in Iraq ma riesce a spezzare la maledizione uccidendo il suo amico ed ex commilitone Patrick Devins. Nella sesta stagione, a causa dei sensi di colpa per l'omicidio commesso, Terry chiede ad un altro suo ex commilitone di ucciderlo perché in seguito alla maledizione dell'Ifrit non può suicidarsi. Così Terry muore in seguito ad un colpo di pistola alla gola. Nella settima stagione, appare in una visione di Arlene.

### Hoyt Fortenberry
Hoyt Fortenberry (Jim Parrack, stagioni: 1-5, 7) è il migliore amico di Jason e suo collega di lavoro nei cantieri stradali. È un ragazzo timido e di buon cuore, che, a differenza di Jason, ha molta difficoltà ad approcciarsi alle donne. Durante la prima stagione vive con la possessiva madre, Maxine, che lo tiene sotto stretto controllo. Nella seconda stagione, si innamora della giovane vampira Jessica con la quale inizia una relazione. I due vanno a convivere alla fine della terza stagione e si lasciano durante la quarta stagione. Nella quinta stagione diventa prima un amante dei vampiri e poi entra a far parte della comunità contro il soprannaturale. Alla fine della quinta stagione si fa ammaliare da Jessica per dimenticare lei e Jason e si trasferisce in Alaska. Nella settima stagione, torna a Bon Temps in occasione della morte della madre, portando con sé la fidanzata Brigette. Arrivato nella sua città natale ritrova Jason e Jessica e successivamente li salva da Violet, che li aveva rapiti assieme ad Adylin e Wade, uccidendola. Dopo aver riottenuto la memoria, lascia Brigette per tornare con Jessica. Alla fine della serie perdona Jason per il tradimento del passato e sposa Jessica. 

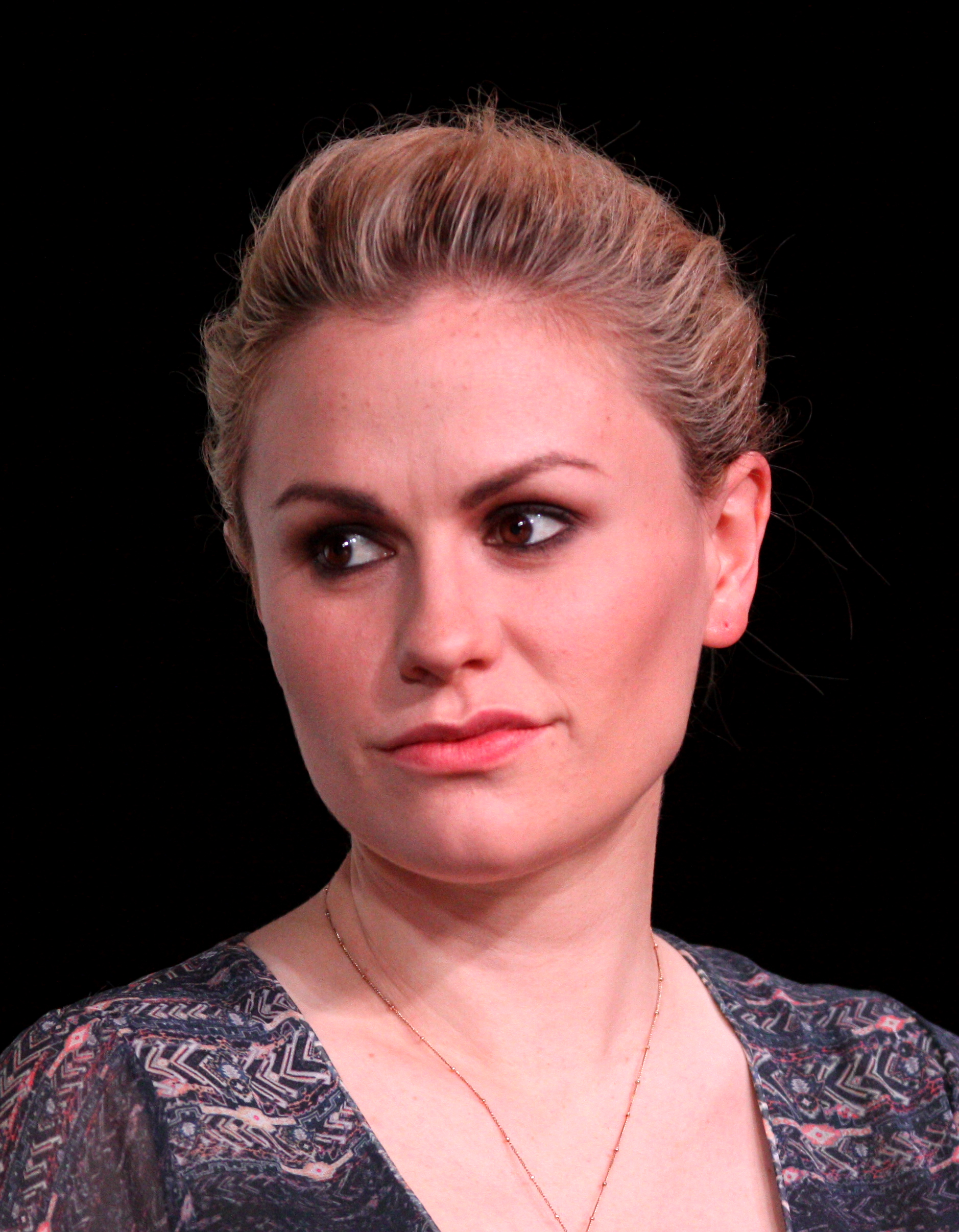
Anna Paquin interpreta Sookie Stackhouse
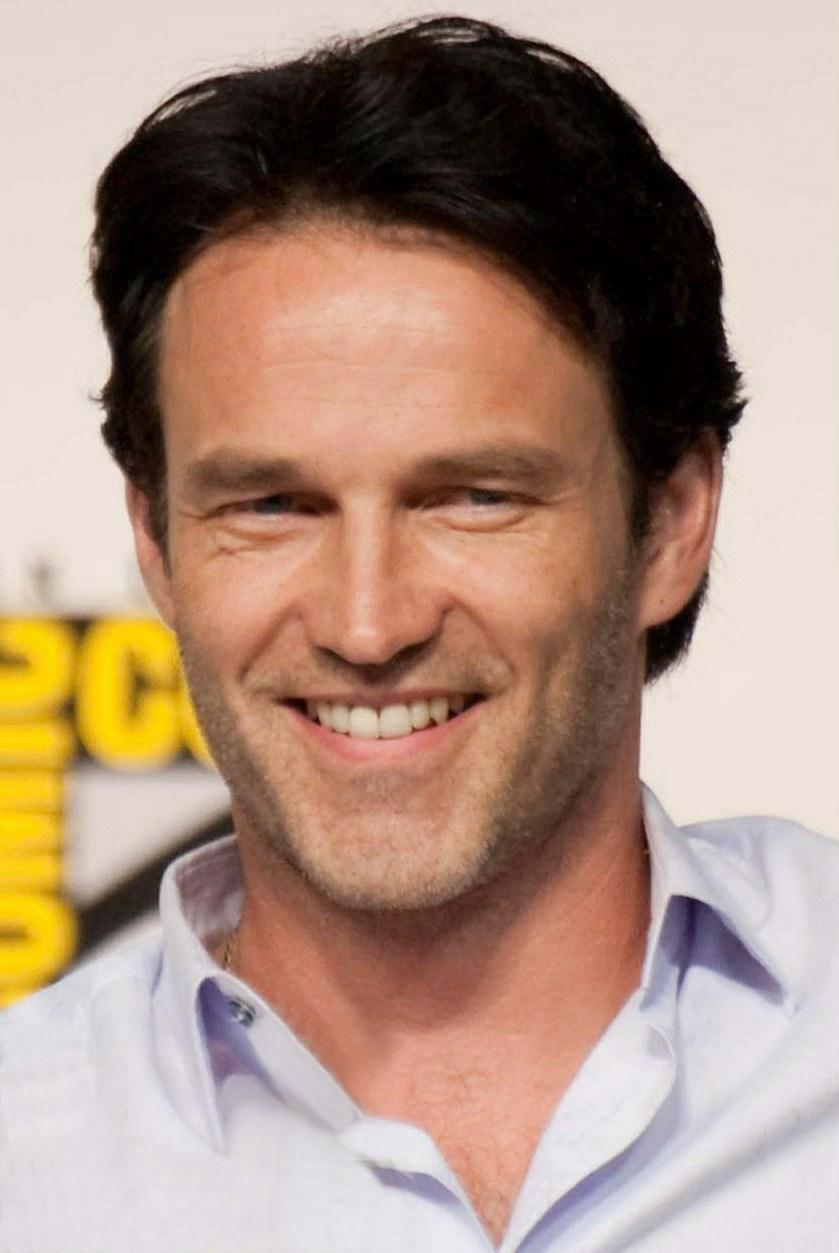
Stephen Moyer interpreta Bill Compton
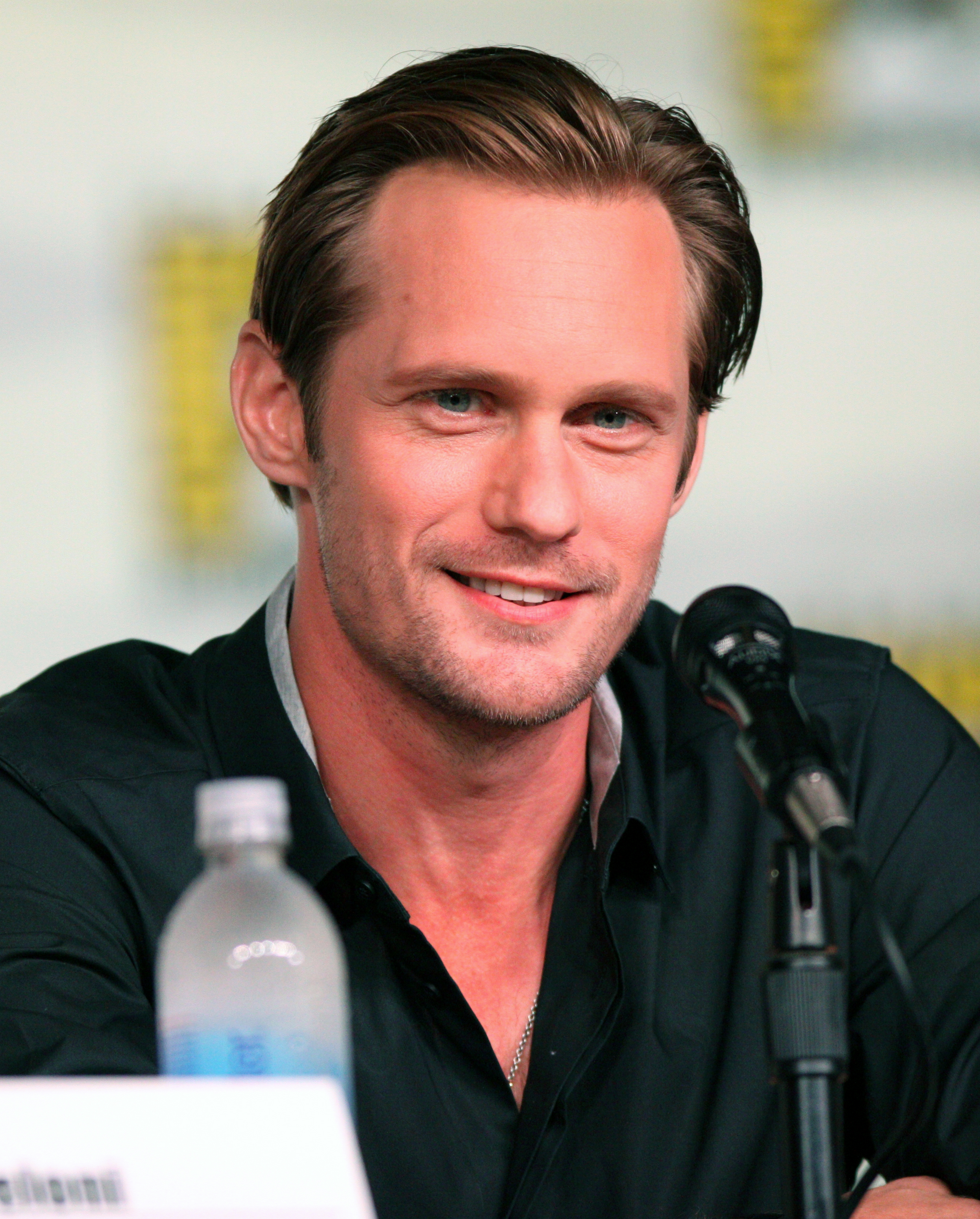
Alexander Skarsgård interpreta Eric Northman
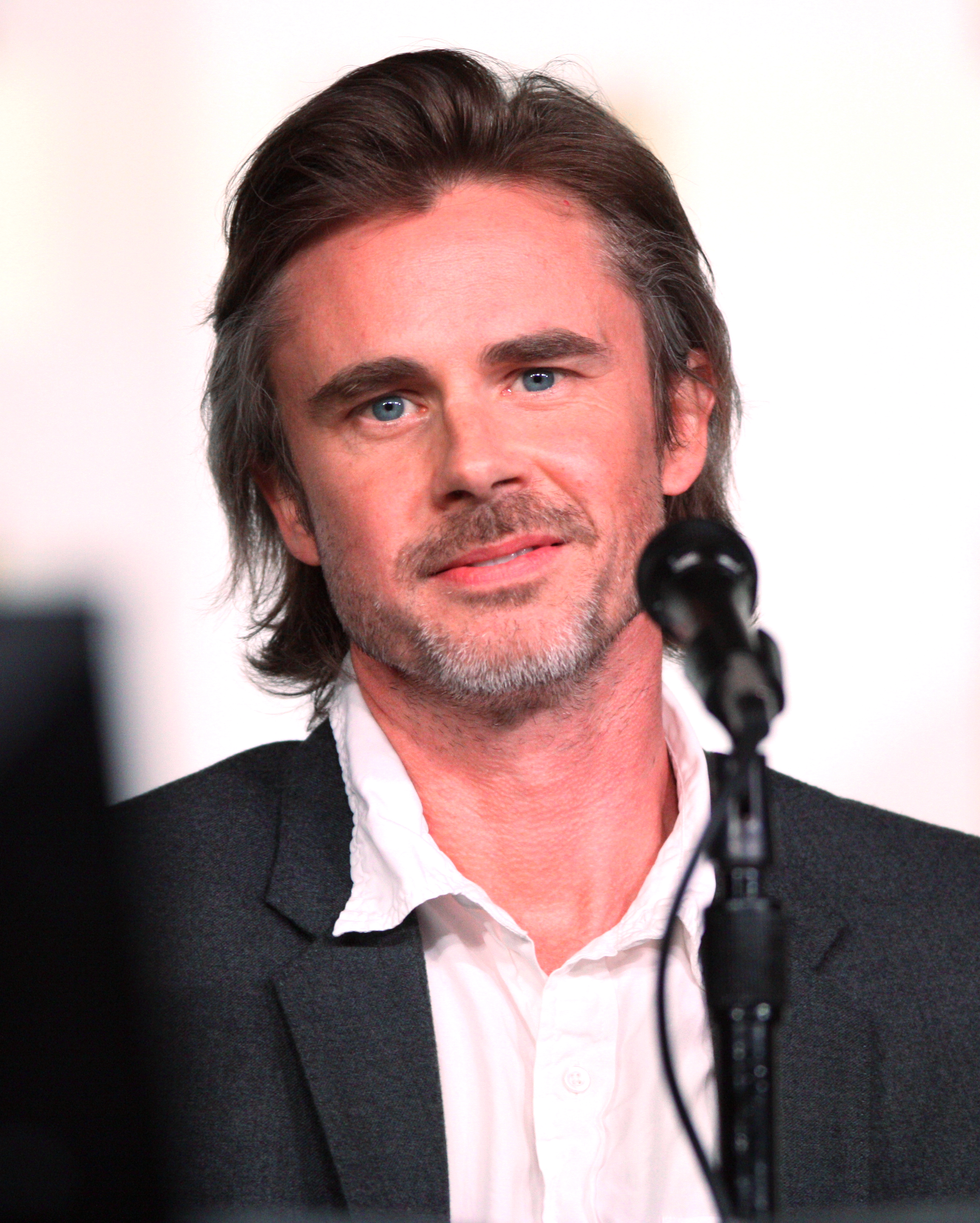
Sam Trammell interpreta Sam Merlotte
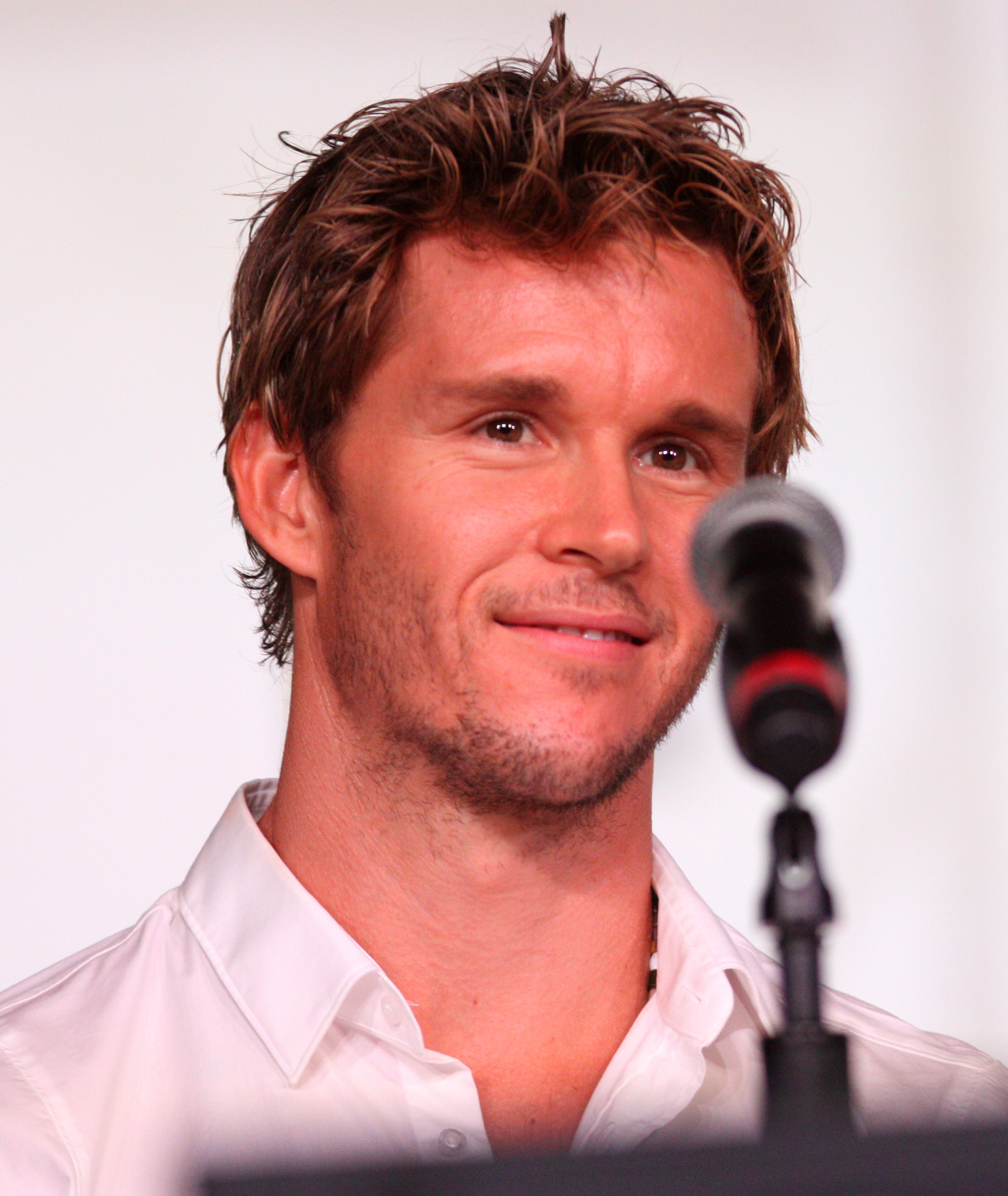
Ryan Kwanten interpreta Jason Stackhouse
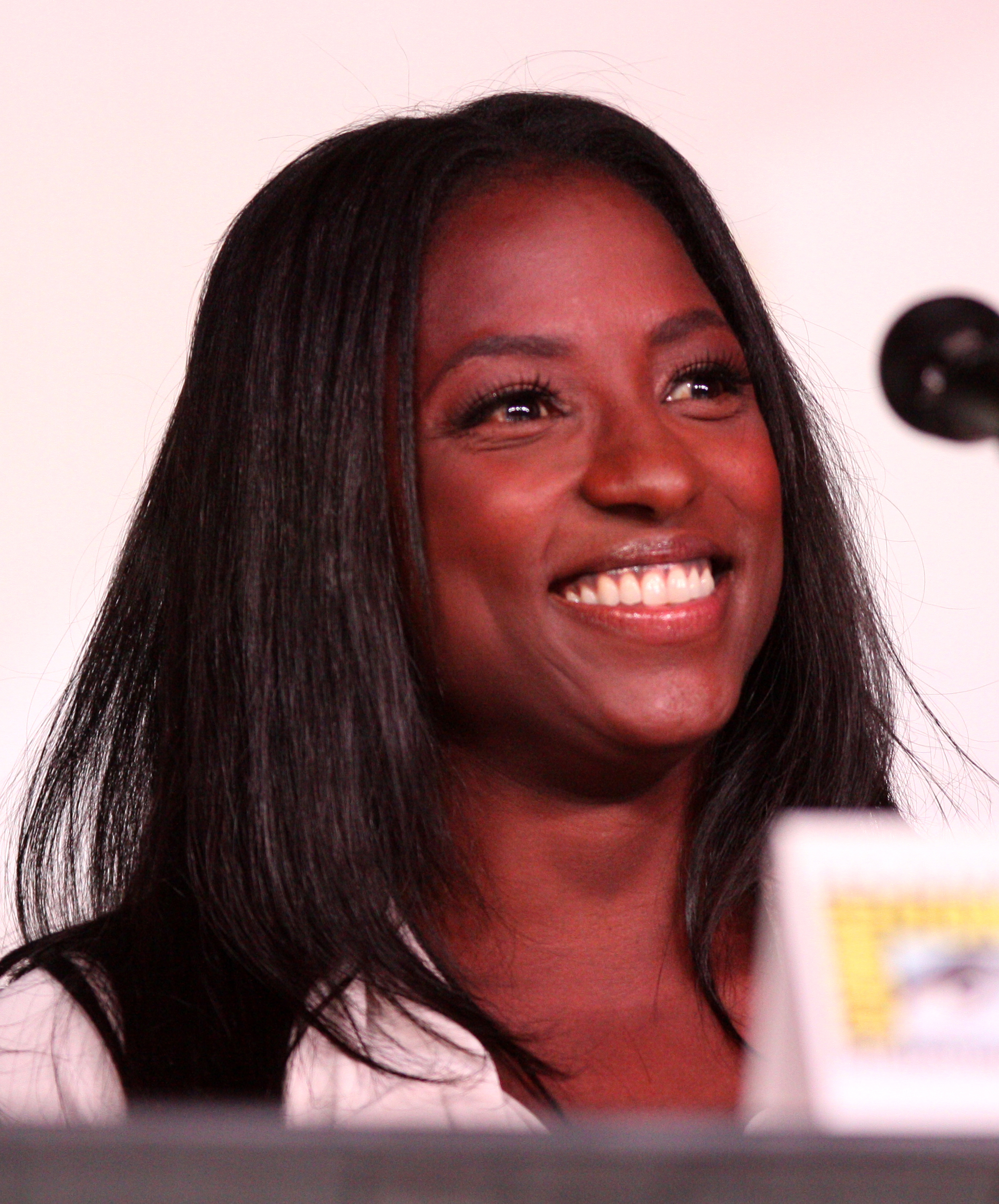
Rutina Wesley interpreta Tara Thornton
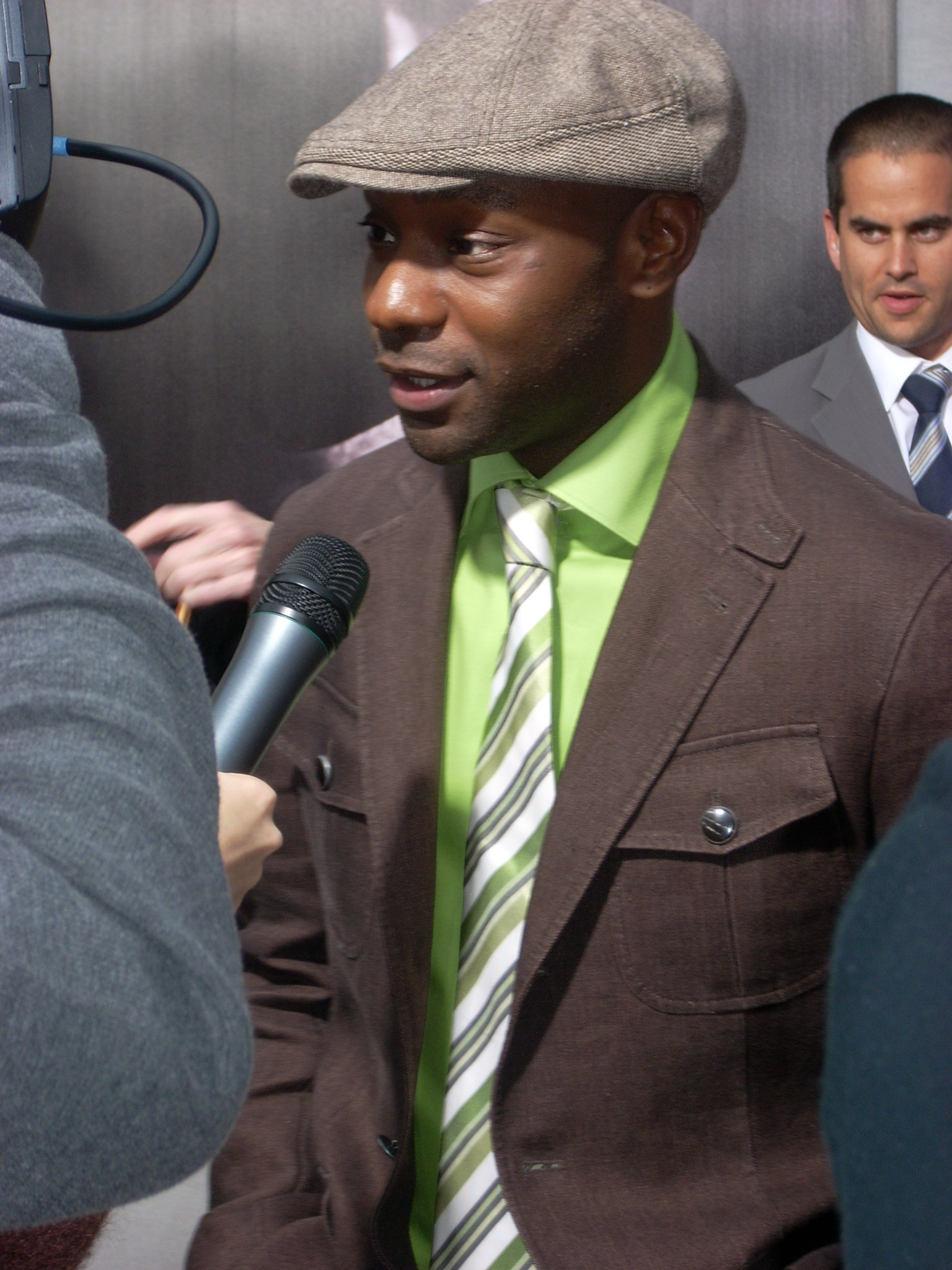
Nelsan Ellis interpreta Lafayette Reynolds
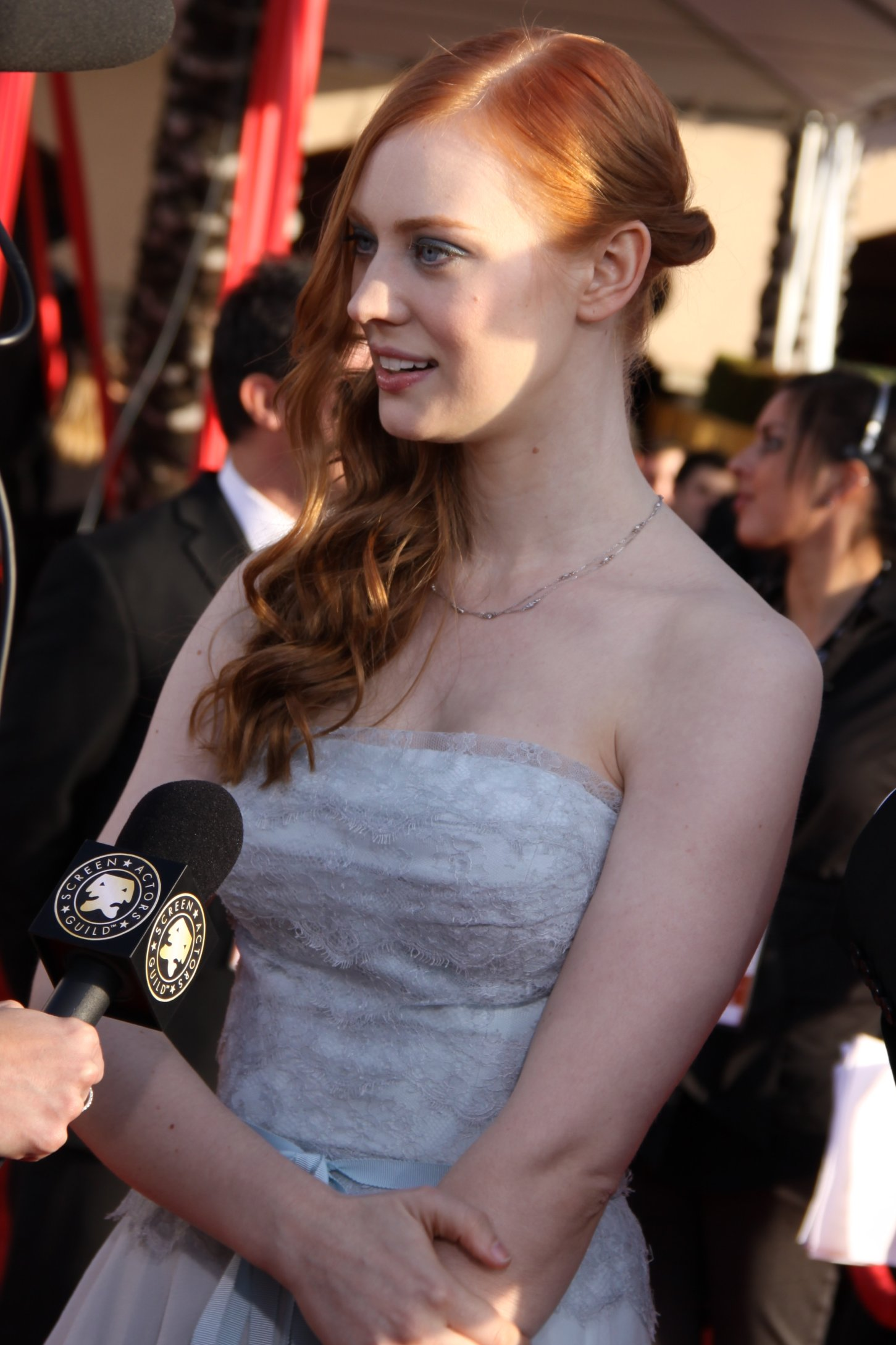
Deborah Ann Woll interpreta Jessica Hamby
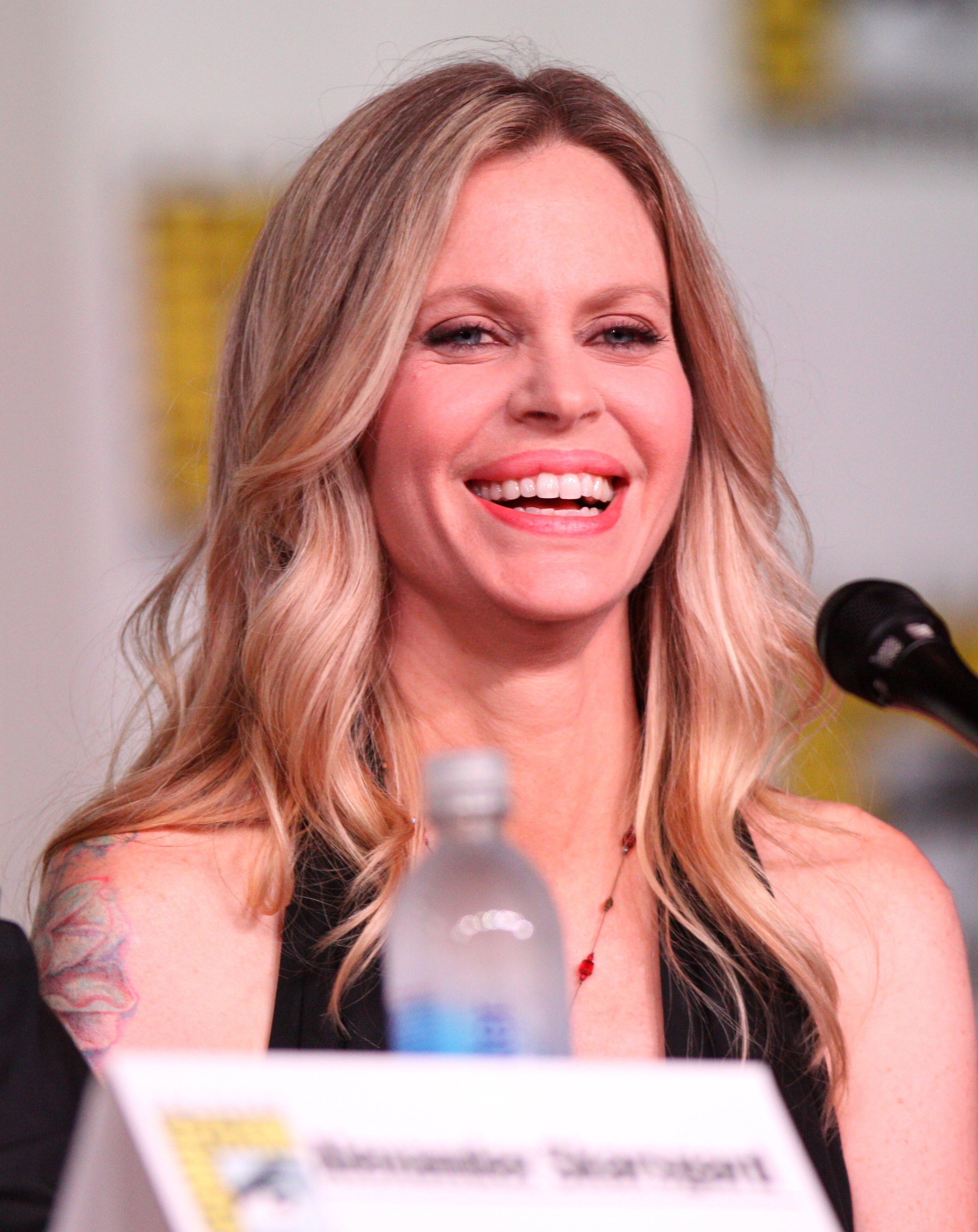
Kristin Bauer interpreta Pam Swynford De Beaufort
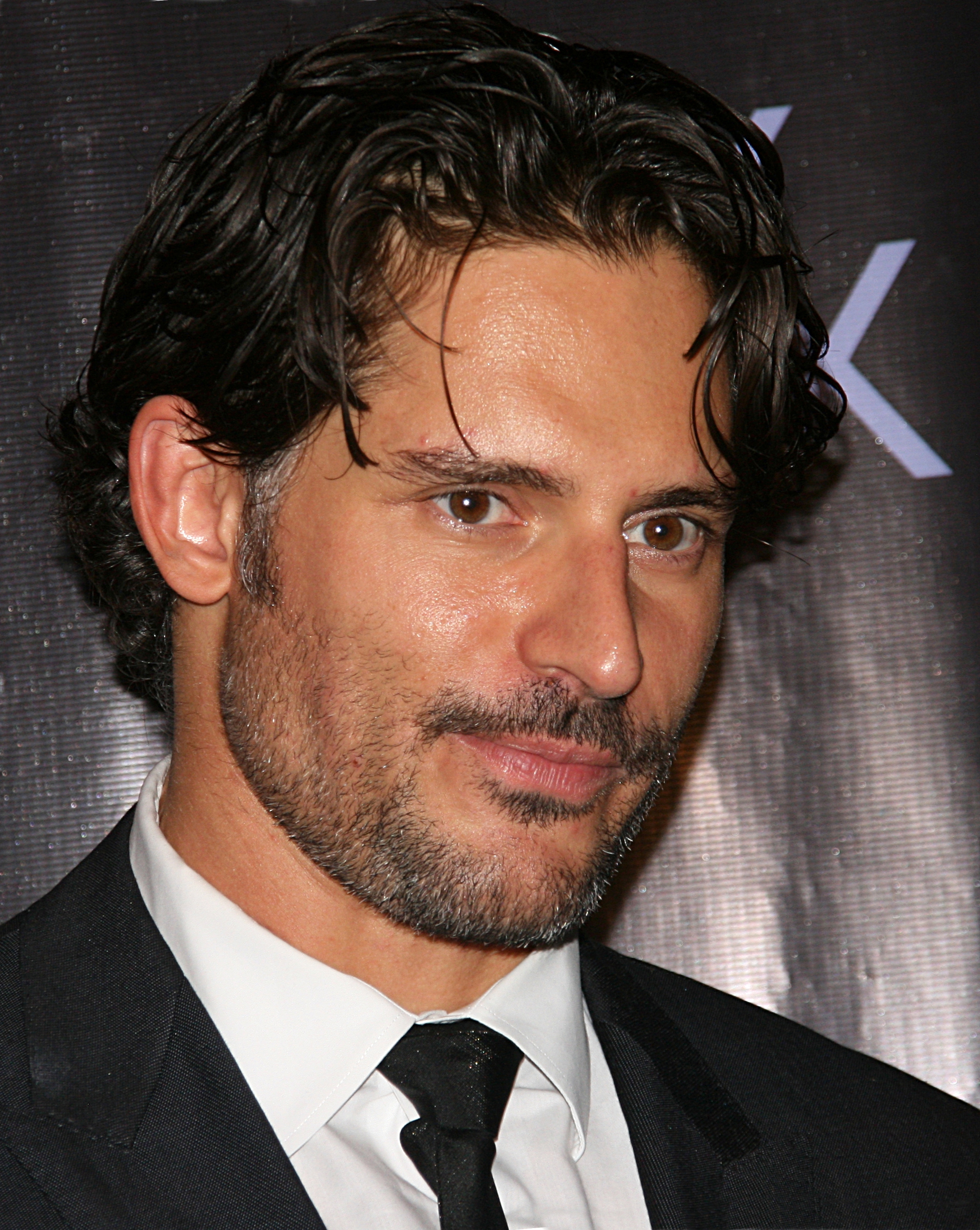
Joe Manganiello interpreta Alcide Herveaux
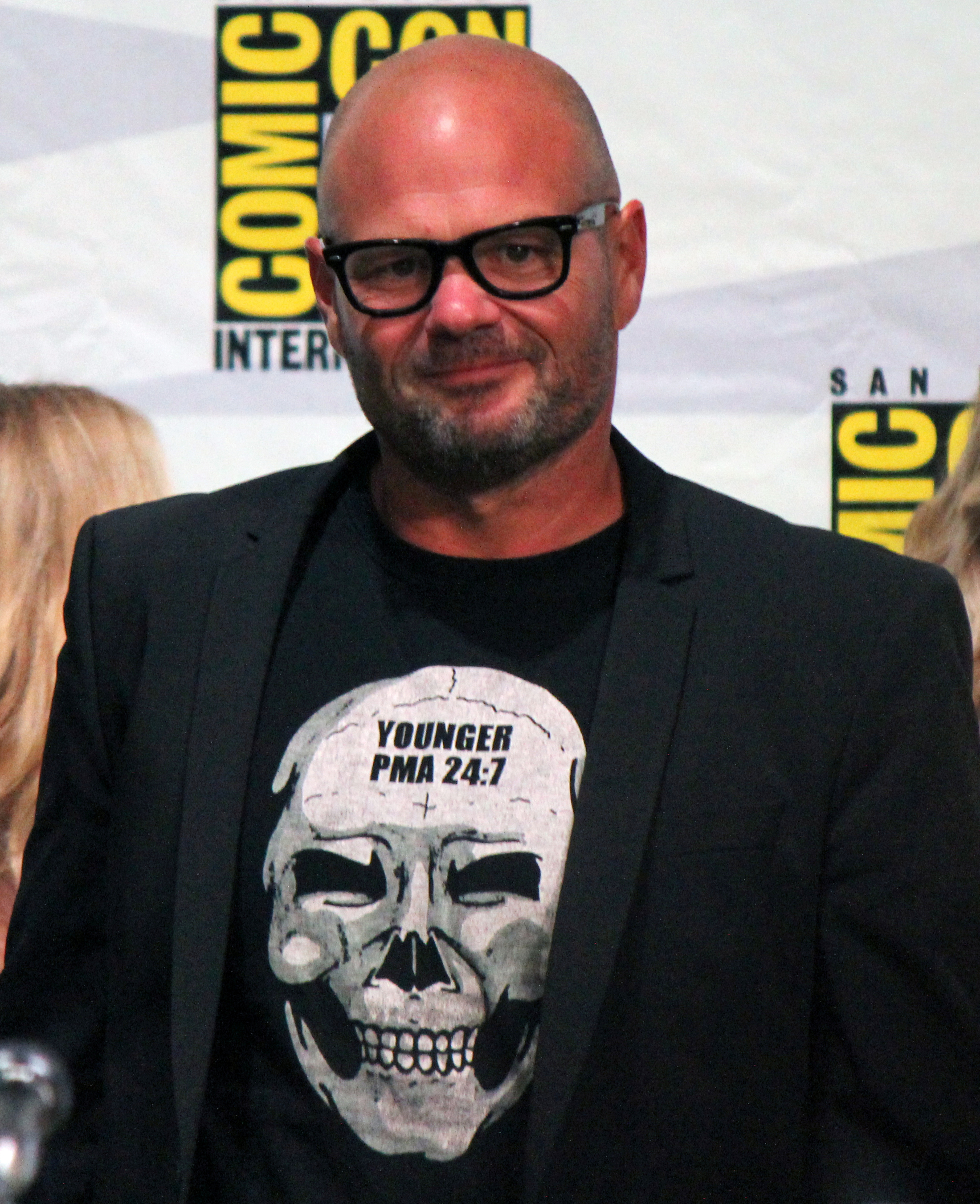
Chris Bauer interpreta Andy Bellefleur
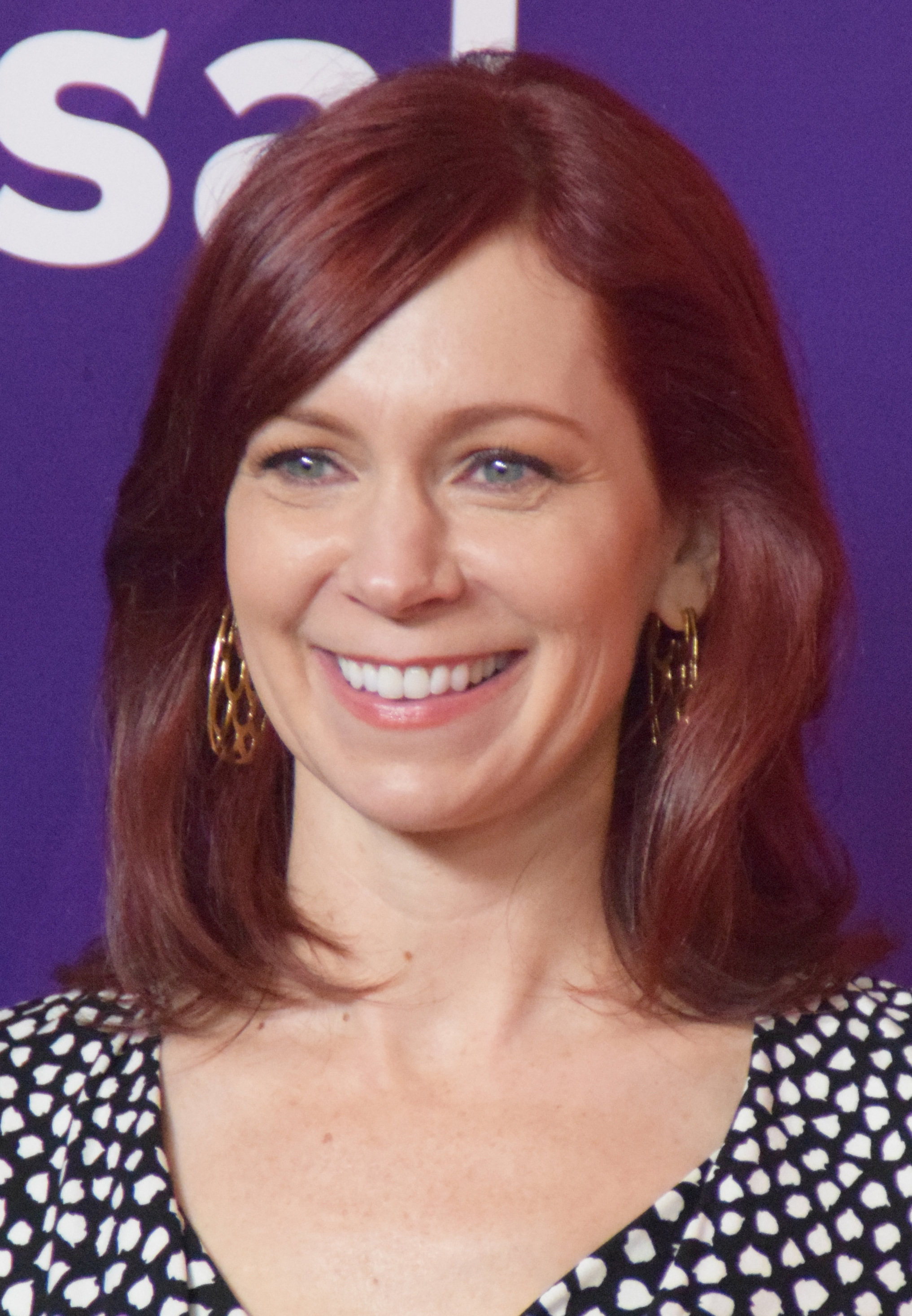
Carrie Preston interpreta Arlene Fowler
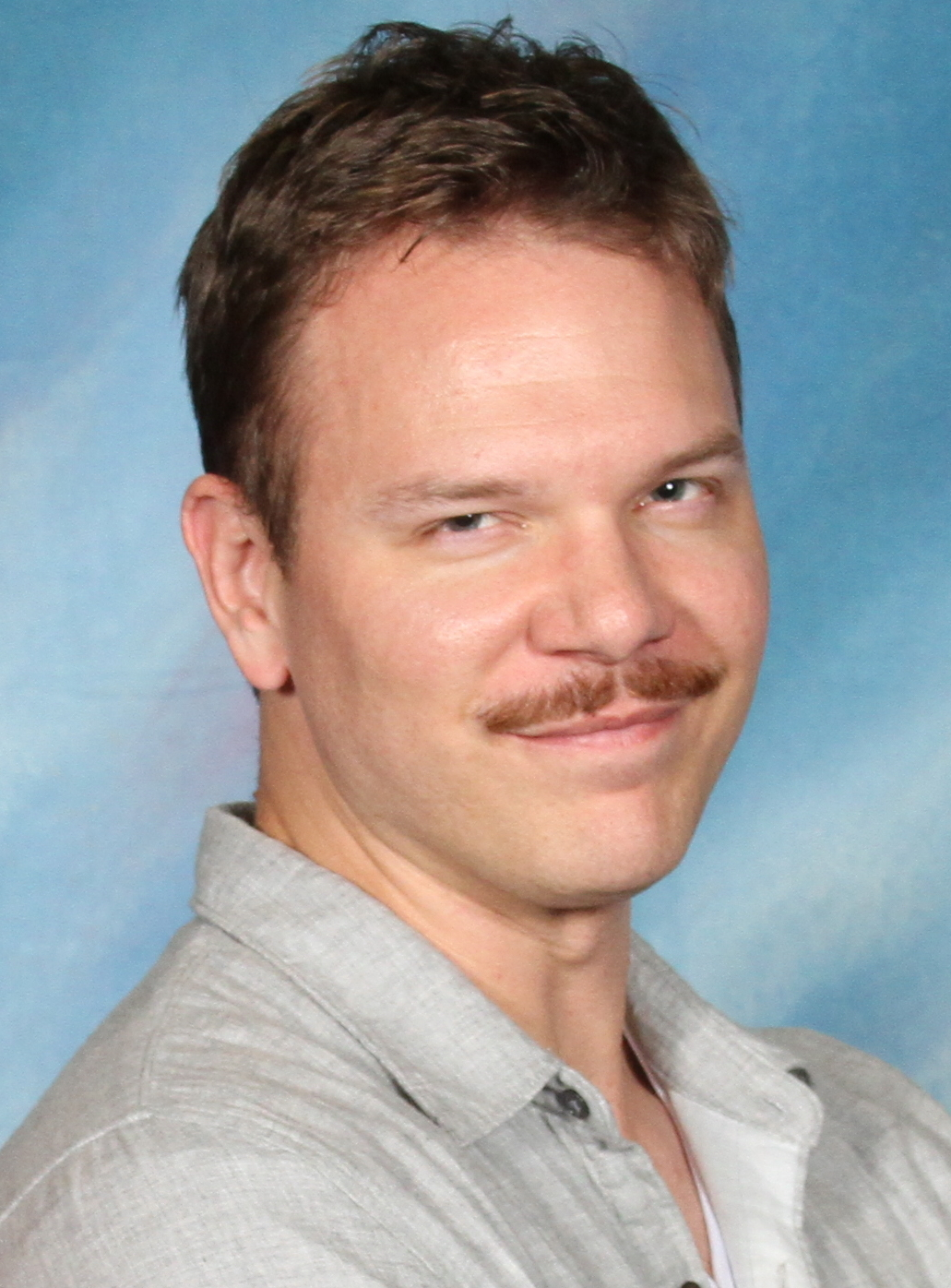
Jim Parrack interpreta Hoyt Fortenberry
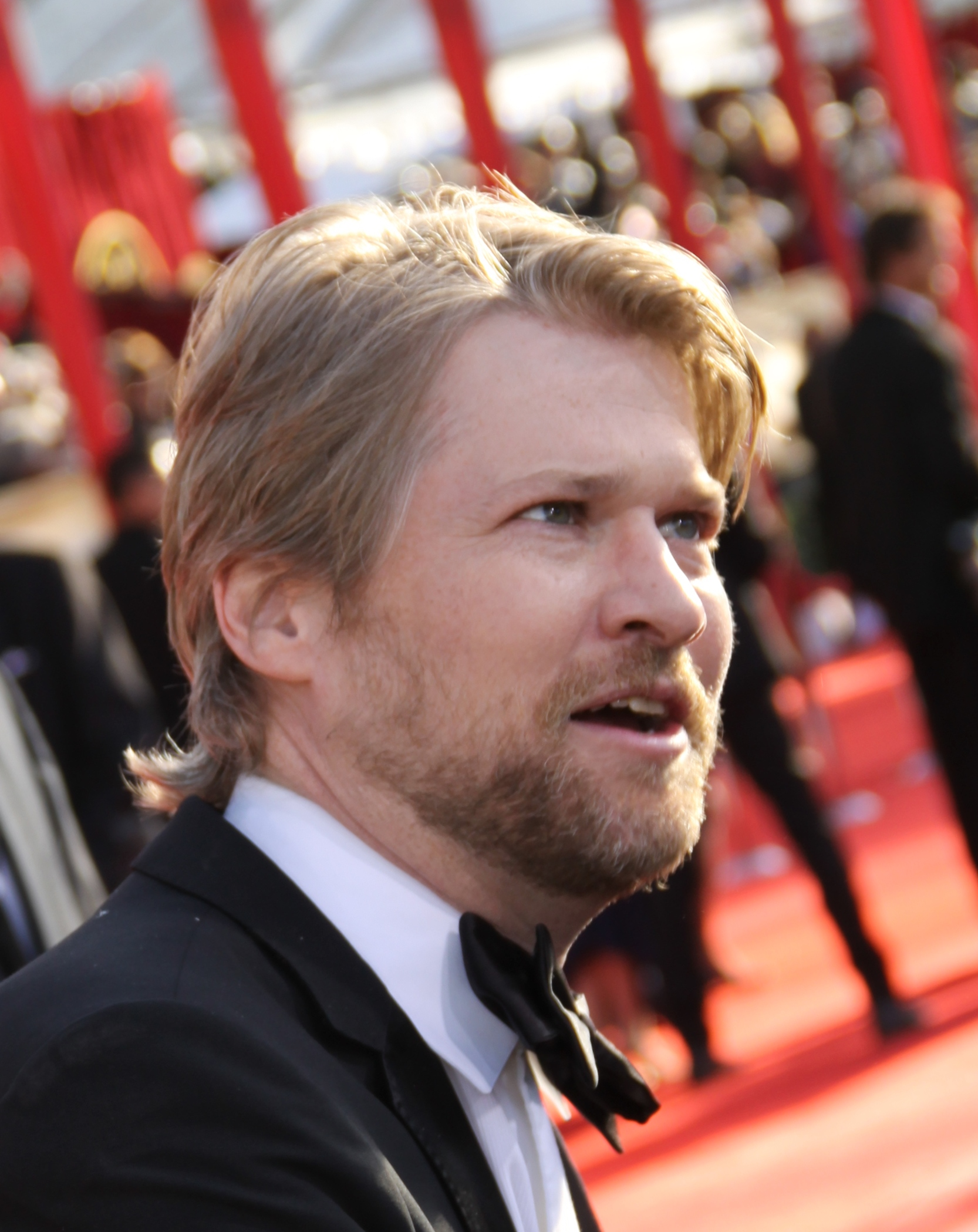
Todd Lowe interpreta Terry Bellefleur

## Secondari

### Adele Hale Stackhouse
Adele Hale Stackhouse (Lois Smith, stagioni: 1, 4, 7) è la nonna di Sookie e Jason, che ha cresciuto i due ragazzi dopo la morte dei loro genitori. È una delle poche persone che approva sin subito la relazione tra la nipote e Bill, tanto che decide di coinvolgere il vampiro nelle attività della comunità di Bon Temps. Durante la prima stagione, viene brutalmente assassinata dal serial killer Renè Lenier/Drew Marshall, che entrato in casa Stackhouse con l'intento di uccidere Sookie, in quel momento assente, uccide la nonna e il gatto. Nella quarta stagione lo spirito di Adele prima entra in contatto con Sookie tramite la strega Marnie Stonebrook e avverte la nipote dei pericoli che potrebbe correre, e successivamente appare sotto forma di spirito per convincere lo spirito di Marnie a passare nell'aldilà. Nella settima stagione, appare in un flashback sull'infanzia di Sookie. 

### Lettie Mae Thornton
Lettie Mae Thornton, successivamente Daniels (Adina Porter, stagioni: 1-7) è la madre di Tara, che a causa dei suoi problemi d'alcolismo ha reso difficile l'infanzia della figlia, con la quale ha un rapporto conflittuale. Durante la prima stagione cerca di redimersi e spinta dalla sua fervente religiosità, si convince che il problema sia un demone che risiede dentro di lei. Per scacciare questo demone convince Tara a finanziare un esorcismo che poi si revela essere una truffa, aggravando ulteriormente in questo modo il già difficile rapporto con la figlia. Dalla seconda stagione cerca in più occasioni, ma sempre con scarso successo, di recuperare il rapporto con Tara ed intraprende una relazione con il reverendo Daniels, di cui poi diventa moglie. Nella quinta stagione ripudia la figlia diventata vampira. Nella sesta stagione, riprende il rapporto con la figlia e si offre di nutrirla con il suo sangue per evitare che Tara possa contrarre il virus mortale dell'epatite V. All'inizio della settima stagione, assiste alla morte di Tara, per mano di un gruppo di vampiri infetti. Caduta nella disperazione, viene assistita dal marito e da Willa Burrell, che le dona il suo sangue provocandole visioni su Tara.

### Bud Dearborne
Bud Dearborne (William Sanderson, stagioni: 1-3, 5) è lo sceriffo della città e vecchio amico dei genitori di Sookie e Jason. Egli lavora spesso al fianco del detective Andy Bellefleur, con cui è spesso in disaccordo. Nel corso della terza stagione decide di andare in pensione e lascia la carica di sceriffo ad Andy. Nella quinta stagione si scopre essere a capo della comunità contro il soprannaturale, così dopo essersi opposto all'arresto muore per un colpo di pistola sparato da Andy.

### René Lenier/Drew Marshall
René Lenier (Michael Raymond-James, stagioni: 1, 3, 4) è il fidanzato di Arlene Fowler e lavora come operaio nei cantieri stradali insieme a Jason Stackhouse e Hoyt Fortenberry, di cui è buon amico. Nel finale della prima stagione si scopre che il suo vero nome è Drew Marshall e che è il serial killer colpevole degli omicidi di varie donne di Bon Temps legate in qualche modo ai vampiri. Precedentemente agli eventi delle serie, Drew viveva insieme alla sorella Cindy a Bunkie, ma esasperato dai rapporti che la sorella aveva con i vampiri la uccide e in seguito assume la falsa identità di René e si trasferisce a Bon Temps. Dopo aver ucciso, tra le altre, Dawn Green, Amy Burley e Adele Stackhouse, alla fine della prima stagione, tenta di uccidere anche Sookie, ma quest'ultima lotta per difendersi e lo uccide con un colpo di pala alla testa. Nelle terza stagione appare nei sogni di Arlene, mentre nella quarta stagione riappare alla donna sotto forma di spirito, per avvertirla di possibili pericoli legati alla sua storia con Terry.

### Dawn Green
Dawn Green (Lynn Collins, stagione: 1) è una collega di Sookie, che lavora insieme a lei al Merlotte's. Ha una relazione sessuale con Jason e nello stesso periodo ha un'avventura di una notte con un vampiro. Quando Jason lo scopre i due litigano furiosamente e la sera stessa, dopo che il ragazzo la lascia a casa da sola, viene assassinata da Drew Marshall. Il suo cadavere viene trovato il giorno dopo da Sookie, che era stata mandata da Sam a cercare Dawn che non si era presentata al lavoro.

### Amy Burley
Amy Burley (Lizzy Caplan, stagione: 1) è la fidanzata bohémien di Jason, dipendente dal sangue di vampiro. Originaria del Connecticut vive come hippie, vagabondando per gli Stati Uniti. Dopo aver incontrato Jason al Fangtasia, instaura una relazione con il ragazzo, caratterizzata dalla dipendenza di entrambi per il V, e viene assunta da Sam come nuova cameriera del Merlotte's. Con la complicità di Jason, rapisce un vampiro pacifico di nome Eddie, con l'intento di usarlo come fonte di V, senza dover ricorrere ai pusher. Durante la prigionia di Eddie nella cantina di Jason, in seguito ad una lite tra i due fidanzati, che si trovano in disaccordo sul trattamento da riservare al prigioniero, Amy uccide brutalmente il vampiro. Alla fine della prima stagione, Amy viene uccisa da Drew Marshall, che la strangola mentre è priva di sensi dopo l'ennesima dose di V.

### Eddie Gauthier
Eddie Gauthier (Stephen Root, stagioni: 1-2) è un vampiro che rifornisce di V Lafayette in cambio di favori sessuali. Eddie è un omosessuale insicuro, con matrimonio fallito alla spalle. Nonostante il suo status di vampiro vive una vita tranquilla e appartata. Viene rapito da Amy e Jason, che vogliono appropriarsi del suo sangue. Quando Jason tenta di liberarlo, Amy lo uccide brutalmente.

### Lorena Krasiki
Lorena Krasiki (Mariana Klaveno, stagioni: 1-3, 5) è una vampira spietata che nel 1865 vampirizza Bill Compton, con il quale poi instaura una relazione lunga circa un secolo. Come umana, nasce nel 1759 come figlia illegittima di una ragazza nubile ma viene allevata dalle suore a Vienna, diventando così una bambina educata e una studentessa modello molto religiosa. Nel 1777, poco prima di prendere i voti, Lorena viene vampirizzata da István, che la plasma a sua immagine e somiglianza e la rende una vampira sadica e vendicativa. Dopo essere apparsa in dei flashback sulla trasformazione di Bill durante la prima stagione, nella seconda stagione rincontra dopo molti anni Bill e con l'aiuto di Eric cerca di mettere in crisi la relazione tra il vampiro e Sookie. Nella terza stagione tortura Bill e prima che lo uccida viene uccisa da Sookie. Nella quinta stagione, appare in un flashback che mostra la vita da umana di Pam e la sua trasformazione in vampira per mano di Eric. Nei romanzi da cui è tratta la serie si chiama Lorena Ball.

### Maryann Forrester
Maryann Forrester (Michelle Forbes, stagioni: 1-2) è una ricca e misteriosa donna che lavora nel sociale, ma che in seguito si rivela essere una menade, ovvero una creatura immortale che possiede forti poteri attraverso i quali può influenzare o controllare il comportamento della gente, istigando comportamenti lascivi e lussuriosi. Inoltre, possiede degli artigli alle mani che rilasciano una potente neurotossina letale per gli umani (con i quali attacca anche Sookie) e un sangue altamente tossico e letale per i vampiri. Divenuta amica di Tara, che ospita presso la sua villa dove è ospite anche il giovane Benedict Talley, esercita il controllo mentale su di lei e sugli altri abitanti di Bon Temps, seminando il caos nella cittadina che diverrà preda di una vera e propria follia orgiastica. Perseguita Sam, con lo scopo di sacrificarlo al Dio Dioniso e permettere la sua ascensione sulla Terra. Alla fine della seconda stagione, viene uccisa da Sam. È l'antagonista principale della seconda stagione.

### Benedict "Eggs" Talley
Benedict "Eggs" Talley (Mehcad Brooks, stagioni: 1-2) è un ragazzo ospitato nella lussuosa casa di Maryann Forrester, sul quale la menade esercita frequentemente controllo mentale. Dopo aver conosciuto Tara, inizia una relazione con lei. Dopo la morte di Maryann, si rende conto di aver ucciso per conto della donna molte persone, quindi decide di costituirsi e va dal detective Andy Bellefleur con in mano un pugnale utilizzato in uno dei suoi ultimi omicidi, Jason assiste alla scena e credendo Eggs pericoloso, lo uccide con un colpo di pistola alla testa. Per coprire Jason, Andy si addossa la responsabilità dell'assassinio di Eggs, facendo passare l'accaduto per legittima difesa. La morte di Eggs getta Tara nella disperazione.

### Nan Flanagan
Nan Flanagan (Jessica Tuck, stagioni: 1-4, 7) è la vampira portavoce della Lega Americana Vampiri, un movimento che tutela i diritti dei vampiri e denuncia gli abusi e le ingiustizie da loro subiti. Durante le prime due stagioni porta avanti la campagna contro il movimento religioso della Compagnia del Sole, che pratica propaganda contro i vampiri. Durante la quarta stagione controlla l'operato da regnante di Bill Compton. Alla fine della medesima stagione scopre che Sookie è una fata e per questo viene uccisa da Bill. Durante la settima stagione, appare in un flashback riguardante il passato di Eric e Pam.

### Ginger
Ginger (Tara Buck, stagioni: 1-7) è una donna che lavora al Fangtasia alle dipendenze di Eric e Pam. Ha un'adorazione per Eric. Frivola e apparentemente poco intelligente, viene spesso coinvolta nelle vicende sovrannaturali che riguardano i due vampiri ed è frequentemente vittima del loro controllo mentale.

### Steve Newlin
Reverendo Steve Newlin (Michael McMillian, stagioni: 1-7) è il capo della Compagnia del Sole, un movimento religioso anti-vampiri, creato da suo padre (anch'egli reverendo) che viene ucciso all'inizio della prima stagione. Steve è fortemente convinto che i colpevoli dell'omicidio del padre siano i vampiri, che, essendo la rappresentazione del male, devono essere eliminati. Durante la seconda stagione, il reverendo si impegna ad organizzare una guerra tra vampiri e umani, ma il suo piano non va a compimento. Nella terza stagione appare in alcuni programmi televisivi per continuare la sua crociata contro i vampiri. Nella quarta stagione si viene a sapere che è scomparso, fino al finale di stagione quando trasformato in vampiro ricompare alla porta di Jason (che aveva conosciuto al ritiro della Compagnia del Sole), dichiarandogli di essere orgogliosamente un vampiro gay e di essere innamorato di lui. Nella quinta stagione, diventa il nuovo portavoce della Lega Americana Vampiri e il nuovo compagno di Russell Edgington. Durante la sesta stagione viene catturato dagli uomini del governatore Burrell e rinchiuso nel campo di concentramento per vampiri, dove rincontra l'ex moglie Sarah, ormai diventata una politica collaboratrice di Burrell. Alla fine della sesta stagione, Steve muore per mano di Eric che lo fa bruciare alla luce del sole. Durante la settima stagione appare in alcune visioni dell'ex moglie Sarah.

### Sarah Newlin
Sarah Mills Newlin (Anna Camp, stagioni: 2, 6-7) è l’ex moglie del reverendo Steve Newlin, proveniente da una ricca famiglia conservatrice di Dallas. È la maggiore sostenitrice della lotta contro i vampiri, verso i quali prova un odio profondo nato in seguito alla vampirizzazione della sorella Amber. Insieme al marito gestiva la Compagnia del Sole, un movimento religioso anti-vampiri. Durante la seconda stagione ha avuto una relazione extraconiugale con Jason Stackhouse, durante il periodo in cui il ragazzo partecipava alle attività della Compagnia del Sole. Nelle stagioni successive si scopre che Sarah ha lasciato il marito, perché scoperto essere omosessuale e trasformato volontariamente in vampiro. Nella sesta stagione si scopre che ha avviato una carriera politica ed è la collaboratrice, nonché compagna, del governatore della Louisiana Truman Burrell, insieme hanno fondato un campo di concentramento per vampiri, segretamente. Dopo l'uccisione di Truman Burrell, Sarah si mette a capo della crociata contro i vampiri e ordina la diffusione delle bottiglie di True Blood contaminate con il virus dell'epatite V. Dopo la pubblicazione del libro di Bill sui fatti avvenuti al campo di concentramento per vampiri, Sarah Newlin è ritenuta la principale colpevole della diffusione dell'epatite V, per questo è costretta a nascondersi per evitare di essere arrestata e uccisa da vari nemici, tra i quali la mafia giapponese (assoldata dall'azienda produttrice di True Blood) e il vampiro Eric Northman. Successivamente, si scopre che il sangue di Sarah può curare i vampiri con l'epatite V, poiché la donna ne ha ingerito l'antidoto. Dopo aver curato la sorella Amber ed Eric, viene impringionata da quest'ultimo e da Mr. Gus, della Yakomono Corporation. Alla fine della serie continua ad essere tenuta prigioniera da Eric e Pam, che grazie al suo sangue hanno creato la bevanda New Blood per i vampiri infetti, diventando milionari.

### Holly Cleary
Holly Cleary (Lauren Bowles, stagioni: 3-7) è una mamma single di due figli, Rocky e Wade, che dalla terza stagione lavora come cameriera al Merlotte's, dove stringe amicizia con Arlene e Sookie. È una wiccan (strega apprendista) e fa parte della congrega di streghe guidata da Marnie Stonebrook. Nella quarta stagione, viene coinvolta nella guerra tra Marnie, posseduta dallo spirito della strega Antonia, e i vampiri, inizialmente per sua volontà mentre successivamente perché tenuta in ostaggio dalla strega. Alla fine della quarta stagione fa un incantesimo per invocare gli spiriti dei defunti (tra cui Antonia ed Adele) e convincere lo spirito di Marnie a lasciare il corpo di Lafayette e ad andare nell'aldilà. Dalla quinta stagione instaura una relazione con Andy Bellefleur. Durante la settima stagione accetta la proposta di matrimonio di Andy.

### Russell Edgington
Russell Edgington (Denis O'Hare, stagioni: 3, 5) è un potente vampiro millenario ed è il Re dei vampiri del Mississippi, stato americano in cui vive, in una lussuosa villa, insieme al fidanzato Talbot. È spietato, senza scrupoli e progetta di scatenare una guerra tra esseri soprannaturali e umani, con lo scopo di sottomettere questi ultimi. Nella terza stagione, fa rapire Bill con l'intento di convincere la regina dei vampiri della Louisiana, Sophie-Anne, a sposarlo in modo da espandere il suo regno. È l'oggetto della vendetta di Eric, che vuole ucciderlo per vendicare l'omicidio della sua famiglia umana, commesso da Russell secoli prima. Alla fine della terza stagione, ridotto in fin di vita, viene imprigionato sotto una colata di cemento da Eric e Bill. È l'antagonista principale della terza stagione. Alla fine della quarta stagione, Russell viene liberato dalla vampira Salome e si unisce al movimento dei sanguinisti insieme al suo nuovo compagno, il neo-vampiro Steve Newlin. Viene ucciso definitivamente da Eric alla fine della quinta stagione.

### Jesus Velasquez
Jesus Velasquez (Kevin Alejandro, stagioni: 3-5) è l'infermiere di Ruby Jean Reynolds, la madre di Lafayette. Durante la terza stagione si lega sentimentalmente a Lafayette, a cui rivela di essere uno stregone (brujo). Durante la quarta stagione, fa parte delle congrega di streghe guidate da Marnie Stonebrook e in seguito ad alcuni problemi con i vampiri Eric e Pam, si reca in Messico insieme a Lafayette per ottenere protezione attraverso la magia del nonno (potente stregone di magia nera). Per porre fine alla guerra tra Marnie e i vampiri, fa un potente incantesimo con cui riesce a separare lo spirito di Antonia dal corpo di Marnie. Alla fine della quarta stagione, viene ucciso da Lafayette mentre è posseduto dallo spirito di Marnie, che vuole impossessarsi della sua magia. Nella quinta stagione appare nelle visioni di Lafayette. Il personaggio non è presente nei romanzi di Charlaine Harris, ma è stato inventato appositamente per la serie.

### Tommy Mickens
Tommy Mickens (Marshall Allman, stagioni: 3-4) è il fratello minore di Sam Merlotte ed è un mutaforma, proprio come il fratello maggiore (e la madre). È succube del padre che lo costringe a partecipare a combattimenti tra cani sotto forma di pitbull. Quando Sam scopre la situazione familiare di Tommy, decide di prenderlo in custodia e lo assume come cameriere al Merlotte's. Tommy è però un ragazzo problematico e non facile da gestire. Al termine della terza stagione, ruba dei soldi a Sam, che scoperto il furto insegue il ragazzo e gli spara ad una gamba. Nella quarta stagione, nonostante sia stato cacciato di casa da Sam, continua a vivere a Bon Temps nella casa di Maxine Fortenberry, la madre di Hoyt, che lo accudisce come un figlio. Dopo l'ennesima lite con Sam, lascia Bon Temps e torna dai suoi genitori, ma durante una lite li uccide per errore e con l'aiuto del fratello maggiore fa sparire i loro cadaveri. Da allora acquisisce la capacità di trasformarsi anche in esseri umani, che è tipica dei mutaforma che uccidono un proprio parente mutaforma. Alla fine della quarta stagione, viene ucciso dai lupi mannari di Shreveport, a causa di un conflitto tra il loro capo e Sam. Il personaggio non è presente nei romanzi di Charlaine Harris, ma è stato inventato appositamente per la serie.

### Crystal Norris
Crystal Norris (Lindsay Pulsipher, stagioni: 3-4) è una misteriosa ragazza che, durante la terza stagione, ha un legame sentimentale con Jason. Crystal è una pantera mannara, una specie in via d'estinzione, e vive con quelli della sua specie ad Hotshot, un sobborgo malfamato vicino a Bon Temps. Nella quarta stagione tenta di trasformare Jason in una pantera mannara per continuare la stirpe di pantere di Hotshot, ma fallisce quando il ragazzo riesce a fuggire.

### Reverendo Daniels
Reverendo Daniels (Gregg Daniel, stagioni: 3-4, 6-7) è il reverendo della cittadina di Bon Temps. Nella seconda stagione, ha una relazione extra coniugale con Lettie Mae Thornton, la madre di Tara. Successivamente diventa il marito di Lettie Mae e l'aiuta a superare la dipendenza dall'alcool. Durante la settima stagione, diventa un punto di riferimento per la comunità, nel periodo in cui la cittadina è sotto l'assedio dei vampiri affetti da epatite V.

### Marnie Stonebrook
Marnie Stonebrook (Fiona Shaw, stagione: 4) è una potente strega a capo della congrega di stregoneria di Bon Temps di cui fanno parte Lafayette, Jesus, Holly e Tara. Viene posseduta dallo spirito di Antonia Gavilan de Logrono, una strega bruciata sul rogo durante l'inquisizione spagnola che prova un odio profondo per i vampiri e che attraverso Marnie lancia un incantesimo contro Eric, che provoca al vampiro la perdita della memoria, e un incantesimo di decomposizione della pelle contro Pam. Così, Antonia, avvalendosi dell'appoggio di Marnie (che la ospita nel suo corpo), ingaggia una guerra contro i vampiri della Louisiana. Grazie ad un incantesimo di Jesus, Antonia lascia il corpo di Marnie, che ormai malvagia e schiava della magia nera viene uccisa da Bill con un colpo di fucile alla testa. Dopo la sua morte lo spirito di Marnie si impossessa di Lafayette e uccide Jesus, con lo scopo di appropriarsi della sua magia ma poi convinta da altri spiriti (tra cui Antonia e Adele) abbandona il corpo di Lafayette e passa nell'aldilà. Marnie è l'antagonista principale della quarta stagione.

### Luna Garza
Luna Garza (Janina Gavankar, stagioni: 4-6) è una mutaforma che instaura una relazione con Sam. Ha una figlia di nome Emma avuta con Marcus Bozeman, lupo mannaro capobranco di Shreveport. Rispetto ai comuni mutaforma, che si trasformano solo in animali, ha la capacità di trasformarsi anche in esseri umani, dato che in passato è stata la causa della morte di un altro mutaforma suo parente, ovvero la madre che morì nel metterla al mondo. Alla fine della quarta stagione, dopo alcune incomprensioni, inizia una relazione stabile con Sam. Muore all'inizio della sesta stagione, lasciando a Sam il compito di crescere Emma.

### Patrick Devins
Patrick Devins (Scott Foley, stagioni: 4-5) è un amico e ex commilitone di Terry, ai tempi della guerra in Iraq. Arriva a Bon Temps per avvertire Terry di una maledizione che sta uccidendo tutti i compagni della loro squadra. Viene ucciso da Terry per salvarsi dalla maledizione che li aveva colpiti.

### Nora Gainesborough
Nora Gainesborough (Lucy Griffiths, stagioni: 5-6) è una potente vampira "creata" da Godric nel '600 e per questo è considerata la "sorella" di Eric, con il quale ha un legame profondo. Nella quinta stagione, è una cancelliera dell'Autorità dei Vampiri e viene incaricata di portare alla sede dell'Autorità Eric e Bill, per sottoporli a giudizio poiché colpevoli della morte di Nan Flanagan. Nora però cerca di far scappare i due vampiri e per questo viene accusata di tradimento. È profondamente devota a Lilith ed è una seguace del movimento sanguinista, fino a quando Eric la convince che le teorie in cui crede sono solo fantasie prive di fondamento. Nella sesta stagione, per colpa di Niall Brigant (il nonno di Sookie e Jason) viene catturata dagli uomini di Burrell e rinchiusa nel campo di concentramento per vampiri, dove le viene iniettato in dose massiccia un virus letale per i vampiri chiamato Epatite V. Nonostante Eric cerchi di salvarla, Nora muore a causa della malattia.

### Roman Zimojic
Roman Zimojic (Christopher Meloni, stagione: 5) è un potente vampiro, figura carismatica e guardiano dell'Autorità. Porta avanti le ideologie dell'intergrazione ed è contro il movimento dei sanguinisti, che vorrebbe eliminare. Ha una relazione con Salome, che crede sua alleata ma in realtà è una sanguinista. Viene ucciso da Russell Edgington.

### Salome Agrippa
Salome Agrippa (Valentina Cervi, stagione: 5) è una vampira millenaria e seducente. È una cancelliera dell'Autorità che fa il doppiogioco, in quanto professa le ideologie di integrazione ma in realtà è una sanguinista. È colei che libera Russell Edgington dalla prigione di cemento. Profondamente devota a Lilith, dopo la morte di Roman guida il movimento dei sanguinisti a cui si unisce anche Bill. Quest'ultimo la uccide alla fine della stagione. Il personaggio è una rivisitazione in chiave vampiresca dell'omonimo personaggio biblico.

### Jackson Herveaux
Jackson Herveaux (Robert Patrick, stagioni: 5-7) è il padre di Alcide, anch'egli lupo mannaro. È stato capobranco dei lupi mannari di Shreveport fino a quando è stato mandato in isolamento dopo aver rubato i soldi del suo branco. Durante la quinta stagione si riavvicina al figlio e lo aiuta a diventare il nuovo capobranco. Nella settima stagione torna a Bon Temps in occasione della morte di Alcide.

### Rikki Naylor
Rikki Naylor (Kelly Overton, stagioni: 5-6) è una donna lupo mannaro che fa parte del branco di Shreveport. Supporta la candidatura di Alcide come capobranco e instaura una relazione con lui. Successivamente, inizia a ribellarsi alle decisioni di Alcide e lo sfida senza successo per diventare capobranco.

### Niall Brigant
Niall Brigant (Rutger Hauer, stagione: 6-7) è il Re delle fate, bisnonno dei fratelli Stackhouse. Arriva a Bon Temps per aiutare i nipoti a fronteggiare l'antico vampiro Warlow, che secoli prima ha sterminato il suo villaggio delle fate e che vuole avere Sookie, è in parte responsabile della morte di Nora avendo lasciato che i soldati di Burrell la catturassero. Dopo aver scoperto che Ben Flynn è in realtà Warlow, lo affronta ma perde lo scontro e viene spedito in una dimensione oscura. Successivamente, riesce a tornare nel mondo reale e aiuta Jason ad uccidere Warlow.

### Truman Burrell
Truman Burrell (Arliss Howard, stagione: 6) è il Governatore della Louisiana che dichiara guerra ai vampiri. Con i soldi pubblici, ha finanziato esperimenti sui vampiri che hanno permesso di creare armi e tecnologie utili a contrastarli. Inoltre ha costruito dei veri e propri campi di concentramento dove vengono rinchiusi i vampiri. Una delle ragioni per cui odia i vampiri è che sua moglie l'ha lasciato per stare con un vampiro di cui era innamorata. Ha una relazione con Sarah Newlin e ha una figlia di nome Willa, che viene rapita e poi vampirizzata da Eric Northman. Viene ucciso da Bill che brutalmente lo decapita.

### Macklyn Warlow
Macklyn Warlow (Rob Kazinsky, stagione: 6) è un ragazzo misterioso che si presenta a Sookie come Ben Flynn e dichiara di essere metà umano e metà fata. I due provano subito un'attrazione l'uno per l'altra. In seguito Ben si rivela essere Macklyn Warlow, una creatura sovrannaturale unica nel suo genere in quanto è un ibrido tra fata e vampiro. Warlow è la progenie di Lilith e prima di essere vampirizzato dalla capostipite dei vampiri era una fata. Poco dopo la trasformazione stermina l'intero villaggio delle fate in cui viveva, risparmiando la vita solo all'allora bambino Niall Brigant. Odia la sua natura di vampiro e per questo uccise la sua creatrice Lilith. È il responsabile della morte dei genitori di Sookie e Jason. Ha vissuto più di 20 anni in una dimensione oscura ed è tornato nel mondo reale con l'intento di rendere sua Sookie, l'unica discendente donna della famiglia reale delle fate. Nel finale della stagione cerca di trasformare Sookie in una fata-vampiro, ma viene prima bloccato da Bill e poi ucciso da Jason con l'aiuto di Niall.

### Nicole Wright
Nicole Wright (Jurnee Smollett-Bell, stagione: 6-7) è una giovane donna affascinata dal mondo del sovrannaturale e sostenitrice dei diritti dei vampiri. Crede che, oltre ai vampiri, anche altre creature come mutaforma e licantropi debbano rivelarsi al mondo e convivere pacificamente con gli umani. Arriva a Bon Temps, insieme ad altri tre attivisti della "Società per l'Unità dei Vampiri", per avvicinare Sam Merlotte e convincerlo ad uscire allo scoperto. Dopo essere stata attaccata dai lupi mannari di Shreveport, che uccidono i suoi compagni, Nicole viene salvata da Alcide e fugge insieme a Sam ed Emma. Durante il periodo di fuga intreccia una relazione con Sam, di cui rimane incinta, così decide di rimanere a Bon Temps insieme al mutaforma. Durante la settima stagione viene rapita dai vampiri infetti e dopo la sua liberazione convince Sam a lasciare Bon Temps per tornare nella sua città, Chicago. Alla fine della serie, in un salto temporale, si vede Nicole tornare a Bon Temps insieme a Sam, la prima figlia Victoria e il loro secondo genito. 

### Willa Burrell
Willa Burrell (Amelia Rose Blaire stagione: 6-7) è la giovane figlia del governatore della Louisiana Truman Burrell. Viene rapita da Eric Northman con l'intento di ricattare Burrell e fermare la sua guerra contro i vampiri. Willa si mostra collaborativa e rivela al vampiro i segreti del padre. In seguito, viene vampirizzata da Eric, che in quanto suo creatore le ordina di tornare a casa dal padre e convincerlo a fermare la sua battaglia contro i vampiri. Durante l'incontro con il padre, Willa non riesce a controllare i suoi istinti da vampira e lo attacca, così viene neutralizzata da Sarah Newlin e trasferita nel campo di concentramento per vampiri. Lasciato il campo, rimane a vivere a Bon Temps con Tara, con la quale instaura un rapporto di amicizia. Nella settima stagione, scioglie il legame con il suo "creatore" Eric, colpevole di averla abbandonata, e continua a vivere a Bon Temps aiutando la comunità nella battaglia contro i vampiri infetti. 

### Violet Mazurski
Violet Mazurski (Karolina Wydra stagione: 6-7) è un'antica vampira prigioniera nel campo di concentramento per vampiri. È la vampira più autoritaria e temibile del blocco femminile. Si invaghisce di Jason che considera come un oggetto sessuale di sua proprietà, tant'è che instaura una relazione con lui. Dopo aver scoperto un tradimento di Jason con Jessica, decide di vendicarsi imprigionando Adilyn Bellefleur e Wade Cleary, al fine di attirare in trappola prima Jessica e poi Jason. Nel momento in cui minaccia di torturare e uccidere i suoi quattro prigionieri, viene uccisa da Hoyt Fortenberry. 

### James Kent
James Kent (Luke Grimes stagione 6; Nathan Parsons stagione 7) è un vampiro prigioniero nel campo di concentramento per vampiri. Si distingue dagli altri vampiri per la sua bellezza, i suoi modi di fare e la sua intelligenza. Al campo conosce Jessica con la quale instaura una relazione. La storia con Jessica termina quando quest'ultima sorprende James a avere un rapporto sessuale con Lafayette. Con quest'ultimo, James stringe un legame profondo che poi sfocia in una relazione amorosa.

### Adilyn Bellefleur
Adilyn Braelyn Charlaine Danika Bellefleur (Bailey Noble stagione: 6-7), inizialmente conosciuta come "Numero 4", è una delle quattro figlie fata di Andy Bellefleur e della fata Maurella. Nasce alla fine delle quinta stagione e insieme alle sorelle viene abbandonata dalla madre e affidata ad Andy. In pochi giorni le quattro passano dall'essere neonate ad avere diciotto anni. Le quattro vengono rapite da Jessica e Bill, che ha intenzione di estrarre il loro sangue di fata per creare una bevanda che permetta ai vampiri di resistere alla luce del sole. Durante la prigionia a casa di Bill, Jessica non resiste alla tentazione e dissangua le quattro fate. Adilyn è l'unica sopravvissuta e viene salvata dal padre. Come secondo nome utilizza i nomi delle sorelle, che sono stati dati postumi, in loro memoria. Nella settima stagione, accetta la protezione di Jessica e si fidanza con Wade Cleary, andando contro il volere del padre. 

### Rocky Cleary
Rocky Cleary (Aaron Christian Howles, stagione: 5-7) è il figlio maggiore di Holly Cleary e fratello di Wade. Durante la settima stagione, partecipa alle spedizioni contro i vampiri e gli esseri sovrannaturali.

### Wade Cleary
Wade Cleary (Noah Matthews, stagione: 5-7) è il figlio minore di Holly Cleary e fratello di Rocky. Ha un interesse ricambiato per Adilyn Bellefleur, con la quale instaura una relazione.

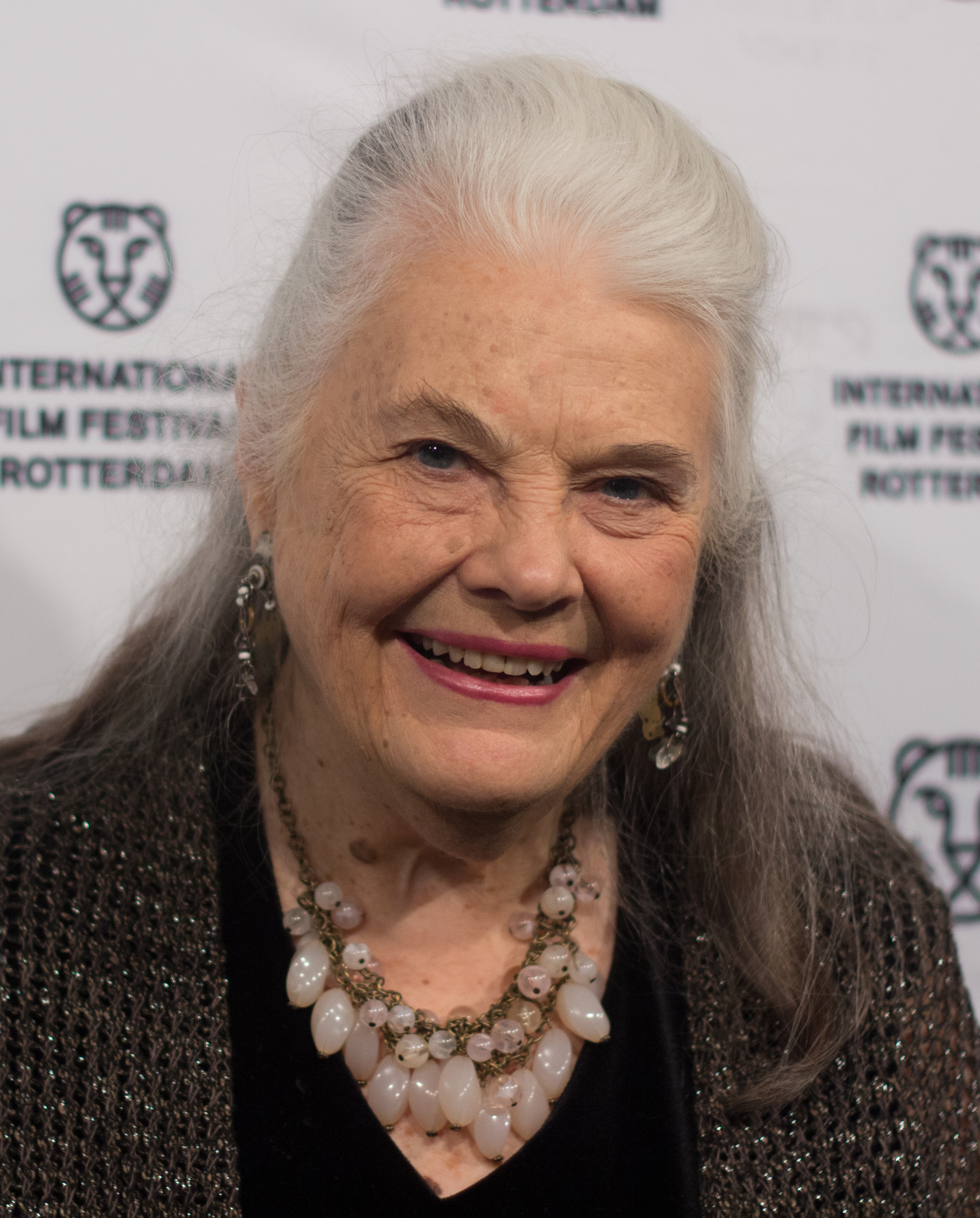
Lois Smith interpreta Adele Hale Stackhouse.
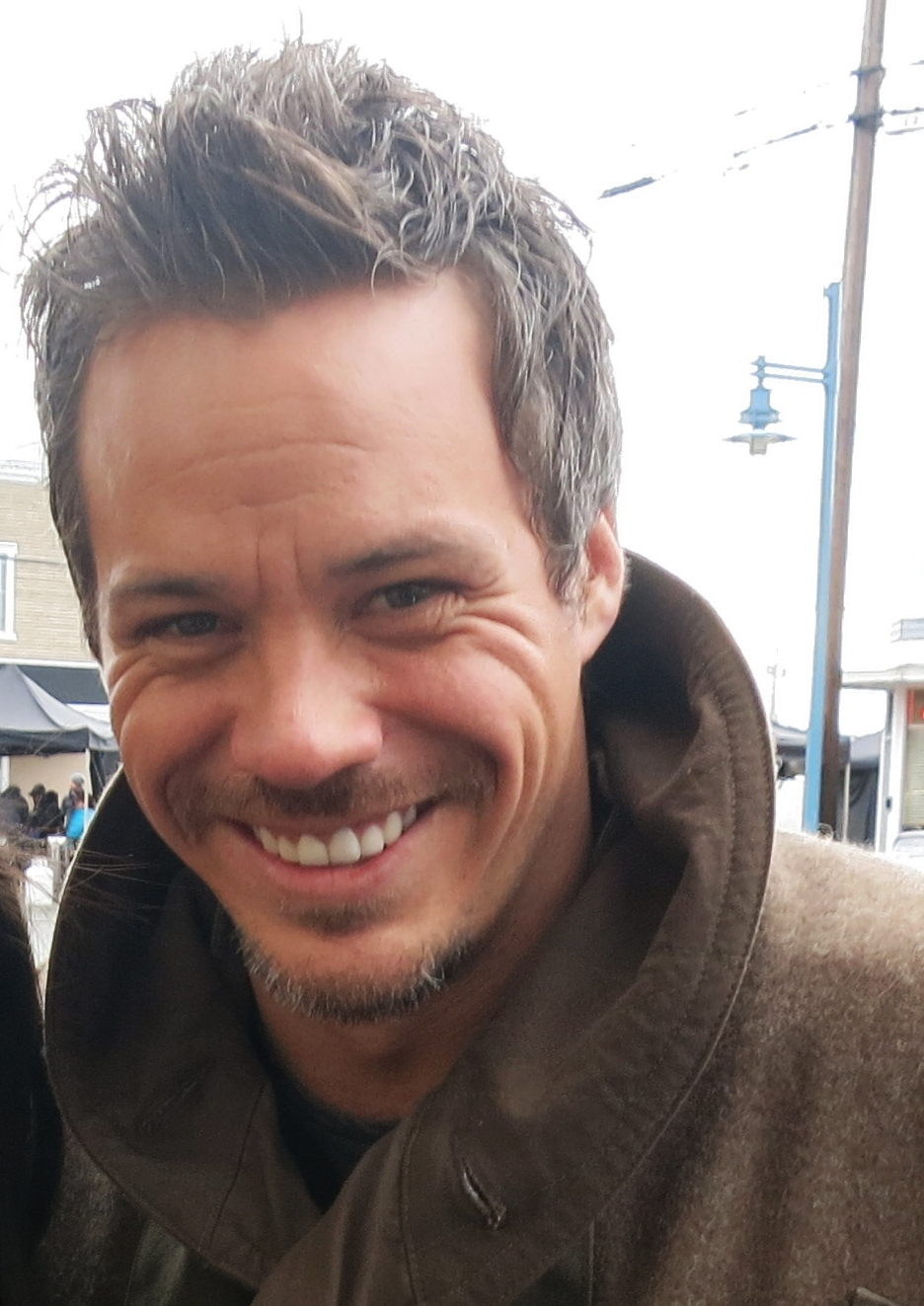
Michael Raymond-James interpreta Rene Lenier.
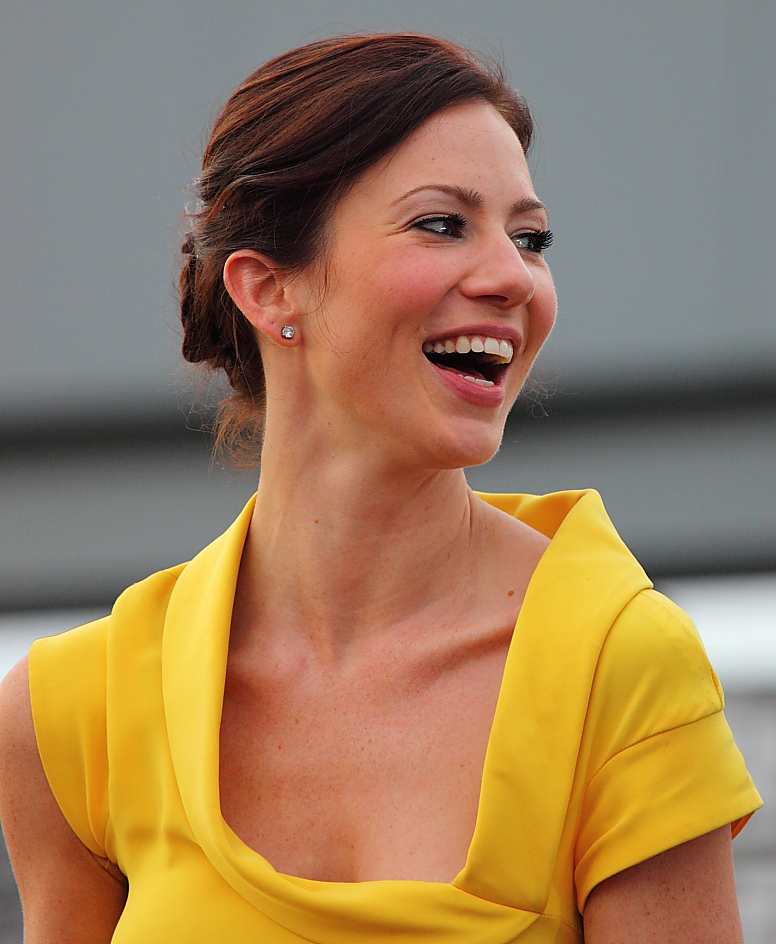
Lynn Collins interpreta Dawn Green.
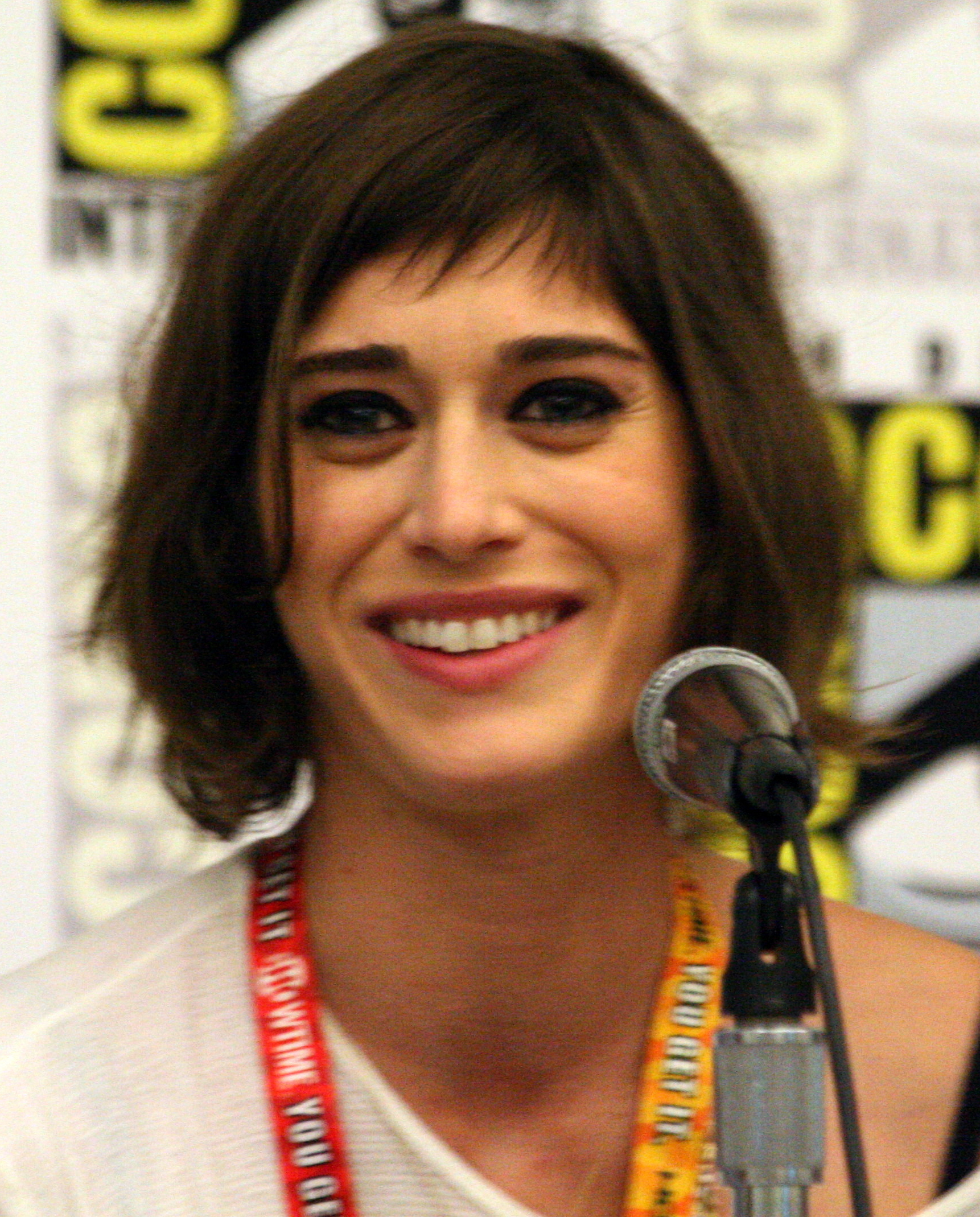
Lizzy Caplan interpreta Amy Burley.
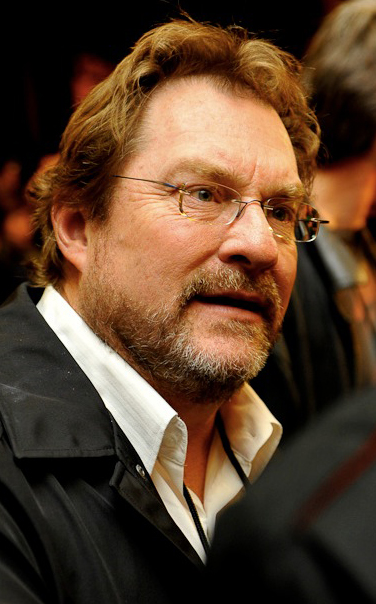
Stephen Root interpreta Eddie Gauthier.
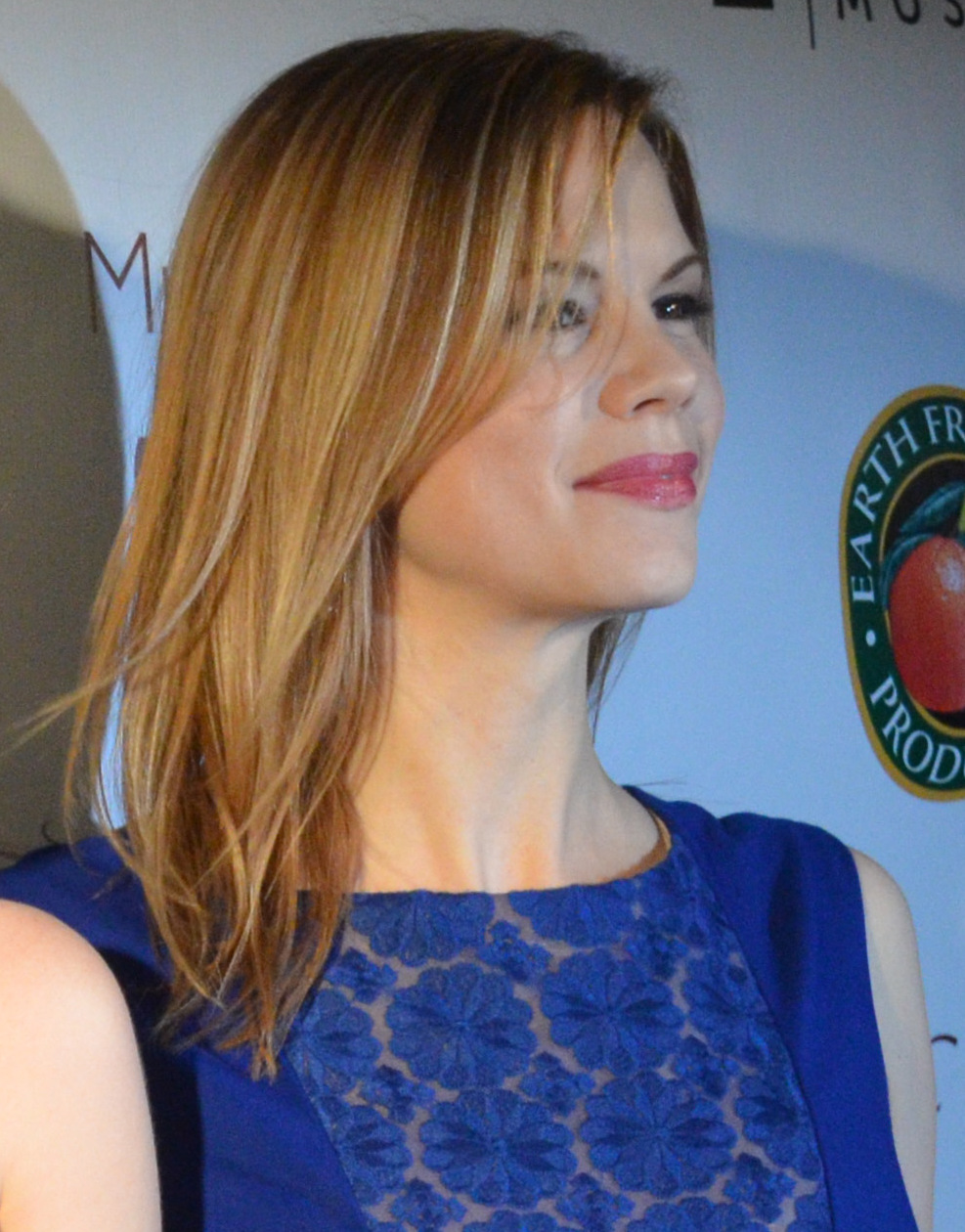
Mariana Klaveno interpreta Lorena Krasiki.
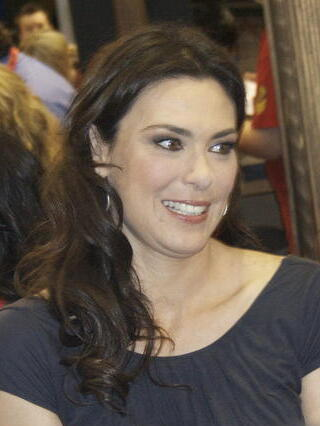
Michelle Forbes interpreta Maryann Forrester.
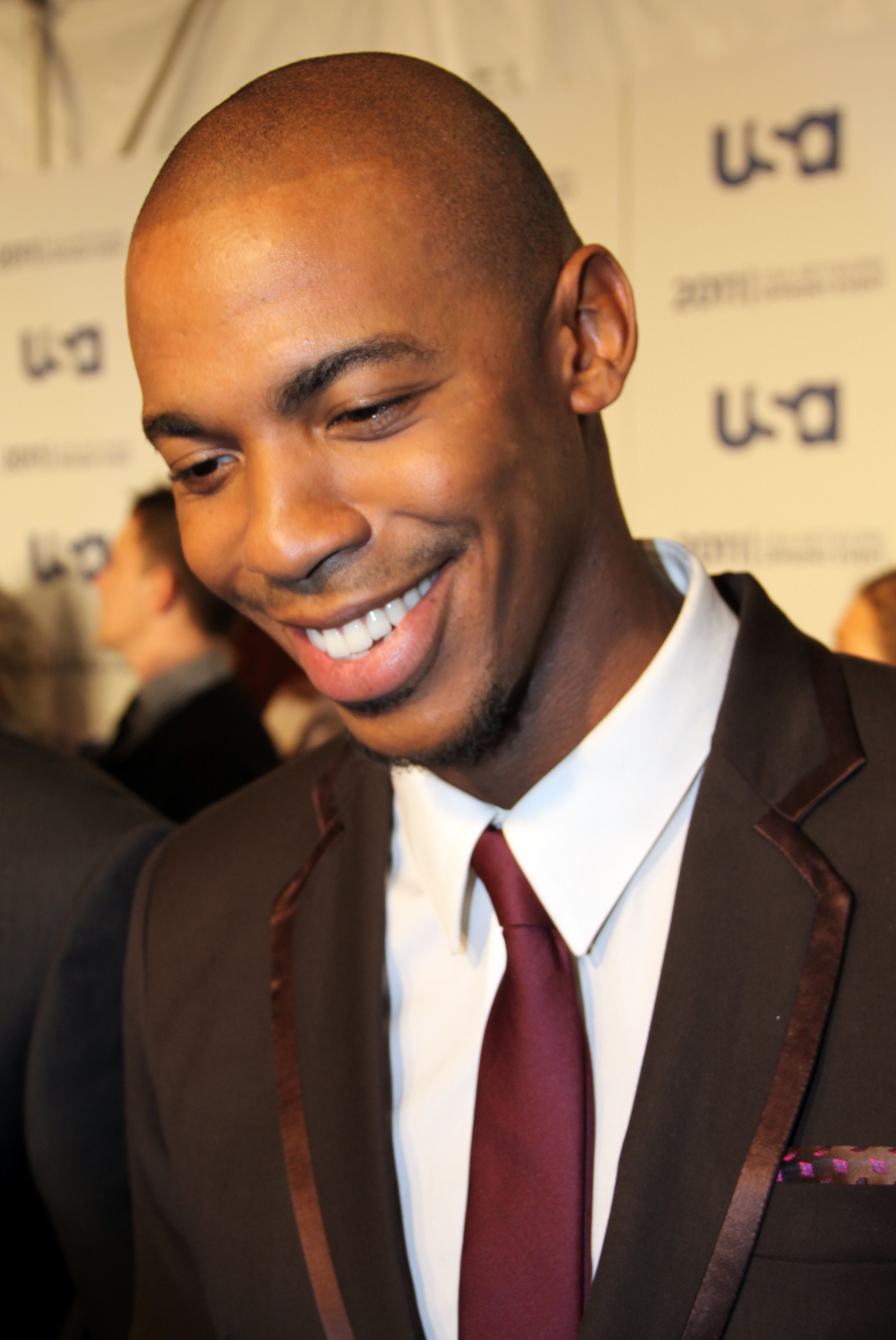
Mehcad Brooks interpreta Eggs.
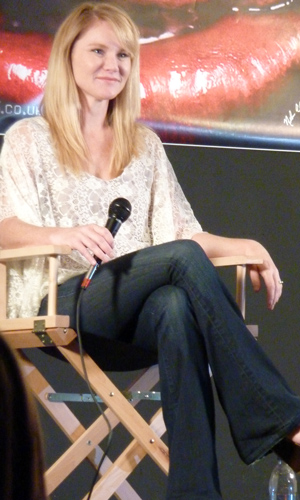
Tara Buck interpreta Ginger.
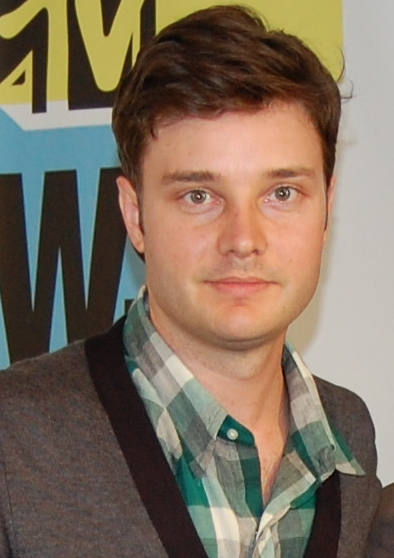
Michael McMillian interpreta Steve Newlin.
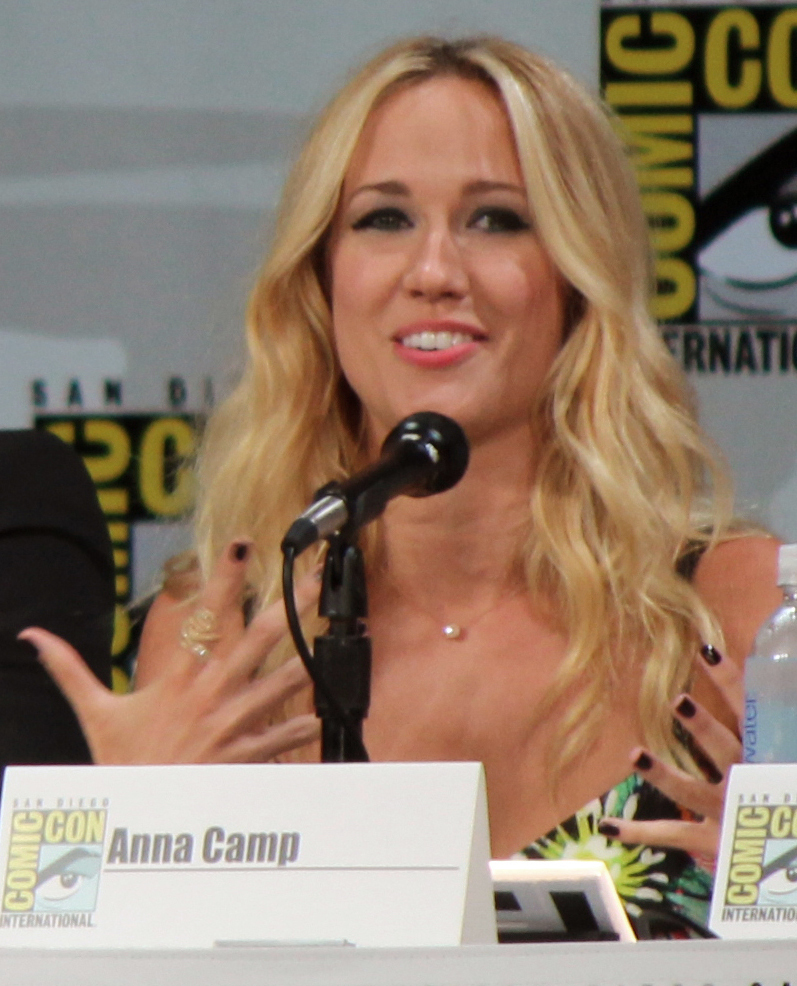
Anna Camp interpreta Sarah Newlin.
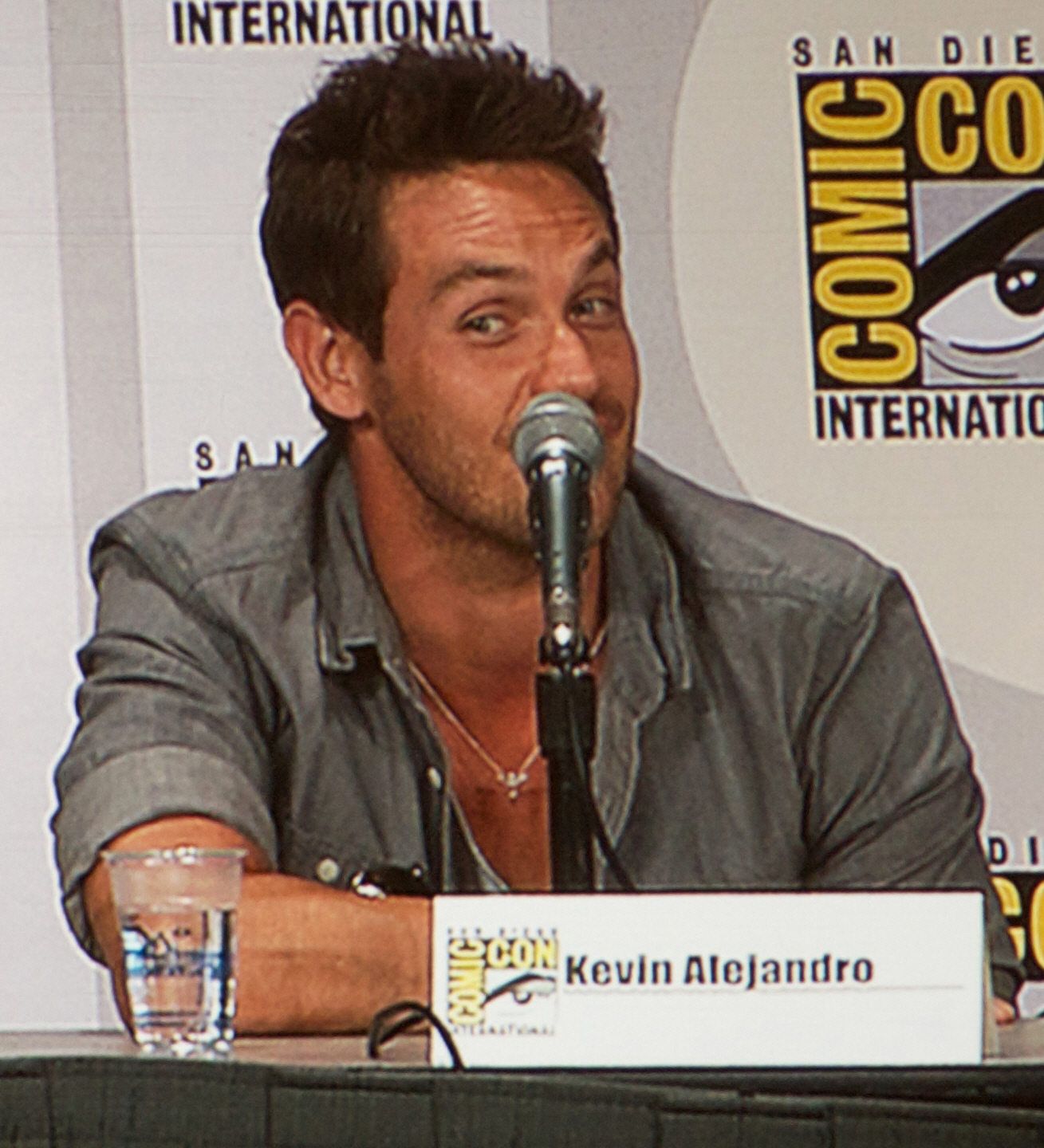
Kevin Alejandro interpreta Jesus Velasquez.
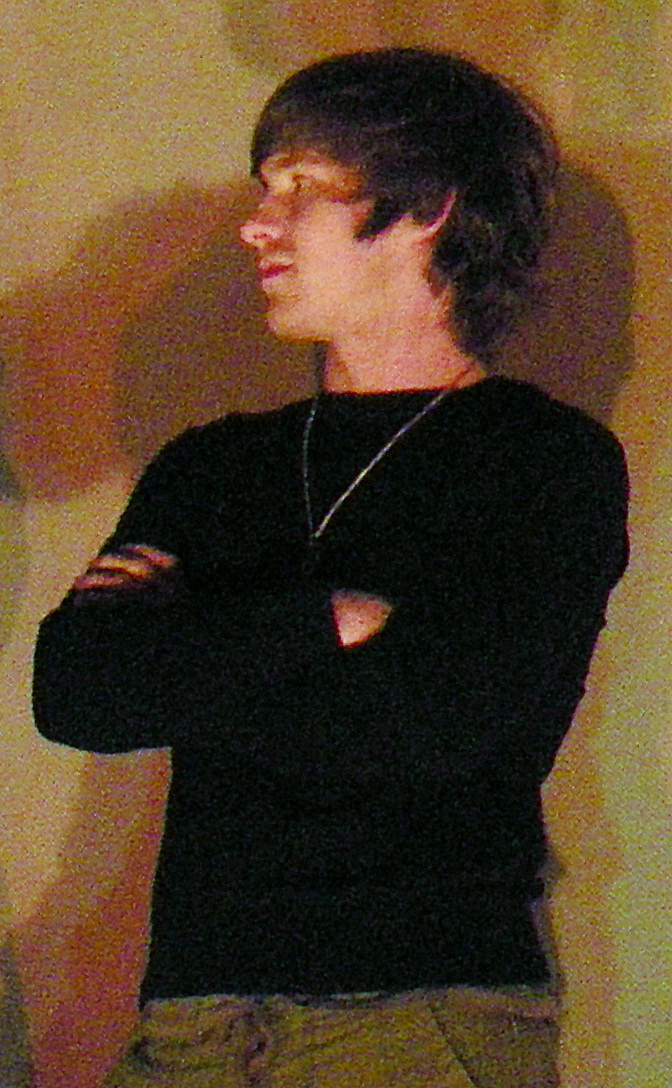
Marshall Allman interpreta Tommy Mickens.
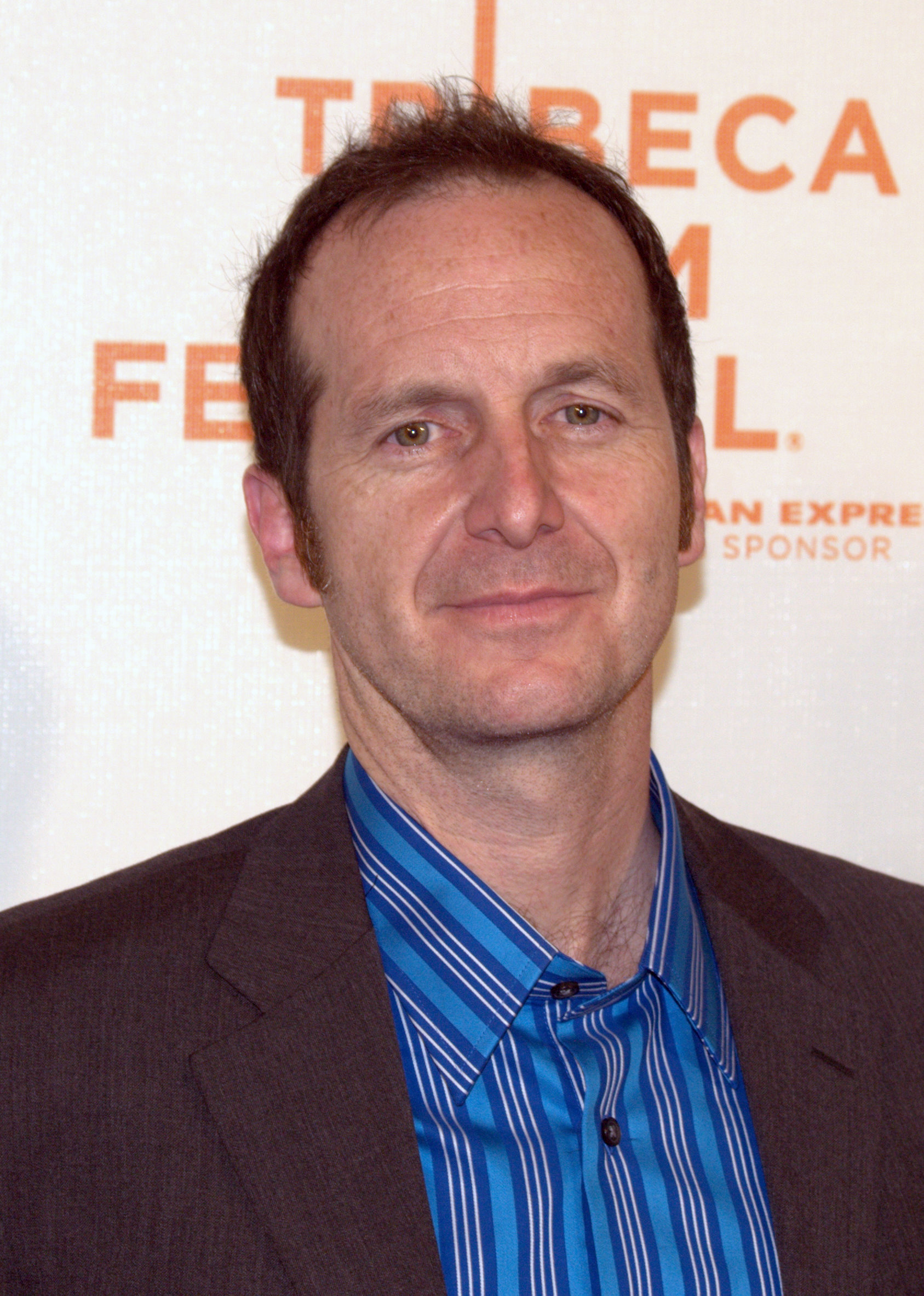
Denis O'Hare interpreta Russell Edgington.
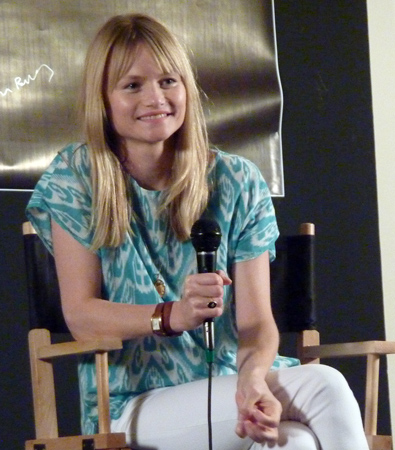
Lindsay Pulsipher interpreta Crystal Norris.
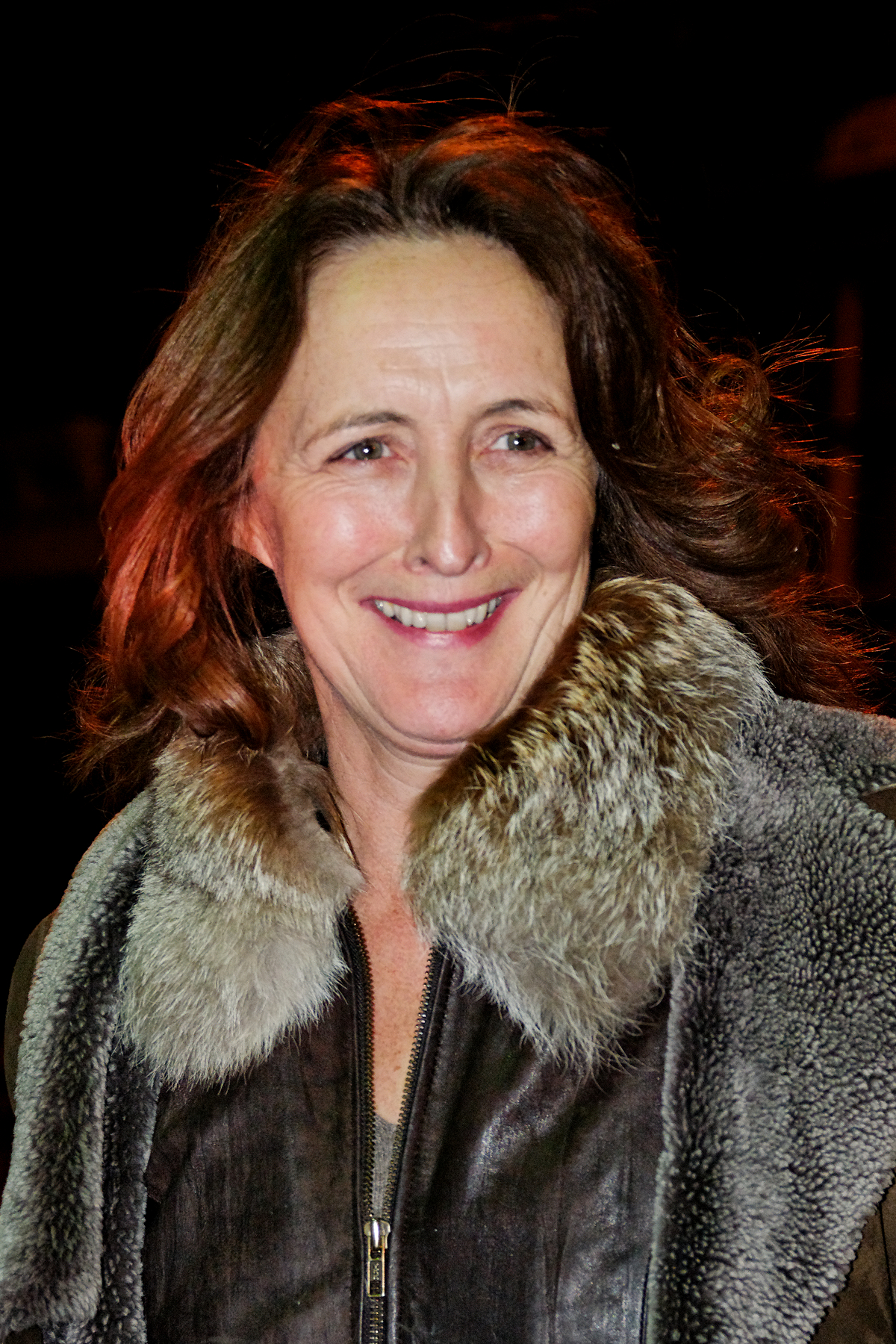
Fiona Shaw interpreta Marnie Stonebrook.
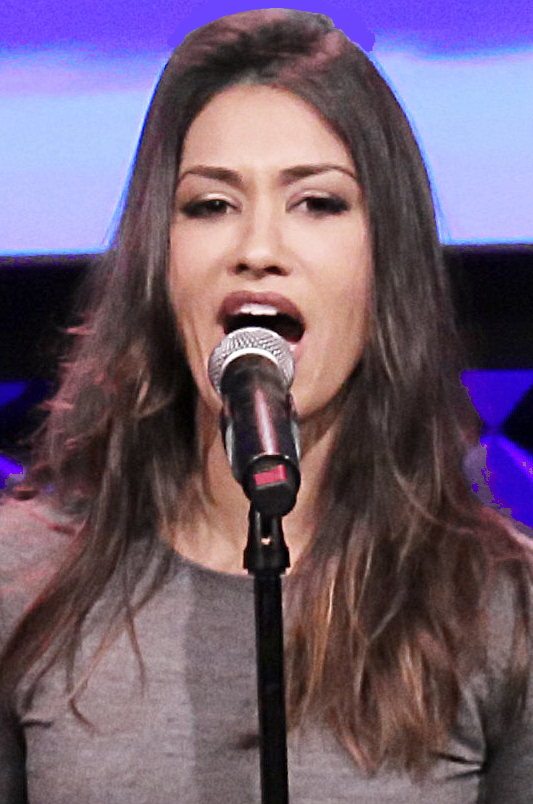
Janina Gavankar interpreta Luna Garza
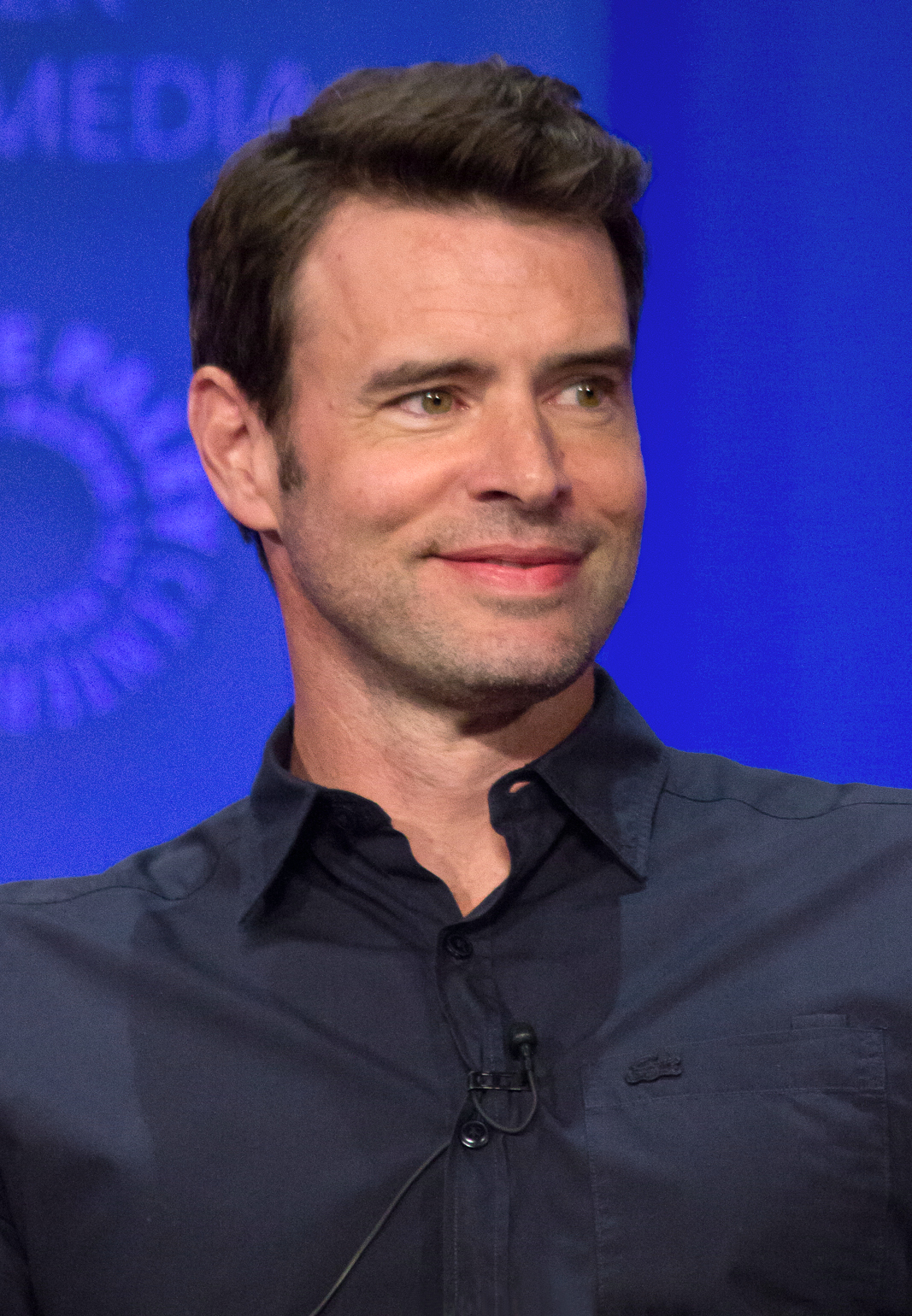
Scott Foley interpreta Patrick Devins.
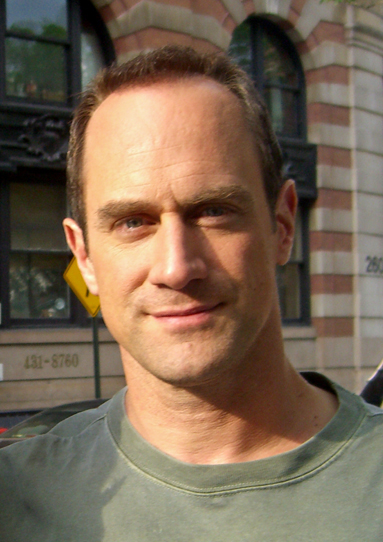
Christopher Meloni interpreta Roman Zimojic.
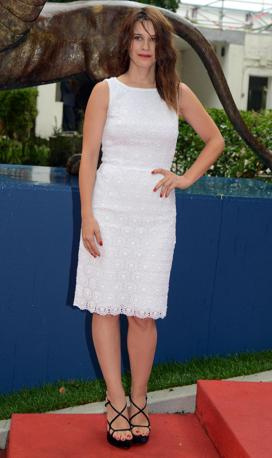
Valentina Cervi interpreta Salome Agrippa.
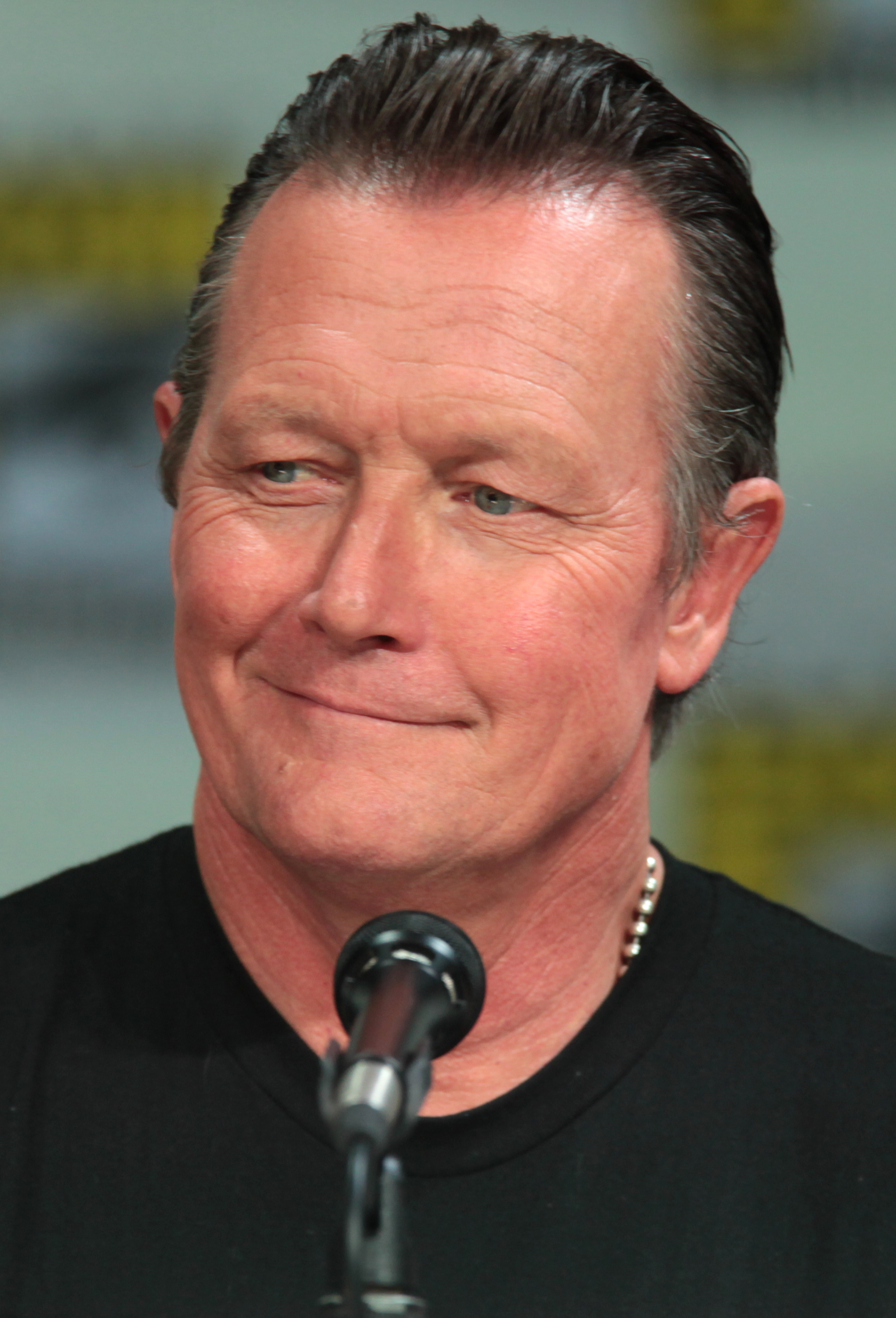
Robert Patrick interpreta Jackson Herveaux.
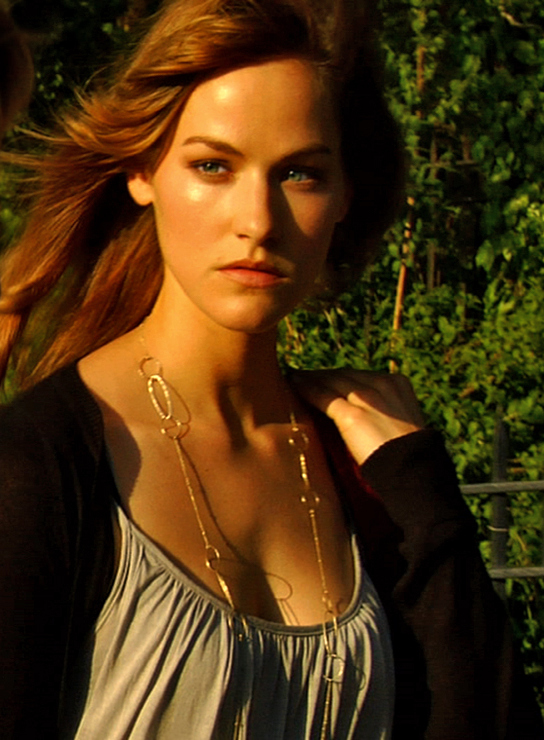
Kelly Overton interpreta Rikki Naylor
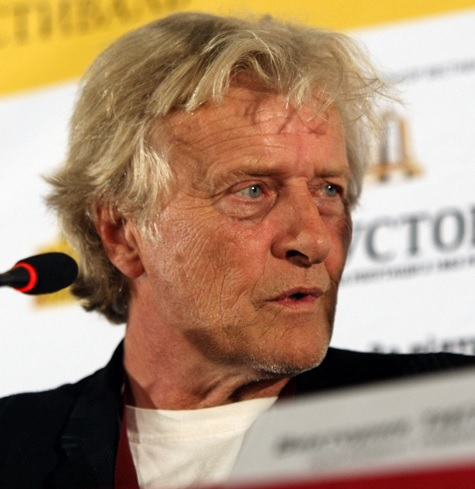
Rutger Hauer interpreta Niall Brigant.
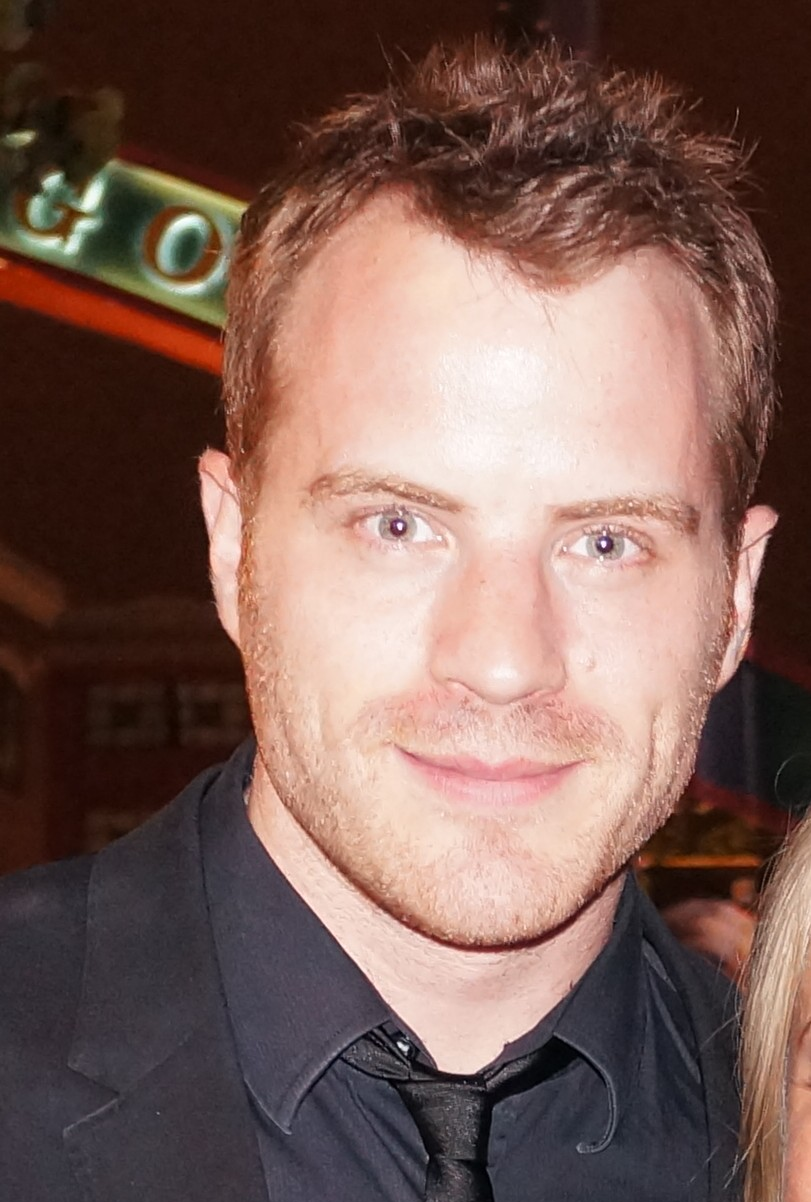
Robert Kazinsky interpreta Macklyn Warlow.
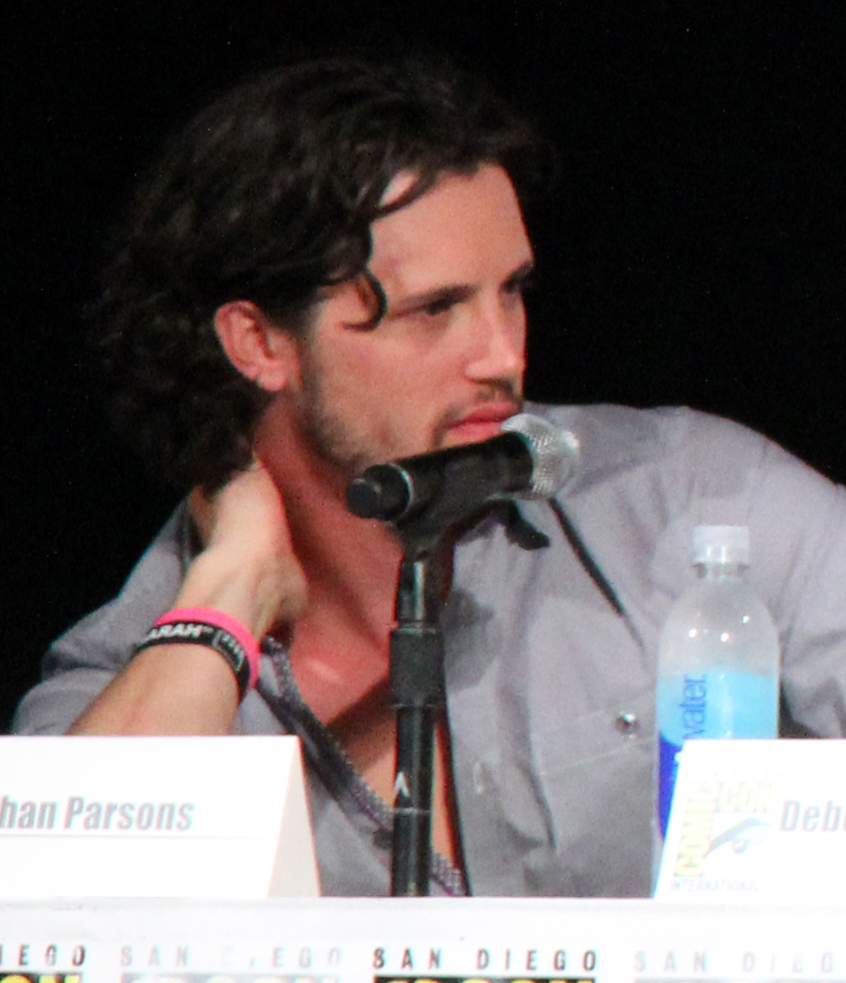
Nathan Parsons interpreta James Kent

## Personaggi ricorrenti apparsi in più stagioni

### Sophie-Anne Leclerq
Sophie-Anne Leclerq (Evan Rachel Wood) è una potente vampira, Regina della Louisiana, che incarica Bill di avvicinarsi a Sookie per scoprire l'origine del suo dono. Amante del lusso e dei gioielli, a causa di queste sue passioni contrae numerosi debiti che, durante la terza stagione, la portano alla bancarotta: per rimediare è costretta a sposare il Re del Mississippi Russell Edgington. Durante la quarta stagione si scopre che è stata uccisa da Bill su richiesta di Nan Flanagan e della Lega Americana Vampiri, che lo nomina nuovo Re della Louisiana.

### Godric
Godric (Allan Hyde) è un antico vampiro ultramillenario dall'aspetto da adolescente, che è nato nell'antica Gallia celtica e vissuto in gioventù nella Repubblica Romana. Godric è diventato un vampiro pacifico, ed è lo sceriffo dell'Area di Dallas (Texas) e il "creatore" di Eric Northman e Nora Gainesborough. Durante la seconda stagione, Godric scompare ed Eric invia Sookie e Bill in missione a Dallas per trovarlo. Sookie, grazie ai suoi poteri, scopre che è stato rapito dal movimento anti-vampiri della Compagnia del Sole guidata da Steve Newlin, che intende sacrificare Godric facendolo bruciare alla luce del sole. Dopo che viene liberato da Eric e Sookie, si suicida esponendosi ai raggi del sole, poiché stanco della sua vita immortale, gettando Eric nella disperazione. Nonostante la sua morte, durante la terza e quarta stagione, continua ad apparire nei sogni e nei flashback dal passato di Eric Northman. Nella quinta stagione, appare in alcune visioni ad Eric e a Nora.

### Maxine Fortenberry
Maxine Fortenberry (Dale Raoul) è la madre di Hoyt Fortenberry, è una donna pettegola e bigotta che non vede di buon occhio i vampiri. È molto protettiva nei confronti del figlio e non accetta la relazione di Hoyt con la vampira Jessica. Nella terza stagione, disconosce Hoyt come figlio quando quest'ultimo va a convivere con Jessica e durante la quarta stagione, per colmare il vuoto lasciato da Hoyt, si prende cura di Tommy Mickens, il fratello di Sam, trattandolo come un figlio fino a quando questi la lascia per tornare dai suoi genitori. Alla fine della quarta stagione è l'unica, oltre a Sam, Luna ed Emma, ad andare al funerale di Tommy. Durante la settima stagione, fa parte del gruppo di residenti di Bon Temps che vogliono uccidere tutte le creature sovrannaturali per difendersi dai vampiri infetti. Dopo aver sparato a Jessica con l'intento di ucciderla, Maxine muore per mano di Violet Mazurski che le strappa il cuore dal petto. 

### Lisa & Coby Fowler
Lisa Fowler (Laurel Weber) e Coby Fowler (Alec Gray) sono i figli di Arlene Flower, avuti dal suo primo marito. Ad aiutare Arlene nella loro crescita e quindi a ricoprire il ruolo di padre vi è prima Renè Lenier e poi Terry Bellefleur.

### Mike Spencer
Mike Spencer (John Billingsley) è il medico legale di Bon Temps, è un amico della famiglia Stackhouse ed è cliente abituale del Merlotte's. Durante la seconda stagione, finisce sotto il controllo di Maryann Forrester e copula con Jane Bodehouse. Nella quinta stagione, diventa un vampiro e cerca di uccidere Sookie, ma muore impalato da quest'ultima.

### Jane Bodehouse
Jane Bodehouse (Patricia Bethune) è una donna della città di Bon Temps, cliente abituale del Marlotte's, dove spesso beve fino ad ubriacarsi. Durante la seconda stagione, finisce sotto il controllo di Maryann Forrester e ha un rapporto sessuale con Mike Spencer. Durante la settima stagione, viene rapita dai vampiri infetti e tenuta prigioniera nei sotterranei del Fangtasia insieme ad altri residenti di Bon Temps. È tra le poche fortunate, insieme ad Arlene, Holly e Nicole, che sopravvivono alla prigionia.

### Kenya Jones
Kenya Jones (Tanya Wright) è un agente di polizia al servizio dello sceriffio Bud Dearborne, che è spesso in competizione con Andy Bellefleur. Conosce Tara fin da piccola e non è molto contenta quando Andy viene nominato sceriffo e Jason diventa poliziotto. Muore durante la settima stagione, uccisa in battaglia da un vampiro infetto. 

### Kevin Ellis
Kevin Ellis (John Rezig) è un agente di polizia, al servizio prima dello sceriffo Bud Dearborne e poi nel nuovo sceriffo Andy Bellefleur. È fidanzato con Rosie. Nella settima stagione, viene rapito e ucciso dai vampiri infetti.

### Rosie
Rosie (Tess Alexandra Parker) è la centralinista della stazione di polizia. Durante la seconda stagione, sotto l'influsso di Maryann Forrester prova a sedurre Jason. Successivamente, si fidanza con Kevin Ellis. Muore durante la settima stagione, uccisa da Eric Northman che si nutre di lei fino a dissanguarla. 

### Chow
Chow (Patrick Gallagher) è un vampiro, partner in affari di Eric e Pam dopo la morte del vampiro Longshadow.

### Dr. Patricia Ludwig
Dr. Patricia Ludwig (Marcia de Rousse) è una dottoressa appartenente alla razza degli gnomi e specializzata nella cura delle creature sovrannaturali. Nella seconda stagione aiuta Eric e Pam per curare il veleno della menade Maryann Forrester, mentre nella quarta stagione aiuta Pam a fermare il processo di decomposizione avviato con l'incantesimo di Marnie. Nella settima stagione viene chiamata da Sookie per visitare Bill, malato di epatite V.

### Magister
Jorje Alonso de San Diego, conosciuto come Magister (Željko Ivanek) è un vampiro che rappresenta l'autorità giudiziaria dei vampiri ed è colui che impone a Bill Compton di vampirizzare la diciassettene Jessica Hamby, come punizione per l'uccisione del vampiro Longshadow. Nella terza stagione, tortura Pam per avere informazioni sulla scomparsa di Bill ed in seguito viene torturato ed ucciso da Russell Edgington.

### Barry Horowitz
Barry Horowitz (Chris Coy) è un ragazzo telepate che lavora nell'hotel per vampiri di Dallas, dove conosce Sookie che rimane molto sorpresa di scoprire che vi è anche un'altra persona con le sue stesse capacità. Nella prima puntata della quarta stagione si scopre che anche lui è una fata, poiché Sookie lo incontra nel mondo delle fate, nel quale Barry rimane intrappolato dopo aver mangiato dei frutti magici.

### Hadley Hale
Hadley Hale (Lindsey Haun) è la cugina di Sookie e Jason Stackhouse. Nella seconda stagione, vive al palazzo della regina Sophie-Anne, con la quale ha un legame particolare. Ha un figlio di nome Hunter Savoy, che è una fata come Sookie. Nella terza stagione, quando Sophie-Anne è costretta a sposare Russell Edgington, Hadley scappa dalla città per mettere in salvo il figlio, che a causa della sua natura rischia di diventare vittima di Russell e degli altri vampiri assetati di sangue di fata. Durante la quinta stagione, lavora come cameriera nel night club delle fate e durante una serata incontra Andy e Jason, al quale dice di mettere in salvo Sookie dai vampiri e di portarla nel mondo delle fate.

### Caroline Compton
Caroline Compton (Shannon Lucio) è la moglie di Bill Compton, madre dei suoi figli Sarah e Thomas, che appare solo nei flashback del 1800. Dopo la guerra civile e la trasformazione in vampiro, Bill è costretto a dirle addio. 

### Debbie Pelt
Debbie Pelt (Brit Morgan) è un lupo mannaro che appartiene al branco guidato da Coot e al servizio di Russell Edgington. Ha una dipendenza dal V. Durante la terza stagione rincontra l'ex fidanzato Alcide e cerca di uccidere Sookie. Durante la quarta stagione torna con Alcide, si disintossica dal V ed insieme al fidanzato si unisce al branco di lupi mannari di Shreveport. Ma a causa della gelosia nei confronti di Sookie, che vede come una minaccia al suo rapporto con Alcide, ricade nella dipendenza da V e copula con il suo capobranco, Marcus Bozeman. Per questo viene ripudiata da Alcide. Alla fine della quarta stagione, si presenta a casa Stackhouse con lo scopo di uccidere Sookie, ma il proiettile sparato colpisce alla testa Tara, uccidendola, e Sookie uccide a sua volta Debbie. Nei serie romanzi di Charlaine Harris la sua vera natura è quella di lince mannara.

### Melinda Mickens
Melinda Mickens (J. Smith-Cameron) è la madre di Sam e Tommy, ed è una mutaforma come loro. È succube del marito Joe Lee Mickens, che in passato la costringeva a partecipare a combattimenti tra cani sotto forma di pitbull, fino a quando non venne sostituita da Tommy. Nella terza stagione ritrova Sam e insieme al marito e al figlio minore va a vivere a Bon Temps. Ma quando Sam scopre la vicenda dei combattimenti tra cani a cui è obbligato a partecipare Tommy, Melinda lascia la città insieme a Joe Lee. Nella quarta stagione torna a partecipare ai combattimenti tra cani. Viene uccisa da Tommy dopo una lite e il suo corpo e quello di Joe Lee vengono gettati sul fondo del lago di Bon Temps da Sam e Tommy. Il personaggio non è presente nei romanzi di Charlaine Harris, ma è stato inventato appositamente per la serie.

### Joe Lee Mickens
Joe Lee Mickens (Cooper Huckabee) è il padre di Sam e Tommy, ed è l'unico umano della sua famiglia. È un nullafacente e alcolizzato che obbliga prima la moglie poi il figlio Tommy a trasformarsi in cane pitbull e a partecipare a combattimenti tra cani, con lo scopo di vincere denaro. Ha un rapporto conflittuale sia con Sam, di cui vuole approfittarsi per ricevere sostegno economico, sia con Tommy. Nella quarta stagione, viene ucciso da Tommy dopo una lite e il suo corpo e quello della moglie Melinda vengono gettati sul fondo del lago di Bon Temps da Sam e Tommy. Il personaggio non è presente nei romanzi di Charlaine Harris, ma è stato inventato appositamente per la serie.

### Ruby Jean Reynolds
Ruby Jean Reynolds (Alfre Woodard) è la madre di Lafayette con problemi mentali. Per questo è ricoverata in una clinica di cura, dove viene accudita dall'infermiere Jesus che poi diventa il fidanzato del figlio. Il personaggio non è presente nei romanzi di Charlaine Harris, ma è stato inventato appositamente per la serie.

### Claudine Crane
Claudine Crane (Lara Pulver) è la fata madrina di Sookie, che in varie occasioni protegge la ragazza dai pericoli. Non è d'accordo sul rapporto che Sookie ha con i vampiri e alla fine della terza stagione la teletrasporta nel mondo delle fate. Nella quarta stagione, viene uccisa da Eric che si ciba del suo sangue fatato fino a prosciugarla. Nella quinta stagione, Claudine appare in una visione di Sookie.

### Claude Crane
Claude Crane (Neil Hopkins  stagione: 4; Giles Matthey stagioni: 5-6) è il fratello gemello di Claudine, la fata madrina di Sookie, ed è anch'egli una fata. Con il suo fascino riesce a catturare l'attenzione di molte donne, nonostante egli preferisca la compagnia degli uomini. Nella quarta stagione, aiuta Sookie a fuggire dal mondo delle fate, in cui rischiava di rimanere intrappolata per sempre. Nella quinta stagione, aiuta Sookie e Jason a scoprire l'identità del vampiro che ha ucciso i loro genitori e aiuta la ragazza a gestire i suoi poteri da fata. Muore nella sesta stagione, in seguito all'attacco di Warlow che uccide tutte le fate della sua comunità.

### Maurella
Maurella (Kristina Anapau) è una fata che, nella quarta stagione, incontra nel bosco Andy Bellefleur e ha un rapporto sessuale con lui. Nella quinta stagione rincontra Andy nello strip club delle fate. Alla fine della quinta stagione, rivela ad Andy di essere incinta, partorisce quattro fate e lascia allo sceriffo il compito di crescerle.

### Felton Norris
Felton Norris (James Harvey Ward) è una pantera mannara del gruppo di Hotshot ed è il cugino e fidanzato designato di Crystal Norris. Gestisce il traffico di droga di Hotshot ed è profondamente ostile nei confronti del rapporto tra Crystal e Jason. Nella terza stagione, diventa il capobranco delle pantere mannare e si mette con Crystal. Nella quarta stagione, scopre di essere sterile e per questo, insieme a Crystal, rapisce Jason e cerca di trasformarlo in pantera mannara in modo da farlo accoppiare con Crystal e le altre donne della sua specie per continuare la stirpe, ma fallisce e viene ucciso da Jason.

### Portia Bellefleur
Portia Bellefleur (Courtney Ford) è sorella di Andy Bellefleur che lavora come avvocato. Viene ingaggiata da Sookie che vuole riavere la proprietà sulla sua casa, acquistata in sua assenza da Eric Northman. Instaura un rapporto sentimentale con Bill, che prosegue fino a quando il vampiro non scopre di essere un suo avo e non volendo stare con una sua pronipote la lascia, dopo averla ipnotizzata facendo in modo che la donna stia per sempre lontana da lui. Nella sesta stagione, si occupa di organizzare la sepoltura del cugino Terry.

### Caroline Bellefleur
Caroline Bellefleur (Katherine Helmond  stagione: 4; Helen Slayton-Hughes stagione: 6) è la nonna di Andy, Terry e Portia. È il membro più anziano della famiglia Bellefleur. È una donna autoritaria, bigotta e razzista.

### Emma Bozeman
Emma Bozeman (Chloe Noelle) è la figlia della mutaforma Luna Garza e del lupo mannaro Marcus Bozeman. Durante la quinta stagione si scopre la sua natura di lupo mannaro. Viene rapita e tenuta prigioniera presso l'Autorità dei vampiri da Russell Edgintgon che la regala come animale domestico a Steve Newlin, ma successivamente viene liberata da Luna e Sam. Dopo la morte di Luna, rimane orfana e viene contesa tra Sam e il branco di lupi di Shreveport di cui fa parte la nonna Martha. Dopo un periodo con Sam, Emma viene affidata alla nonna Martha e le due partono insieme lontano dalla Louisiana.

### Martha Bozeman
Martha Bozeman (Dale Dickey) è la madre di Marcus nonché nonna di Emma, che arriva a Bon Temps in cerca di verità e vendetta per la morte del figlio. Anche lei è un lupo mannaro e appartiene al branco di Shreveport. Non ha un bel rapporto con l'ex nuora Luna Garza. Dopo la morte di quest'ultima, entra in contrasto con Sam Merlotte per avere l'affidamento della nipote. Sam le permette di crescere Emma dopo che Martha abbandona il branco di Shreveport. Così nonna e nipote partono insieme lontano dalla Louisiana.

### Corbett Stackhouse
Corbett James Stackhouse (Jeffrey Nicholas Brown) è il padre di Jason e Sookie. È stato ucciso, insieme alla moglie, dall'antico vampiro Warlow. A partire dalla quinta stagione, appare a Jason e lo incita all'odio verso i vampiri e a proteggere Sookie. Successivamente, si scopre che Warlow ha ucciso lui e Michelle per salvare Sookie, poiché i due volevano uccidere la figlia per proteggerla dal vampiro e da una futura vampirizzazione. Nella sesta stagione, durante una seduta spiritica, Corbett si impossessa del corpo di Lafayette e tenta di nuovo di uccidere Sookie ma viene fermato da Warlow.

### Michelle Stackhouse
Michelle Turner Stackhouse (Jenni Blong) è la madre di Jason e Sookie. È stata uccisa, insieme al marito, dall'antico vampiro Warlow. A partire alla quinta stagione, appare a Jason e lo incita all'odio verso i vampiri e a proteggere Sookie. Nella sesta stagione, si scopre che Warlow ha ucciso lei e Corbett per salvare Sookie, poiché i due volevano uccidere la figlia per proteggerla dal vampiro e da una futura vampirizzazione.

### Lilith
Lilith (Jessica Clark) è la vampira capostipite della razza dei vampiri. Secondo la bibbia dei vampiri Lilith è stata creata da Dio e per questo viene venerata dai vampiri religiosi. Nella quinta stagione, un'ampolla con il suo sangue viene costodita presso la sede dell'Autorità. Quando Salome fa bere il sangue della divinità ai cancellieri dell'Autorità e a Bill ed Eric, Lilith appare loro spingendoli ad uccidere gli umani. Mentre Eric è scettico e non crede nella religione, Bill diventa devoto a Lilith e alla fine della stagione beve tutto il sangue contenuto nell'ampolla, muore e poi risorge come nuovo vampiro. Nella sesta stagione appare nuovamente a Bill. Lilith è la "creatrice" di Warlow.

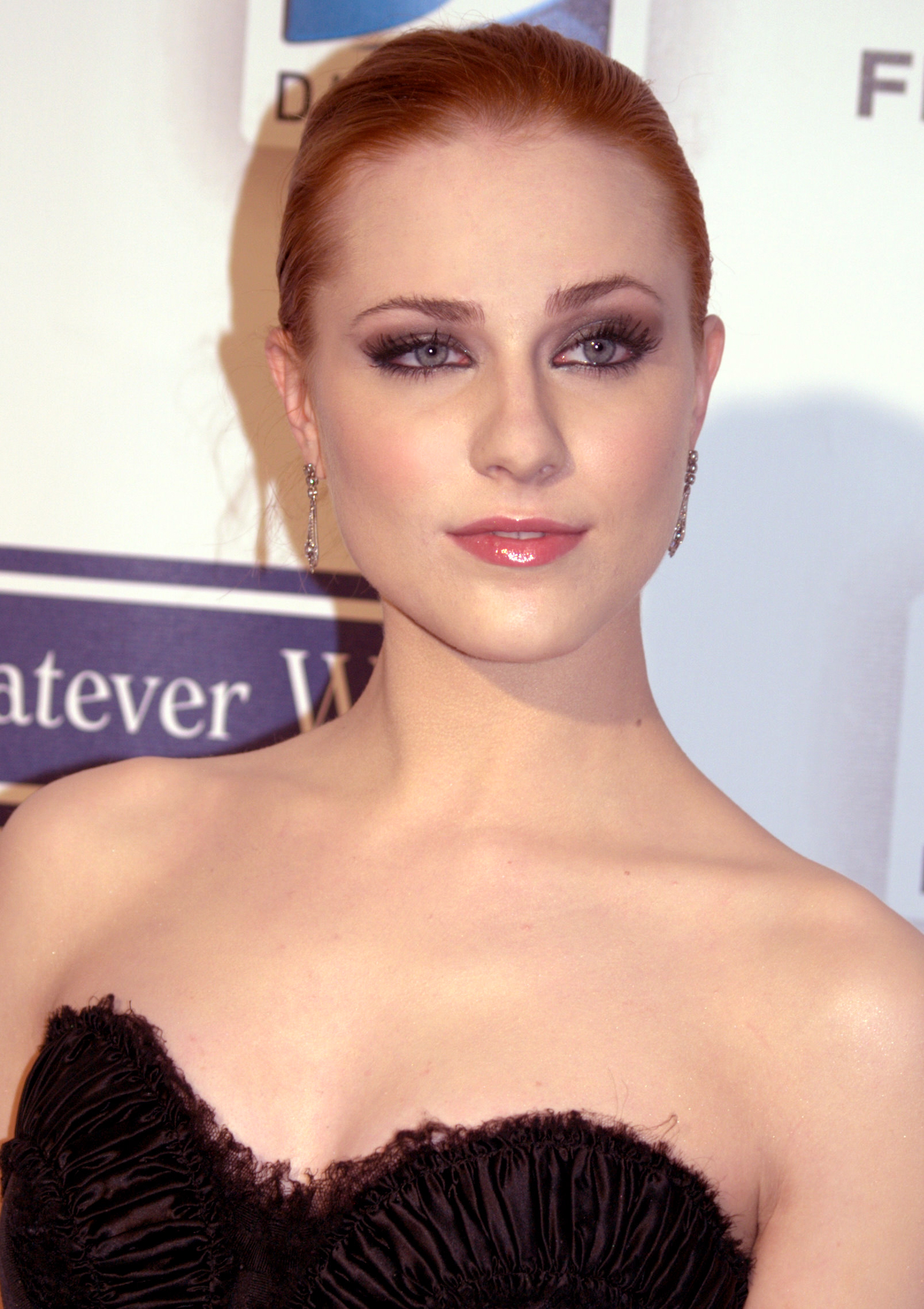
Evan Rachel Wood interpreta Sophie-Anne Leclerq.
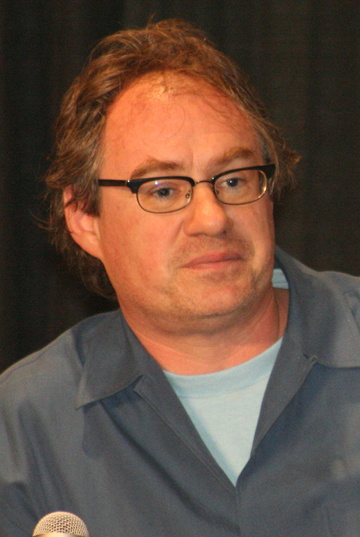
John Billingsley interpreta Mike Spencer.
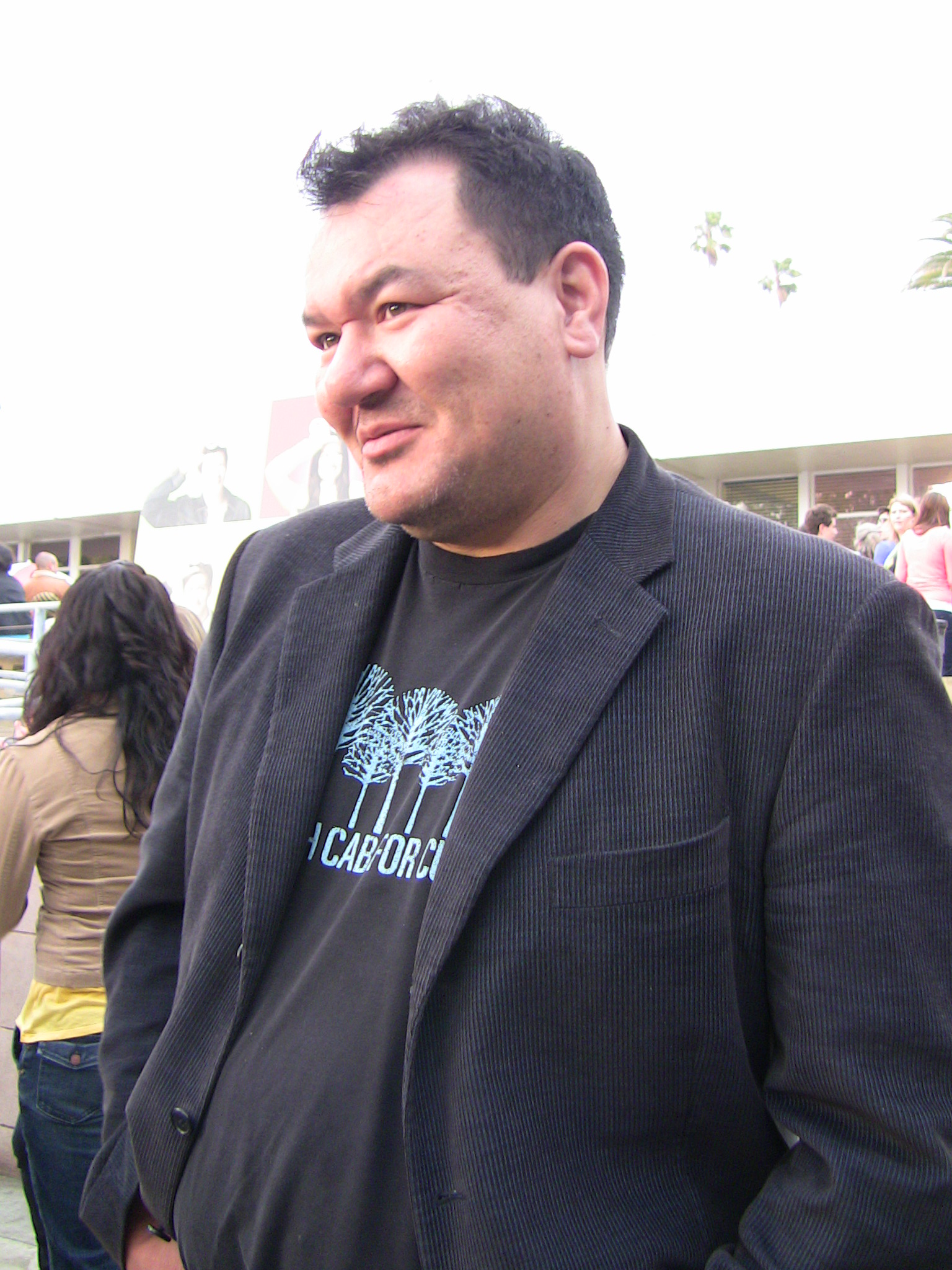
Patrick Gallagher interpreta Chow.
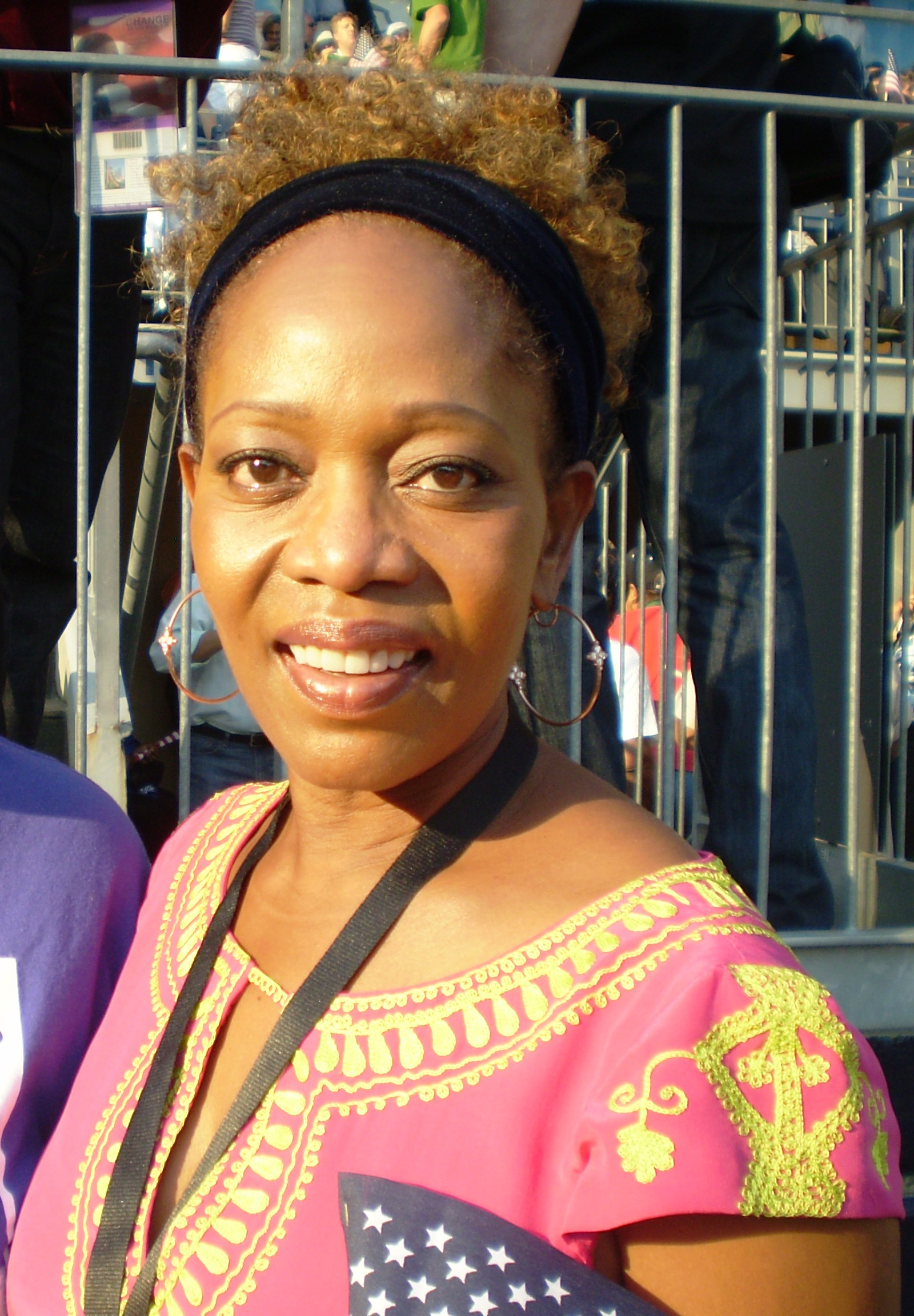
Alfre Woodard interpreta Rudy Jean Reynolds.
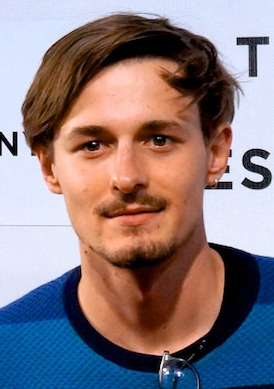
Giles Matthey interpreta Cluade Crane.
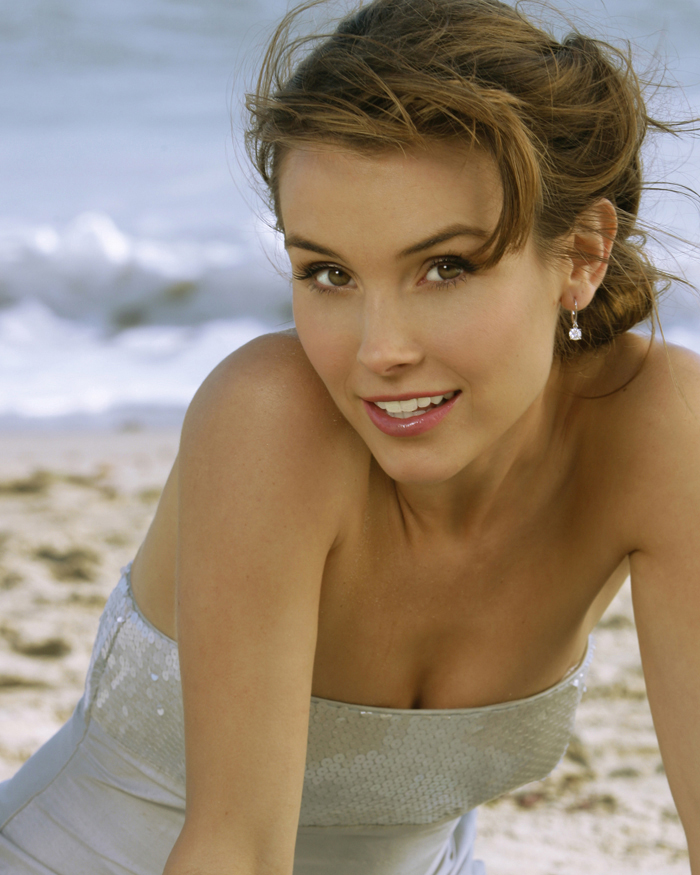
Kristina Anapau interpreta Maurella.
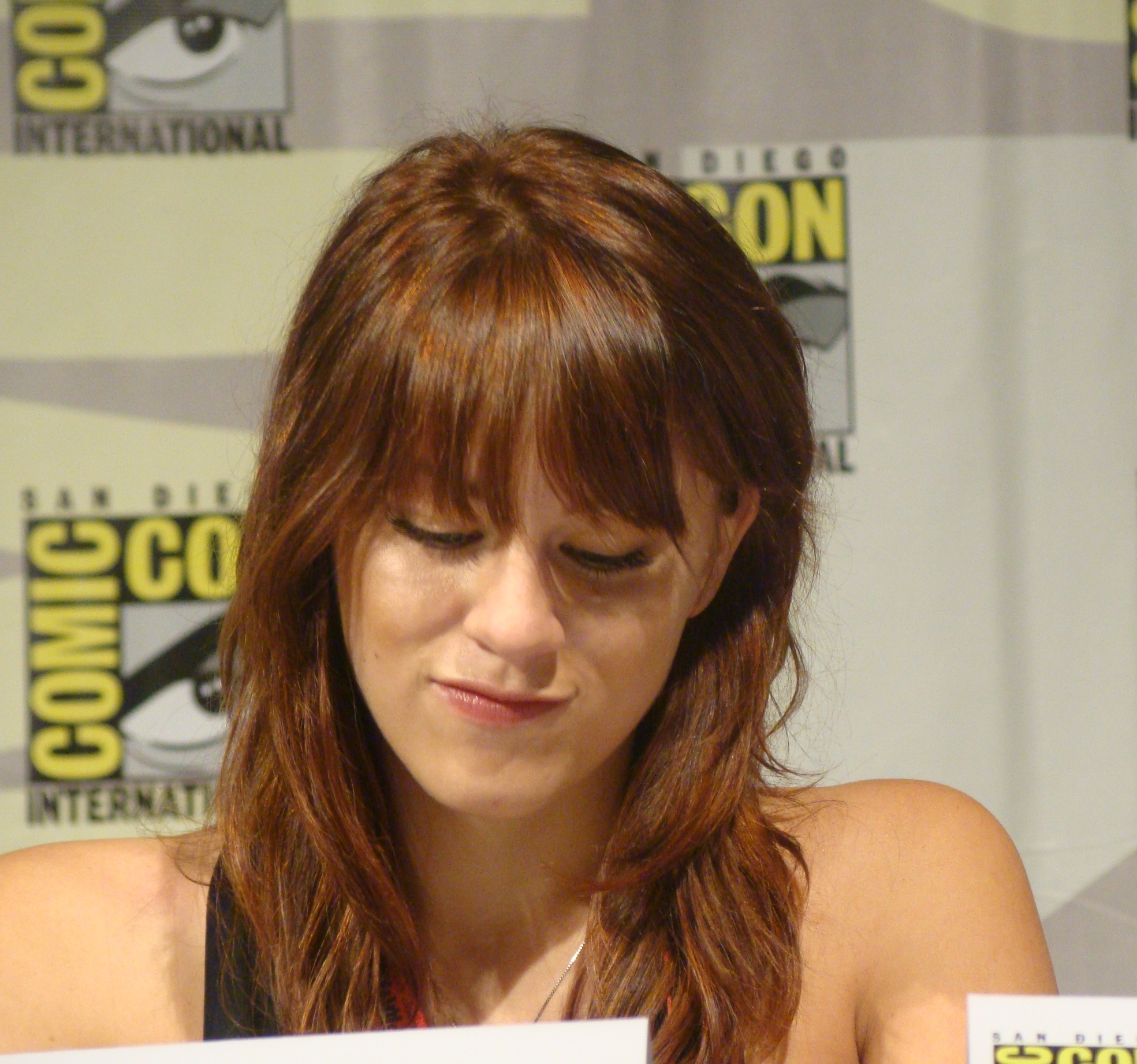
Brit Morgan interpreta Debbie Pelt.

## Personaggi ricorrenti della 1ª stagione

### Bartlett
Bartlett (Cheyenne Wilbur) è lo zio di Sookie e Jason. In passato, tentò di molestare la nipote e per questo Adele lo mandò via da casa. Bill viene a conoscenza di quanto avvenuto in passato e uccide Bartlett. Dopo la sua morte Sookie e Jason ereditano tutti i suoi averi.

### Miss Jeanette
Nancy LeGuare alias Miss Jeanette (Aisha Hinds) è una donna che lavora presso una farmacia e che esegue dei falsi esorcismi per assicurare un sostegno economico alla sua famiglia. Tara e sua madre Lettie Mae sono vittime di una delle sue truffe. All'inizio della seconda stagione, viene trovata, priva di vita e senza più il cuore, nella macchina di Andy Bellefleur. Poi si scoprirà che Miss Jeanette è la prima vittima della menade Maryann Forrester, che voleva vendicare il torto subito da Tara.

### Longshadow
Longshadow (Raoul Trujillo) è un vampiro che lavora come barista al Fangtasia. In seguito ad un furto subito al locale, Eric chiede a Sookie di scoprire il colpevole attraverso i suoi poteri. Quando la ragazza scopre che il ladro è Longshadow, questi l'aggredisce e per salvarla Bill è costretto ad ucciderlo. Nel libro è Eric ad ucciderlo.

### Diane, Malcolm e Liam
Diane Harwicke (Aunjanue Ellis), Malcolm Beaumarchais (Andrew Rothenberg) e Liam McKnight (Graham Shiels) sono un gruppo di vampiri che arrivano a Bon Temps e terrorizzano gli abitanti della città. Muoiono nell'incendio della loro casa, appiccato da Royce Williams, insieme all'umano Neil Jones.

### Neil Jones
Neil Jones (Kevin McHale) è l'assistente del coroner della città nonché cercavampiri. Muore nell'incendio della casa di Liam, Diane e Malcolm, insieme ai tre vampiri.

### Royce Williams
Royce Williams (Caleb Moody) è un abitante di Bon Temps che odia i vampiri e per questo incendia la casa di Diane, Liam e Malcolm. Alla fine della prima stagione viene rapito da Eric Northman che, dopo averlo torturato, lo uccide all'inizio della seconda stagione.

### Mack & Denise Rattray
Mack Rattray (James Parks) e Denise Rattray (Karina Logue) sono una coppia di spacciatori di Bon Temps, specializzati nello smercio di V. Legano Bill con l'argento e tentano di rapirlo, per prendere il suo sangue, ma vengono fermati da Sookie, con la quale hanno una lotta che lascia la ragazza in fin di vita. Vengono uccisi da Bill. In seguito si scoprirà che hanno attaccato Sookie sotto ordine di Bill così che il vampiro potesse dare il suo sangue alla ragazza e stabilire un legame con lei.

### Cindy Marshall
Cindy Marshall (Stacie Rippy) è la sorella di Drew Marshall (René Lenier) che, nel periodo precedente ai fatti della serie, è stata uccisa dal fratello perché colpevole di aver avuto una storia con un vampiro. Compare solamente nei flashback che mostrano il modo in cui viene uccisa da René.

### Maudette Pickens
Maudette Pickens (Danielle Sapia) è una cercavampiri che ha una storia passionale con Jason. È la prima vittima del serial killer René Lenier.

### David Finch
David Finch (John Prosky) è un senatore repubblicano, segretamente omosessuale e cliente abituale di Lafayette. È a favore della legge contro i vampiri.

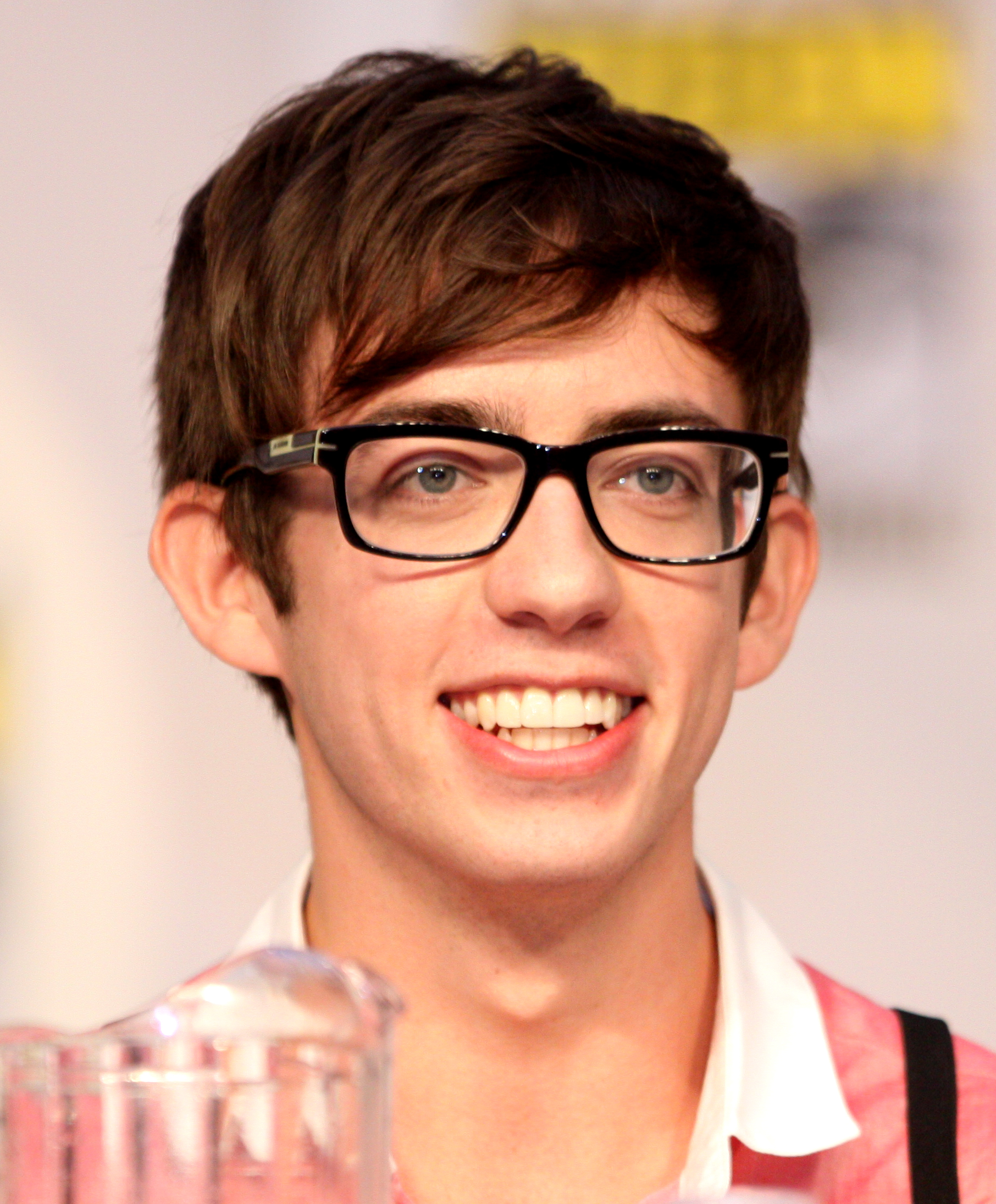
Kevin McHale interpreta Neil Jones.

## Personaggi ricorrenti della 2ª stagione

### Daphne Landry
Daphne Landry (Ashley Jones) è una nuova cameriera del Merlotte's, che si rivela essere una mutaforma. Ha una relazione sentimentale con Sam. In segreto lavora per Maryann Forrester, che la uccide una volta che Daphne non è più utile ai suoi piani. Il suo cadavere, senza il cuore, viene fatto trovare a Sam nella camera frigorifera del Merlotte's.

### Karl
Karl (Adam Leadbeater) è l'assistente e maggiordomo di Maryann Forrester, ma pur stando al servizio della menade non mostra alcun segno di possessione mentale. Viene ucciso per sbaglio da una pallottola sparata da Lafayette contro Maryann.

### Luke McDonald
Luke McDonald (Wes Brown) è un membro della Compagnia del Sole, che diventa amico/nemico di Jason durante il periodo del campo di addestramento a Dallas. Crede fortemente nel movimento religioso del reverendo Newlin ed odia profondamente i vampiri. Muore come kamikaze, facendo esplodere una bomba attaccata al suo corpo, per eliminare un gruppo di vampiri.

### Isabel Beaumont
Isabel Beaumont (Valerie Cruz) è una vampira sottotenente di Godric, al quale è fedele collaboratrice da oltre quarant'anni. Quando il suo superiore scompare, pianifica insieme ad Eric il modo in cui ritrovarlo. Ha un fidanzato umano di nome Hugo, del quale è molto innamorata. Dopo la morte di Godric viene nominata sceriffo dell'Area 9 del Texas.

### Hugo
Hugo (Christopher Gartin) è un umano fidanzato della vampira Isabel Beaumont. Viene mandato insieme a Sookie nel covo della Compagnia del Sole per scoprire dove Godric è tenuto prigioniero. In realtà si rivela essere un membro della compagnia del reverendo Newlin, mandato come spia nel covo dei vampiri di Dallas. Dopo aver scoperto la sua vera identità, Isabel chiede a Godric di punirlo, ma il vampiro anziché ucciderlo decide di lasciarlo andare.

### Stan Davis
Stan Davis (Ed Quinn) è un vampiro tenente di Godric, che in realtà è poco interessato a ritrovare il suo superiore ma ha come obiettivo quello di uccidere tutti i membri della Compagnia del Sole. Rimane ucciso nell'esplosione provocata da Luke McDonald.

### Gabe
Gabe (Greg Collins) è il personal trainer della Compagnia del Sole. Viene ucciso da Godric.

### Lutis
Lutis (Jack Krizmanich) è un umano membro della corte di Sophie-Anne.

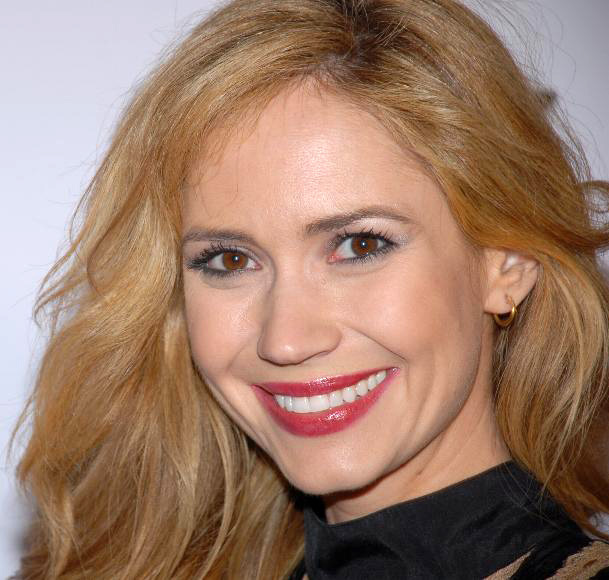
Ashley Jones interpreta Daphne Laundry.
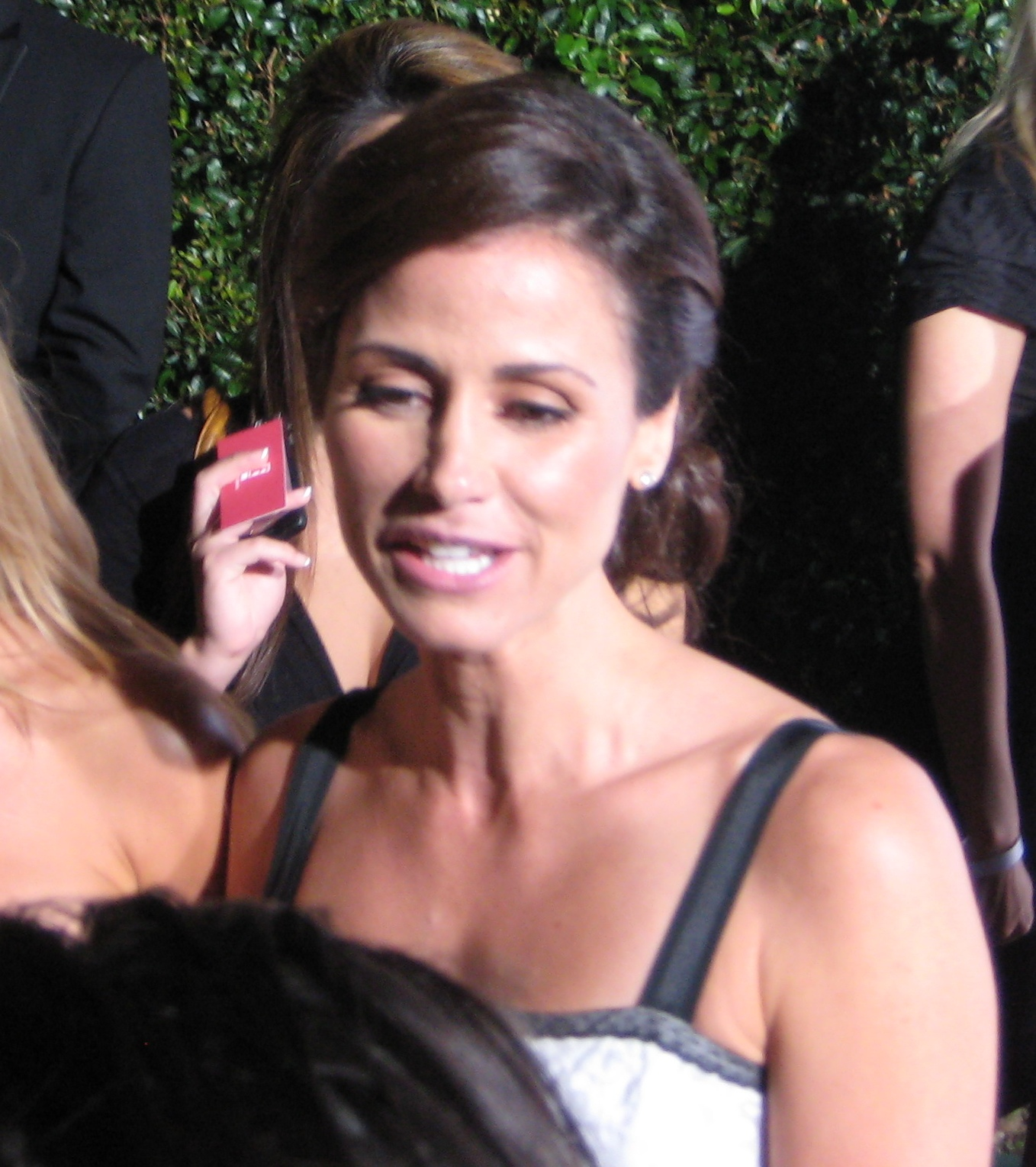
Valerie Cruz interpreta Isabel Beaumont.
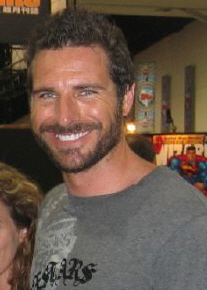
Ed Quinn interpreta Stan Davis.

## Personaggi ricorrenti della 3ª stagione

### Talbot Angelis
Talbot Angelis (Theo Alexander) è un affascinante vampiro omosessuale fidanzato di Russell Edgington. Viene sedotto e ucciso da Eric Northman per vendetta contro Russell.

### Franklin Mott
Franklin Mott (James Frain) è un vampiro psicopatico al servizio di Russell Edgington. Stringe un legame morboso con Tara, di cui è ossessionato e che tiene come ostaggio presso la villa di Russell. Cerca di vampirizzare Tara, ma la ragazza riesce a fuggire. Viene ucciso con un colpo di fucile con proiettili di legno da Jason.

### Coot
Cooter, detto "Coot" (Grant Bowler) è il lupo mannaro leader del branco di licantropi al servizio del vampiro Russell Edgington. È dipendente dal V e ha una relazione con Debbie Pelt. Viene ucciso da Alcide. Il personaggio non è presente nei romanzi di Charlaine Harris, ma è stato inventato appositamente per la serie. Nell'edizione italiana della serie il nome del personaggio viene cambiato in Cool.

### Gus
Gus (Don Swayze) è un lupo mannaro appartenente al branco di Coot ed al servizio di Russell Edgington.

### Yvetta
Yvetta (Natasha Alam) è una ballerina del Fangtasia proveniente dall'Europa dell'Est. Ha relazioni sessuali sia con Eric sia con Pam. Il personaggio non è presente nei romanzi di Charlaine Harris, ma è stato inventato appositamente per la serie.

### Summer
Summer (Melissa Rauch) è una ragazza di chiesa che esce con Hoyt Fortenberry dietro consiglio di Maxine, che vuole distrarre il figlio dalla vampira Jessica. Esce con Hoyt fino a quando questi la lascia perché innamorato di Jessica.

### Calvin Norris
Calvin Norris (Gregory Sporleder) è il capobranco delle pantere mannare di Hotshot. È il padre di Felton e zio di Crystal. Gestisce il traffico di droga e di V di Hotshot. Viene ucciso dal figlio con un colpo di pistola alla testa.

### Janice Herveaux
Janice Herveaux (Dawn Olivieri) è la sorella di Alcide ed anche lei è un lupo mannaro. Lavora come parrucchiera e aiuta Sookie a vestirsi in modo adatto per entrare nel club di Coot, in modo da confondersi tra i licantropi senza essere scoperta.

### Hunter Savoy
Hunter Savoy (Max Charles) è il figlio di Hadley, la cugina di Jason e Sookie. Come quest'ultima, anche Hunter è metà umano e metà fata. La madre lo nasconde nel mondo delle fate per salvarlo dai vampiri.

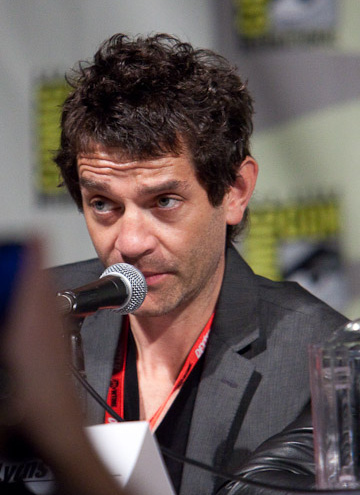
James Frain interpreta Franklin Mott.
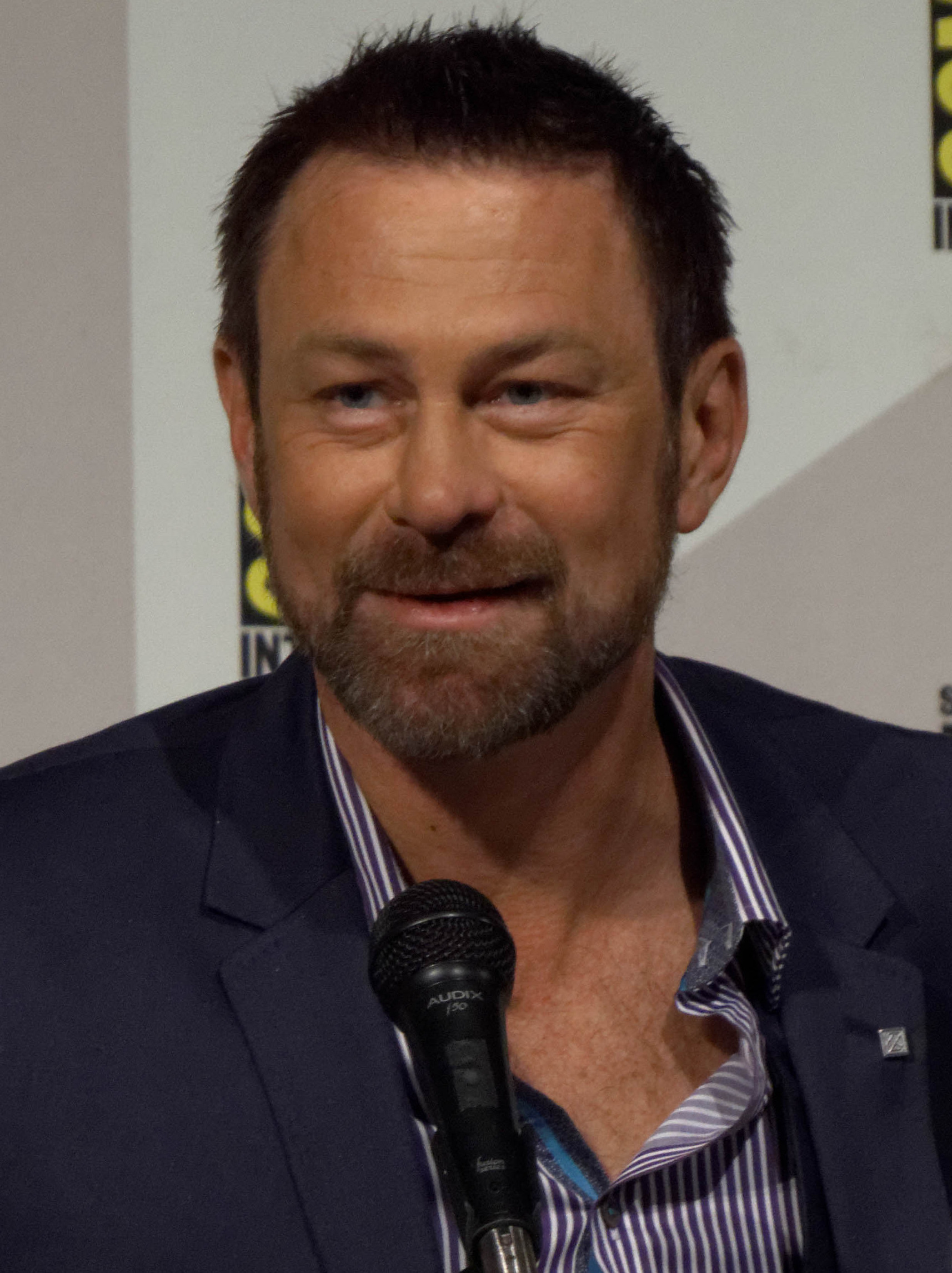
Grant Bowler interpreta Coot.
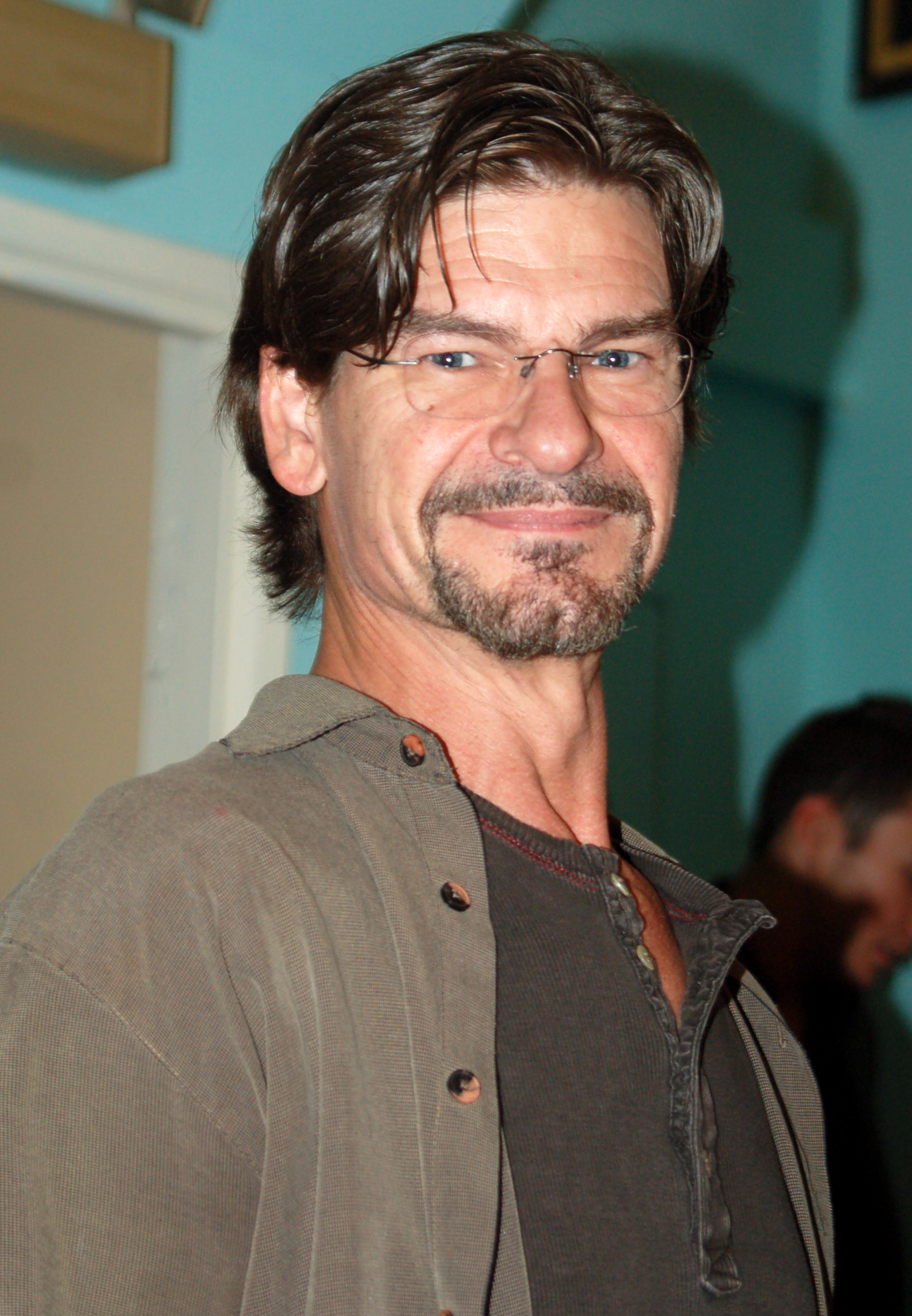
Don Swayze interpreta Gus.
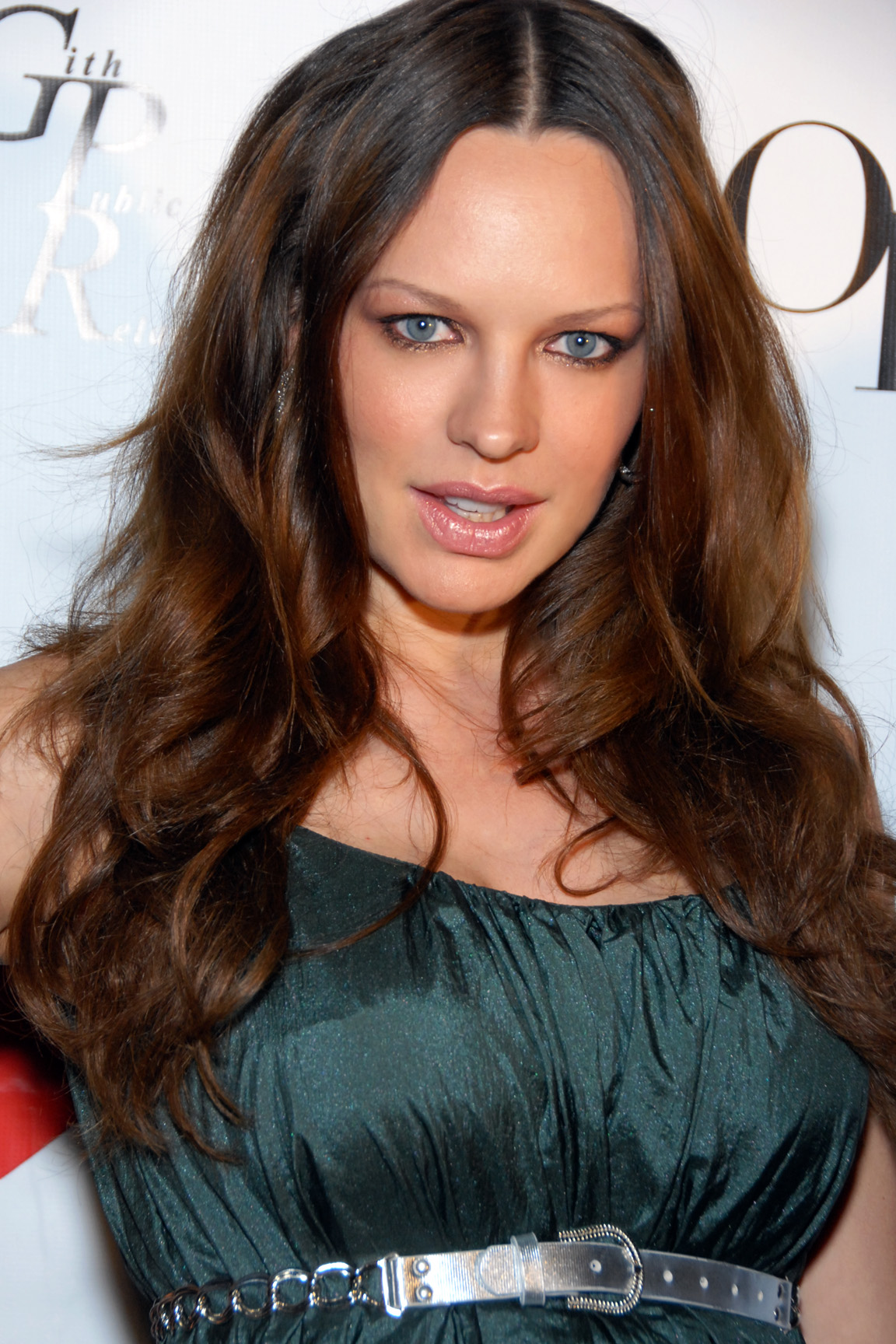
Natasha Alam interpreta Yvetta.
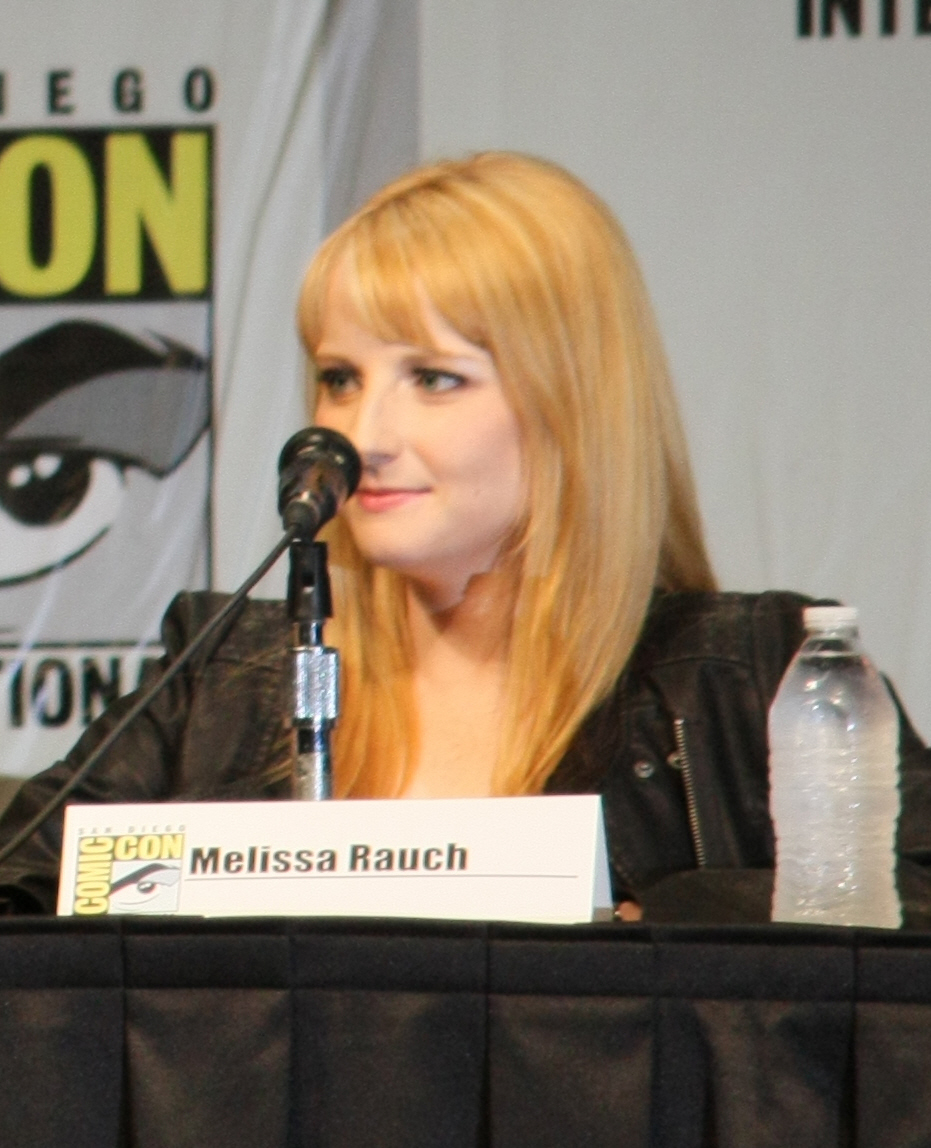
Melissa Rauch interpreta Summer.
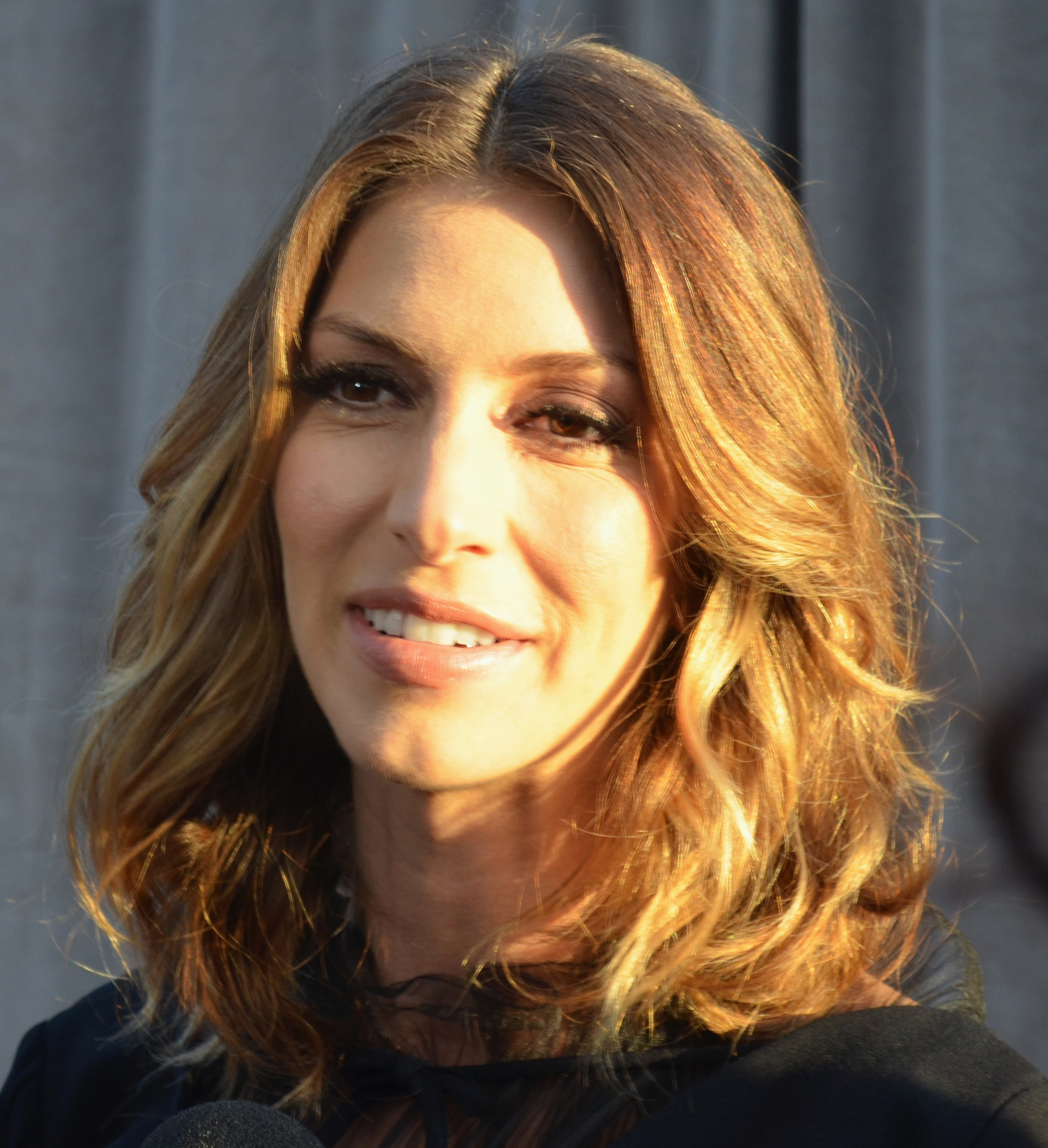
Dawn Olivieri interpreta Janice Herveaux.

## Personaggi ricorrenti della 4ª stagione

### Earl Stackhouse
Francis Earl Stackhouse (Gary Cole) è il nonno di Jason e Sookie e marito di Adele. Come la nipote è una fata e ha il potere della telepatia. Scomparso da oltre vent'anni, e ormai creduto morto dai suoi familiari, si ritrova con Sookie nel mondo delle fate, dove Earl è ormai intrappolato da decenni. Riesce a scappare con Sookie e a tornare nel mondo reale, ma muore poco dopo il suo ritorno a causa dei frutti magici che ha mangiato. Il suo corpo svanisce avvolto da una forte luce bianca.

### Antonia Gavilan de Logrono
Antonia Gavilan de Logrono (Paola Turbay) è una strega spagnola vissuta durante il XV secolo, resa schiava dai vampiri e giustiziata durante l'inquisizione spagnola. Attraverso il suo spirito entra in contatto con la strega di Bon Temps Marnie Stonebrook e si impossessa del suo corpo, ingaggiando una guerra contro i vampiri della Louisiana. Lancia un incantesimo contro Eric, che fa perdere la memoria al vampiro, ed un incantesimo di decomposizione della pelle contro Pam. Il suo piano di vendetta termina quando Jesus, attraverso un incantesimo, riesce a far uscire il suo spirito dal corpo di Marnie.

### Katerina Pelham
Katerina Pelham (Alexandra Breckenridge) è un membro della congrega di streghe di Marnie Stonebrook, ma in realtà è una spia di Bill, con il compito di controllare le arti magiche praticate dalle streghe. Ha una relazione sessuale con Bill. Katerina aiuta i vampiri a catturare ed imprigionare Marnie. Viene uccisa dal vampiro Luis Patino, tenuto sotto il controllo mentale di Marnie/Antonia.

### Naomi
Naomi (Vedette Lim) è la fidanzata di Tara che vive e combatte con lei a New Orleans. Naomi non conosce la vita passata e la vera identità di Tara, che a lei si è presentata con il nome di Tony. Una volta scoperta la bugia della fidanzata, la raggiunge a Bon Temps, dove si trova subito in una situazione di pericolo poiché, insieme a Tara, viene attaccata da Pam. Una volta in salvo dalla vampira, Tara decide di lasciare Naomi, per evitare che sia coinvolta in altri pericoli legati ai vampiri, così la ragazza va via dalla città e fa ritorno a New Orleans.

### Mavis
Mavis (Nondumiso Tembe) era una cittadina nera di Bon Temps, che nella prima metà del Novecento fu uccisa dal suo amante, un uomo bianco con il quale aveva avuto un figlio. L'uomo uccise lei e il bambino per non rendere pubblica la relazione con Mavis, poiché a quel tempo era una vergogna per un bianco stare con una donna nera. Il suo spirito torna a Bon Temps con l'intento di ritrovare suo figlio, a cui Mavis non aveva potuto dare un ultimo saluto, ed infesta la casa di Arlene e Terry fino a provocare un incendio. Si impossessa del corpo di Lafayette e rapisce il piccolo Mikey, figlio di Arlene, che crede essere il suo bambino. Quando Jesus trova la fossa dove giacciono i cadaveri scheletrici di Mavis e del figlio, lo spirito della donna esce dal corpo di Lafayette e con il cadavere del figlio ritrovato se ne va in pace nell'aldilà.

### Marcus Bozeman
Marcus Bozeman (Daniel Buran) è un lupo mannaro capobranco di Shreveport. È l'ex marito di Luna Garza, con la quale ha una figlia di nome Emma, e il figlio di Martha Bozeman. Non accetta la relazione tra l'ex moglie e Sam Merlotte. Insieme ad alcuni membri del suo branco uccide Tommy (trasformato in Sam) dopo averlo massacrato di botte. Dopo aver rapito la figlia ed essere andato a letto con Debbie Pelt, viene picchiato a sangue da Sam e poi ucciso da Alcide che gli spezza il collo. Nonostante la sua storia personale, sembrerebbe essere stato un buon capobranco.

### Don Bartolo
Don Bartolo (Del Zamora) è il nonno di Jesus che vive in Messico con la giovane moglie Maria (Valenzia Algarin). È un potente stregone (brujo) ed è a lui che si rivolgono Jesus e Lafayette per avere protezione contro i vampiri. Muore nella quinta stagione ucciso dalla giovane moglie durante un rituale.

### Blackburn
Blackburn (Aaron Perilo) è un vampiro sceriffo di un'Area della Louisiana. Finisce sotto il controllo mentale di Marnie, che lo spinge ad attaccare Bill e Nan Flanagan. Viene ucciso da Nan.

### Louis Patino
Louis Patino (Peter Macdissi) è un vampiro sceriffo di un'Area della Louisiana. Originario della Spagna, viveva nel villaggio spagnolo di Logroño sotto le mentite spoglie di un prete. Violentò ripetutamente Antonia, la strega che si impossessa di Marnie. Scampò alla vendetta della strega che costrinse i vampiri a uscire alla luce del sole mentre lei era sul rogo. Si rincontra con Antonia nella cella della villa di Bill dove è tenuta prigioniera Marnie, lì la strega lo ipnotizza, lo costringe ad uccidere Katerina Pelham e lo spinge ad uccidere senza successo Bill. Viene ucciso da Bill in combattimento.

### Roy
Roy (Dean Chekvala) è un abitante di Bon Temps che si unisce alla congrega di streghe di Marnie/Antonia, della quale diventa il braccio destro. È l'unico ad essere d'accordo con i metodi d'azione della strega. Viene ucciso da Eric che gli strappa il cuore.

### Nate
Nate (Brendan McCarthy) è un lupo mannaro membro dei lupi di Shreveport al servizio prima di Marcus e poi di JD. Muore nella quinta stagione cercando di proteggere Russell dall'attacco di Eric, Bill e Alcide.

### Casey
Casey (Fiona Dourif) è una wiccan che fa parte della congrega di streghe di Marnie. Non è d'accordo con i metodi d'azione di Marnie e viene uccisa dalla strega quando tenta di scappare.

### Timbo
Timbo (Dane DeHaan) è un giovane ragazzo membro delle pantere mannare di Hotshots.

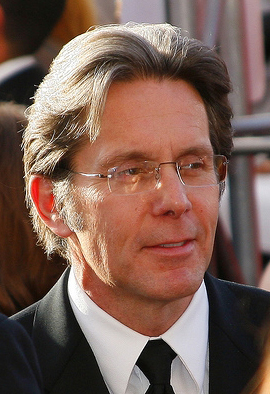
Gary Cole interpreta Earl Stackhouse.
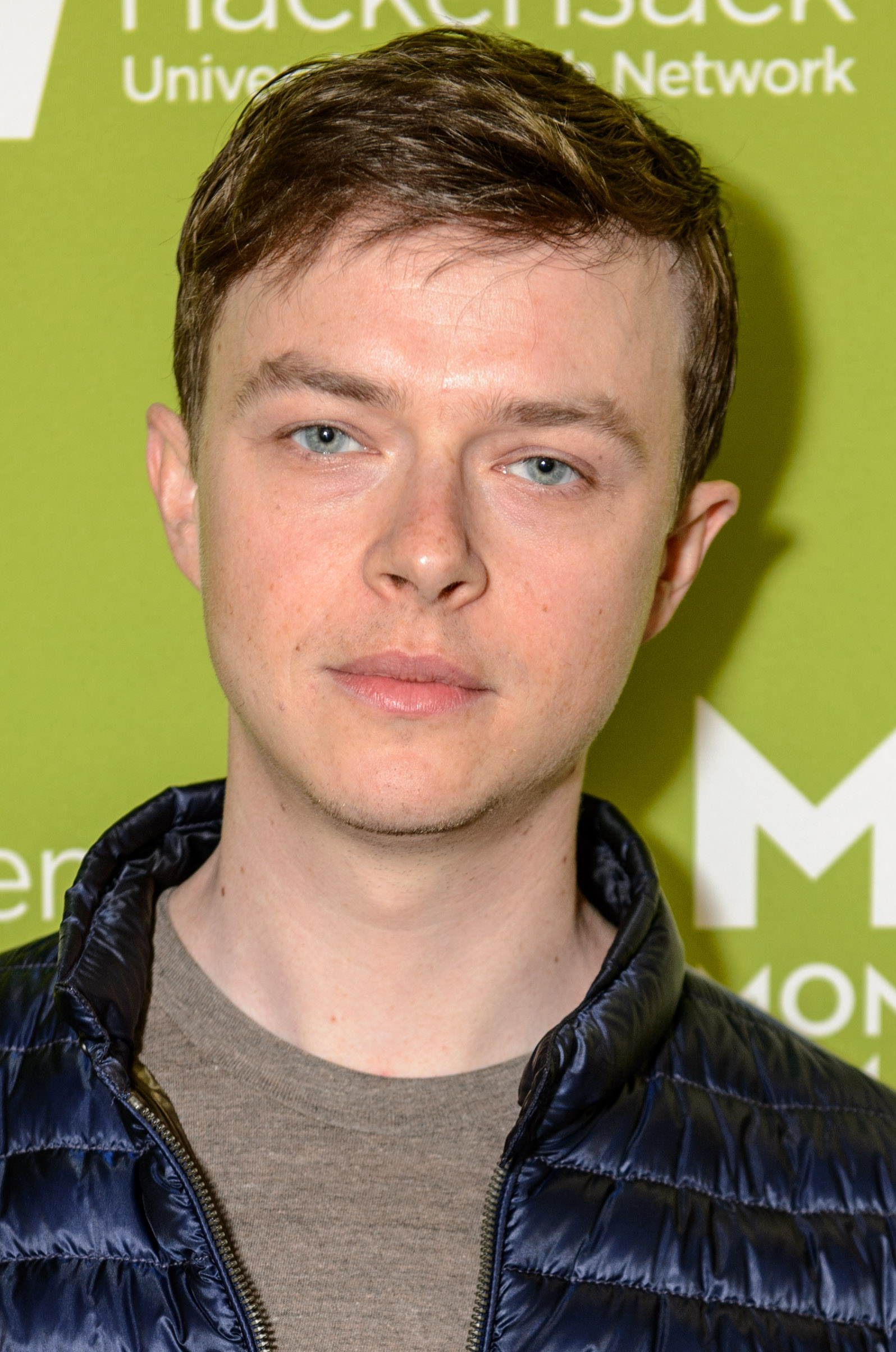
Dane DeHaan interpreta Timbo.

## Personaggi ricorrenti della 5ª stagione

### Dieter Braun
Dieter Braun (Christopher Heyerdahl) è un antico vampiro cancelliere dell'Autorità. Viene ucciso da Russell Edgington.

### Kibwe Akinjide
Kibwe Akinjide (Peter Mensah) è un vampiro cancelliere dell'Autorità. Viene ucciso da Bill poiché entrambi erano convinti di essere stati scelti da Lilith.

### Rosalyn Harris
Rosalyn Harris (Carolyn Hennesy) è una vampira cancelliera dell'Autorità. Originaria di Praga, ha vissuto gli ultimi 500 anni in Texas. Ha 204 progenie, di cui una era Elijah Stormer, nuovo sceriffo dell'Area 5. Viene uccisa da Sam.

### Alexander Drew
Alexander Drew (Jacob Hopkins) è un vampiro cancelliere dell'Autorità. È stato vampirizzato all'età di nove anni, per questo mantiene eternamente l'aspetto di un bambino. Viene ucciso da Roman Zimojic perché membro dei sanguinisti.

### Molly
Molly (Tina Majorino) è una vampira che lavora presso l'Autorità con l'incarico di controllare la tecnologia. Si oppone al movimento dei sanguinisti e per questo muore impalata per tradimento.

### Nigel Beckford
Nigel Beckford (Henri Lubatti) è un vampiro prigioniero dell'Autorità, che dopo essere stato liberato da Salome si unisce ai sanguinisti. Ha una malsana preferenza per il sangue di bambino.

### JD Carson
JD Carson (Louis Herthum) è un lupo mannaro che dopo la morte di Marcus diventa il nuovo capobranco di Shreveport. È dipendente da V e lavora al servizio di Russell Edgington. Viene ucciso da Alcide che diventa il nuovo capobranco.

### Claudette Crane
Claudette Crane (Camilla Luddington) è una fata, sorella di Claudine, Claude e Claudia. Aiuta Sookie a capire cosa significa essere una fata e a scoprire l'identità del vampiro che ha ucciso i suoi genitori.

### Claudia Crane
Claudia Crane (Emma Greenwell) è una fata, sorella di Claudine, Claude e Claudette. Aiuta Sookie a capire cosa significa essere una fata e a scoprire l'identità del vampiro che ha ucciso i suoi genitori.

### Elijah Stormer
Elijah Stormer (Keram Malicki-Sanchez) è il nuovo sceriffo dell'Area 5, designato in sostituzione di Eric quando questi viene fatto prigioniero dall'Autorità. La sua creatrice era Rosalyn Harris. Viene ucciso da Ginger e Tara al Fangtasia.

### Fata anziana
La Fata anziana (Erica Gimpel) è la più vecchia delle fate che compaiono nel covo vicino ad una fattoria di Bon Temps. Avendo miliardi di dati nella sua mente, talvolta ha problemi di comunicazione. Viene uccisa da Russell Edgington, che ne beve il sangue fino a dissanguarla.

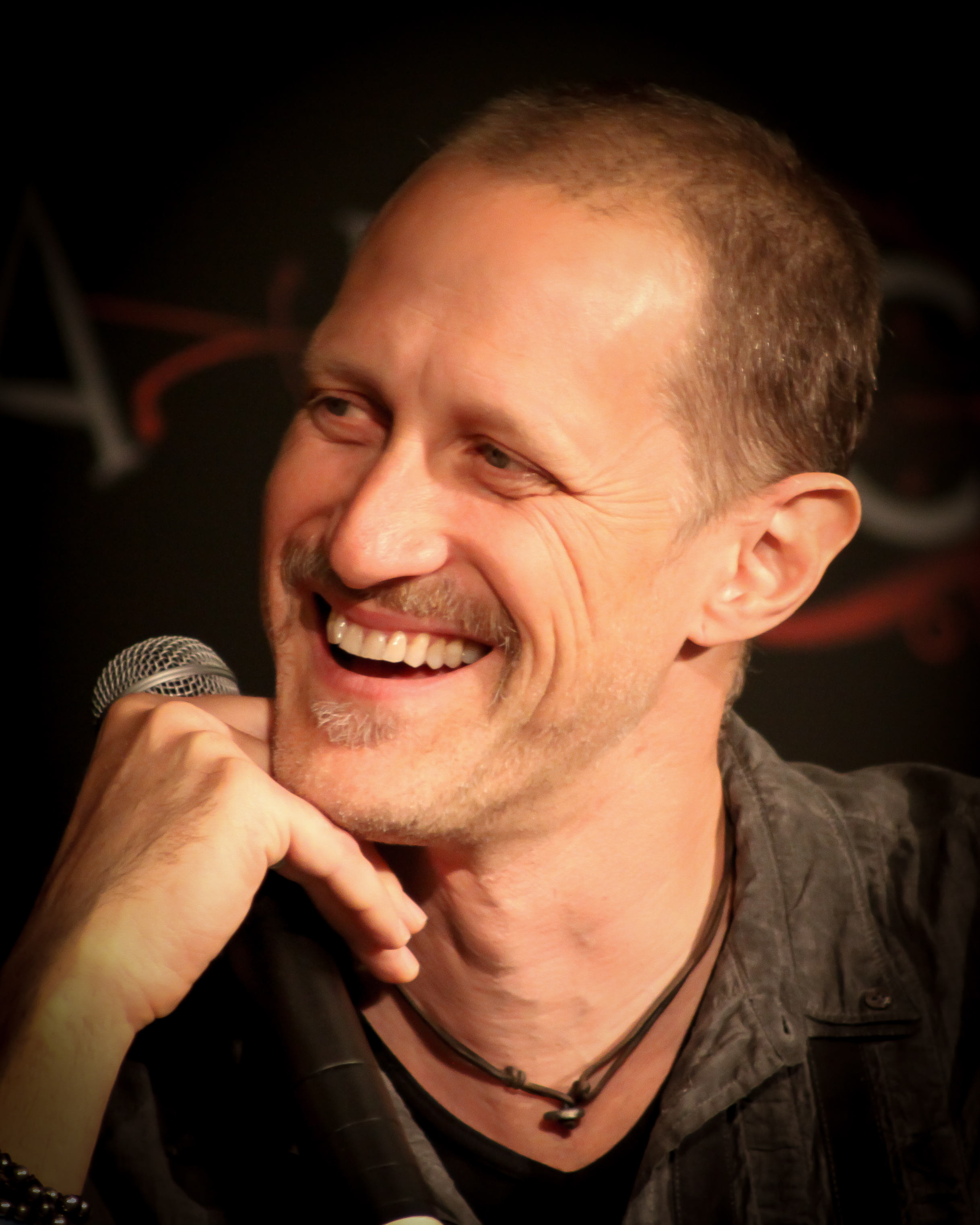
Christopher Heyerdahl interpreta Dieter Braun.
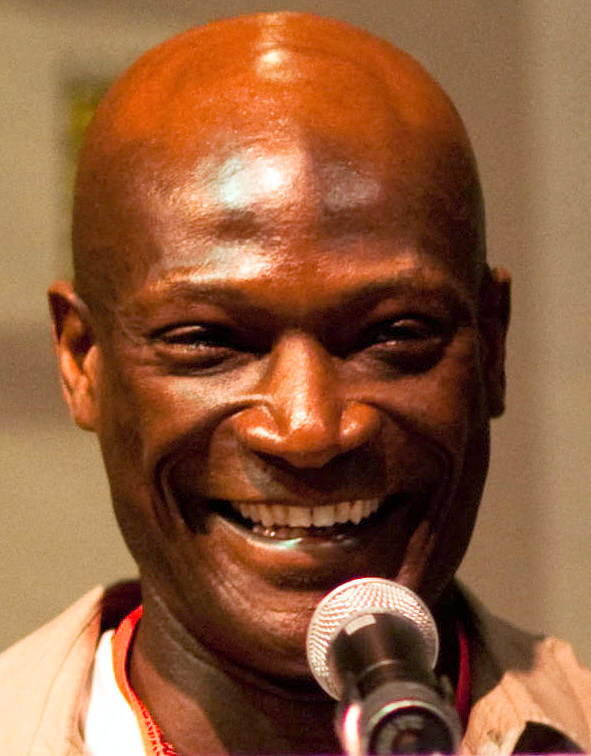
Peter Mensah interpreta Kibwe Akinjide.
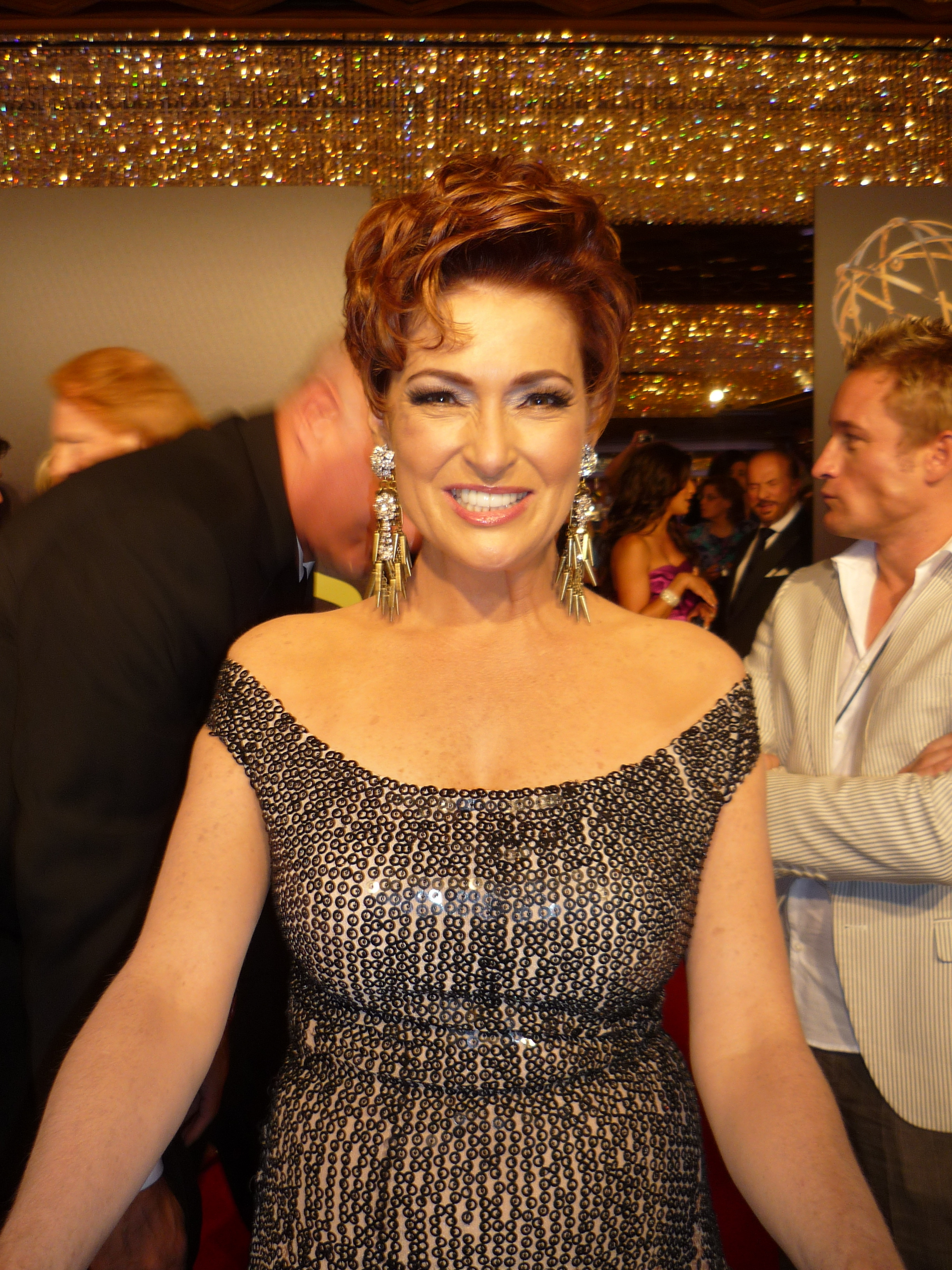
Carolyn Hennesy interpreta Rosalyn Harris.
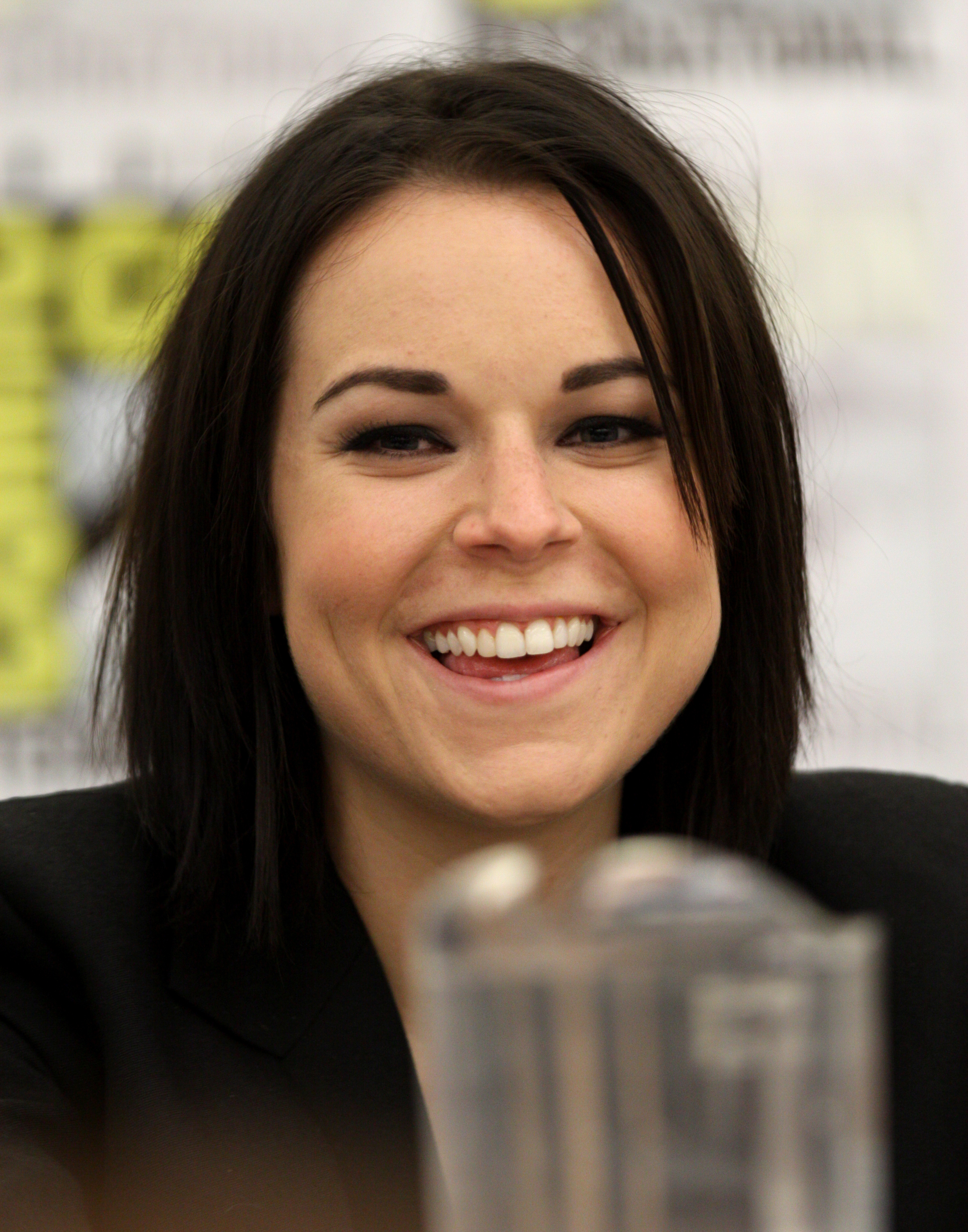
Tina Majorino interpreta Molly.
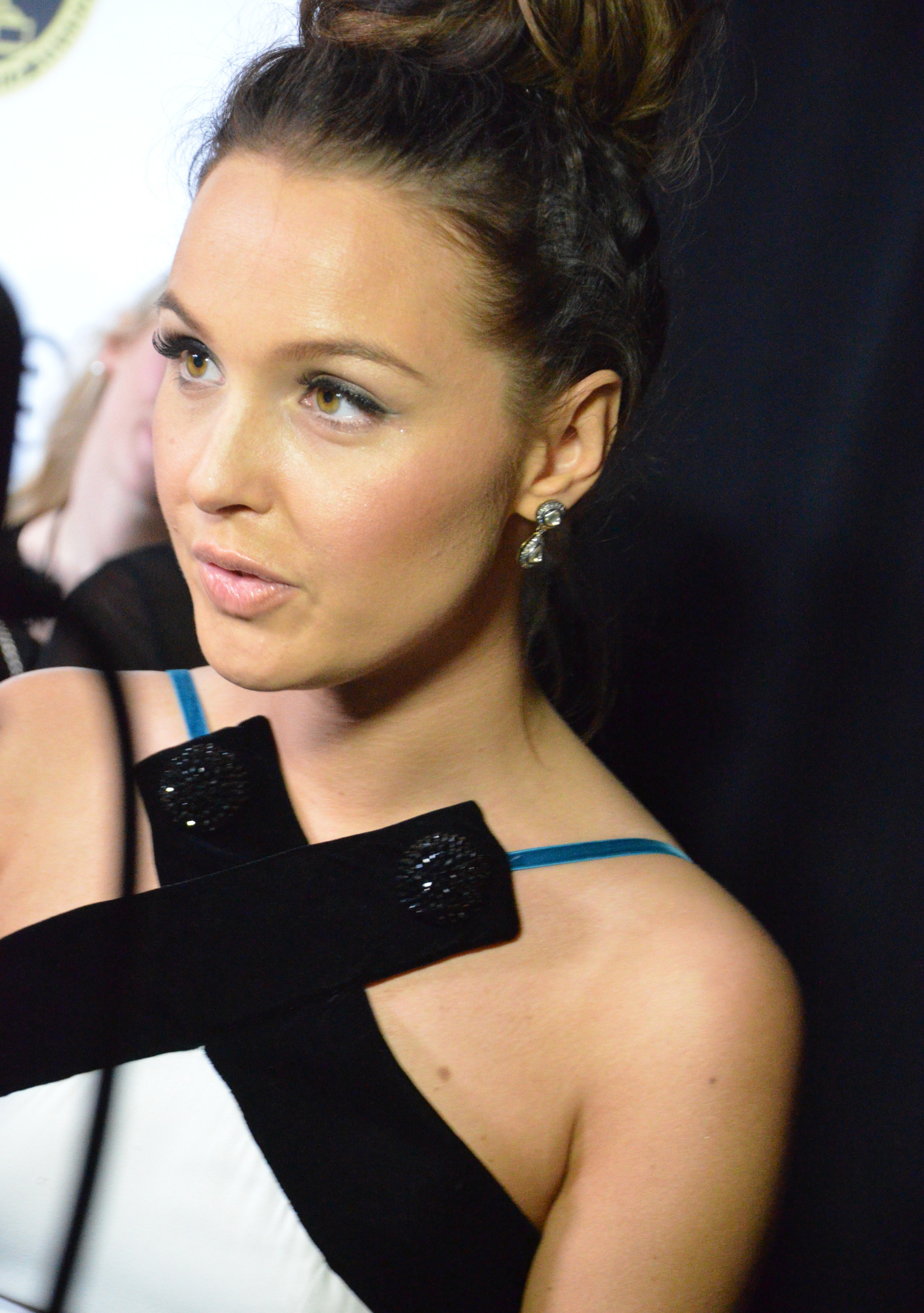
Camilla Luddington interpreta Claudette Crane.

## Personaggi ricorrenti della 6ª stagione

### Dr. Overlack
Dr. Overlack (John Fleck) è un dottore che collabora con il governatore Burrell e conduce esperimenti sui vampiri rinchiusi nel campo di concentramento. Alla fine della stagione, viene prima ferito mortalmente da Eric che lo lascia appositamente in agonia e poi finito da Bill che gli fracassa il cranio.

### Finn
Finn (Pruitt Taylor Vince) è uno psichiatra che lavora come terapista nel campo di concentramento per vampiri. Analizza la psicologia dei vampiri più interessanti come Eric e Pam. Quest'ultima lo uccide alla fine della stagione.

### Hido Takahashi
Hido Takahashi (Keone Young) è lo scienziato giapponese creatore del True Blood. Viene catturato da Jessica Hamby su ordine di Bill, che segrega lo scienziato e lo obbliga a sintetizzare il sangue di fata per creare una nuova bevanda che permetta ai vampiri di resistere alla luce del sole. Successivamente viene liberato da Bill, che gli cancella tutti i ricordi della prigionia.

### Fate Bellefleur
Numero 1 (Natalie Dreyfuss), Numero 2 (Hannah Kasulka) e Numero 3 (Jordan Monaghan) sono le figlie di Andy Bellefleur e della fata Maurella, nonché sorelle di Adilyn. Nascono insieme a quest'ultima alla fine della quinta stagione e nel giro di pochi giorni passano dall'essere neonate ad avere diciotto anni. Vengono rapite da Jessica e tenute prigioniere a casa di Bill. Durante la prigionia vengono attaccate da Jessica che non riuscendo a controllare i propri istinti le dissangua fino ad ucciderle. L'unica sopravvissuta è Adilyn, che in loro memoria, utilizza come secondo nome i nomi dati postumi alle tre fate, ovvero Brealyn, Danika e Charlaine.

### Danielle
Danielle (Jamie Gray Hyder) è una giovane donna licantropo del branco di Shreveport. Inizialmente è una fedele alleata del capobranco Alcide, ma successivamente si allea con Rikki Naylor e si ribella ad Alcide. 

### Mary Wright
Mary Wright (Valarie Pettiford) è la madre di Nicole Wright. Arriva in Louisiana per riportare la figlia a casa, ma le due vengono rapite da Rikki e dal branco di lupi mannari di Shreveport. Dopo la brutta esperienza con i licantropi, Mary decide di tornare a casa lasciando la figlia Nicole a Bon Temps con Sam.

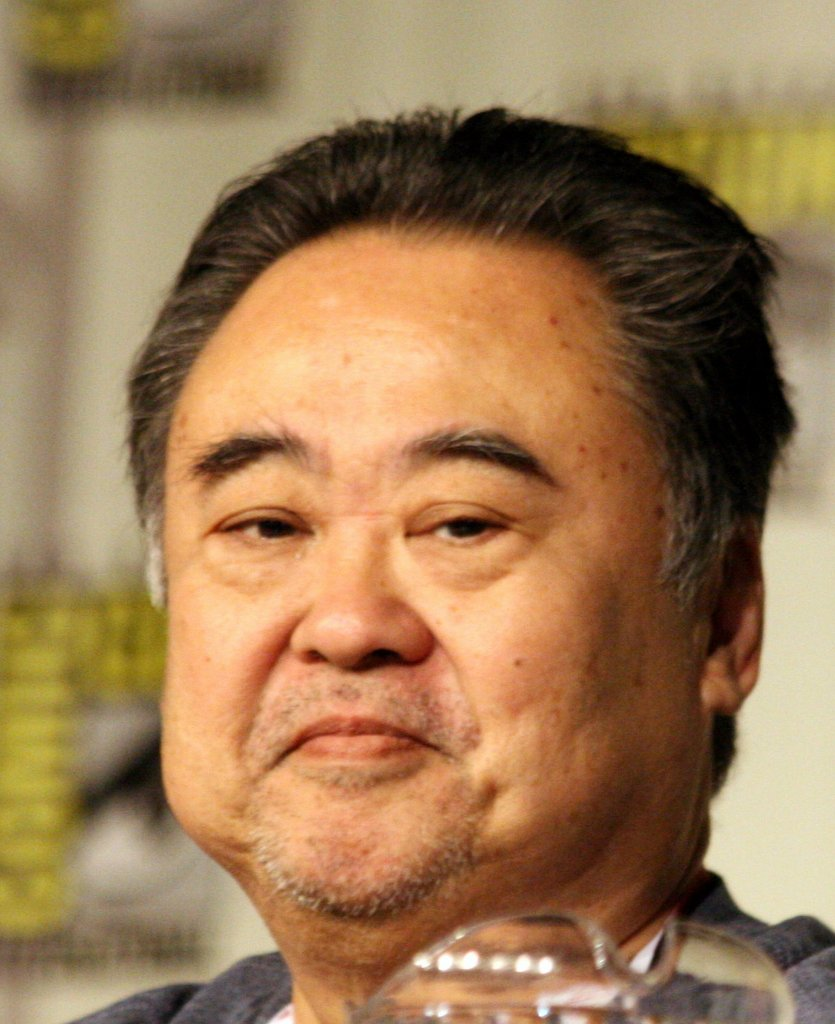
Keone Young interpreta Hido Takahashi

## Personaggi ricorrenti della 7ª stagione

### Mr. Gus
Katsurou Ryouichi, soprannominato Mr. Gus Jr. (Will Yun Lee), è un uomo d'affari senza scrupoli, presidente della Yakomono Corporation, ruolo ereditato dal padre. Vuole trovare ed uccidere Sarah Newlin, che ritiene responsabile del fallimento della sua azienda dopo che ha contaminato il Tru Blood con l'epatite V. Per un breve periodo diventa socio in affari di Eric e Pam e avvia la produzione del New Blood, bevanda creata sintetizzando il sangue di Sarah Newlin, utile a curare l'epatite V. Viene ucciso da Eric.

### Brigette
Brigette (Ashley Hinshaw) è la fidanzata di Hoyt Fortenberry, che lavora come microbiologa in Alaska. Accompagna Hoyt a Bon Temps in occasione della morte della madre Maxine. Poco dopo l'arrivo a Bon Temps viene lasciata da Hoyt e si rifugia a casa di Jason. Alla fine della serie, in un salto temporale di alcuni anni, si scopre che Brigette è rimasta a vivere a Bon Temps e ha intrapreso una relazione con Jason, dal quale ha avuto tre figli.

### Keith
Keith (Riley Smith) è un vampiro amico di James Kent. Partecipa alla missione per liberare Arlene, Nicole e Jane Bodehouse dal covo dei vampiri infetti. Salva la vita ad Arlene donandole il suo sangue ed in seguito instaura una relazione sentimentale con lei. 

### Vince McNeil
Vince McNeil (Brett Rickaby) è un cittadino di Bon Temps che ha perso le elezioni per diventare sindaco contro Sam Merlotte. Dopo l'attacco alla città da parte dei vampiri infetti, diventa il leader di un gruppo di cittadini per dare la caccia ai vampiri e ad ogni altro essere sovrannaturale. Viene ucciso da Bill. 

### Karen
Karen (Paula Jai Parker) è una residente di Bon Temps, tra le principali alleate di Vince nella crociata contro i vampiri e contro Sookie e gli altri esseri sovrannaturali della città.

### Jerome
Jerome (Eugene Byrd) è il leader dei vampiri infetti che attaccano la città di Bon Temps e rapiscono alcuni dei suoi abitanti (tra cui Arlene, Holly e Nicole) con l'intento di nutrirsi del loro sangue. Viene ucciso da Alcide.

### Ronnie
Ronnie (Dustin Ingram) è uno dei vampiri infetti che attaccano la città di Bon Temps e rapiscono alcuni dei suoi abitanti (tra cui Arlene, Holly e Nicole). Viene ucciso in battaglia dai vampiri sani di Bon Temps.

### Betty Harris
Betty Harris (Lily Knight) è una dei vampiri infetti che attaccano la città di Bon Temps e rapiscono alcuni dei suoi abitanti (tra cui Arlene, Holly e Nicole). Prima di diventare vampira era l'insegnante dei figli di Arlene e Holly. Riconosciute le due donne, Betty cerca di farle scappare ma muore a causa dell'epatite V prima ancora di poterle liberare.

### Amber Mills
Amber Mills (Natalie Hall) è la sorella di Sarah Newlin ed è una vampira, trasformata durante gli anni del liceo dal suo fidanzato vampiro. Dopo la trasformazione ha perso i contatti con la sua famiglia, ad eccezione di Sarah con cui ha mantenuto contatti telefonici. Odia i suoi genitori e sua sorella, che considera bigotti e conservatori. È malata di epatite V e per questo aiuta Eric e Pam a rintracciare la sorella colpevole dell'epidemia. Amber è il primo vampiro a guarire dall'epatite V grazie alla cura contenuta nel sangue della sorella Sarah e per questo, rifiutandosi di rivelare la sua attuale posizione, viene uccisa da Eric.

### Paul Mills
Paul Mills (Brett Rice) è un ricco uomo d'affari di Dallas, padre di Sarah Newlin. Repubblicano e conservatore, ha rinnegato la figlia vampira Amber. Viene ucciso dalla mafia giapponese. 

### Nancy Mills
Nancy Mills (Bess Armstrong) è la madre di Sarah Newlin. Viene uccisa durante un galà mentre tenta di aiutare la figlia Sarah a scappare dalla mafia giapponese. 

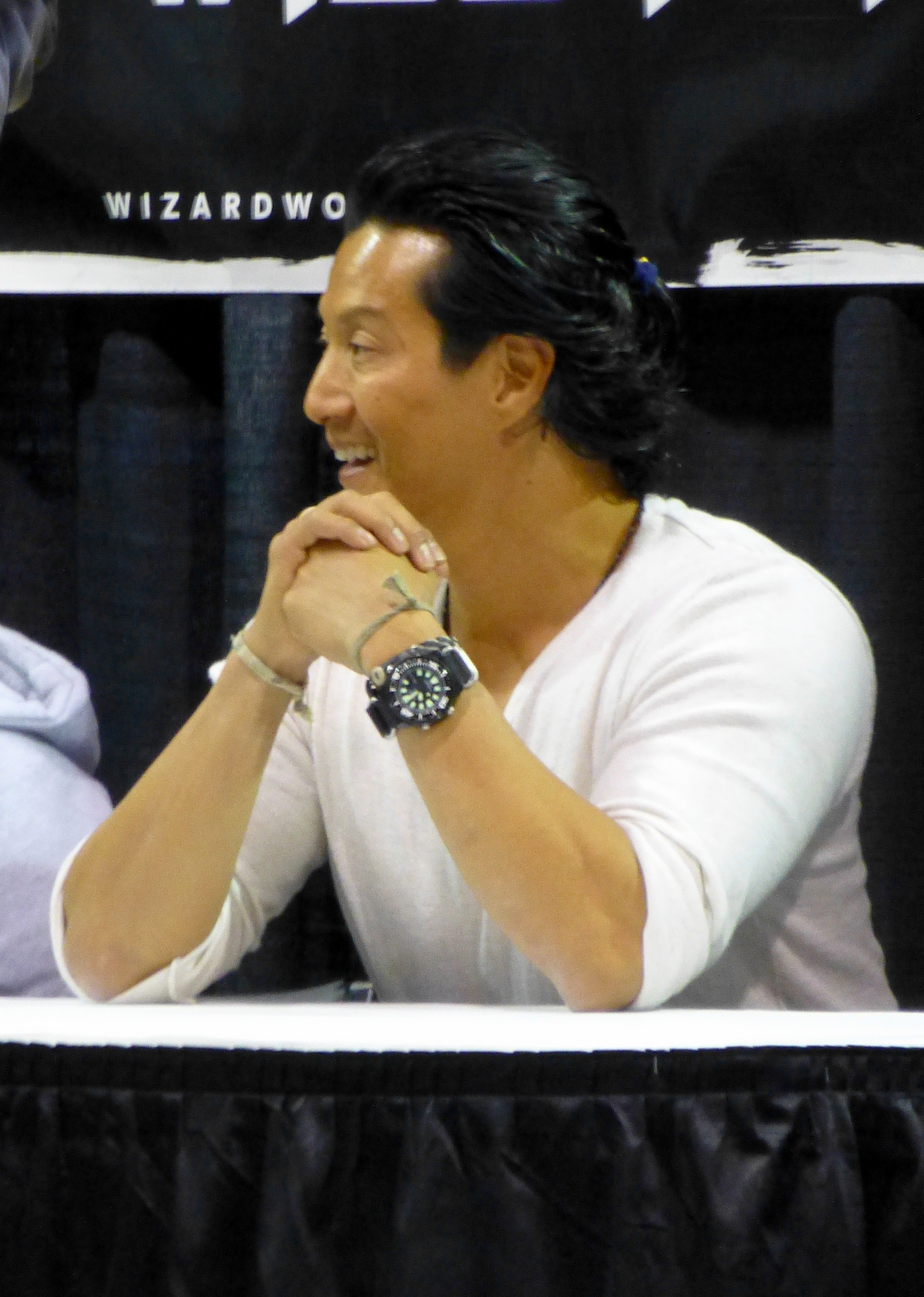
Will Yun Lee interpreta Mr. Gus
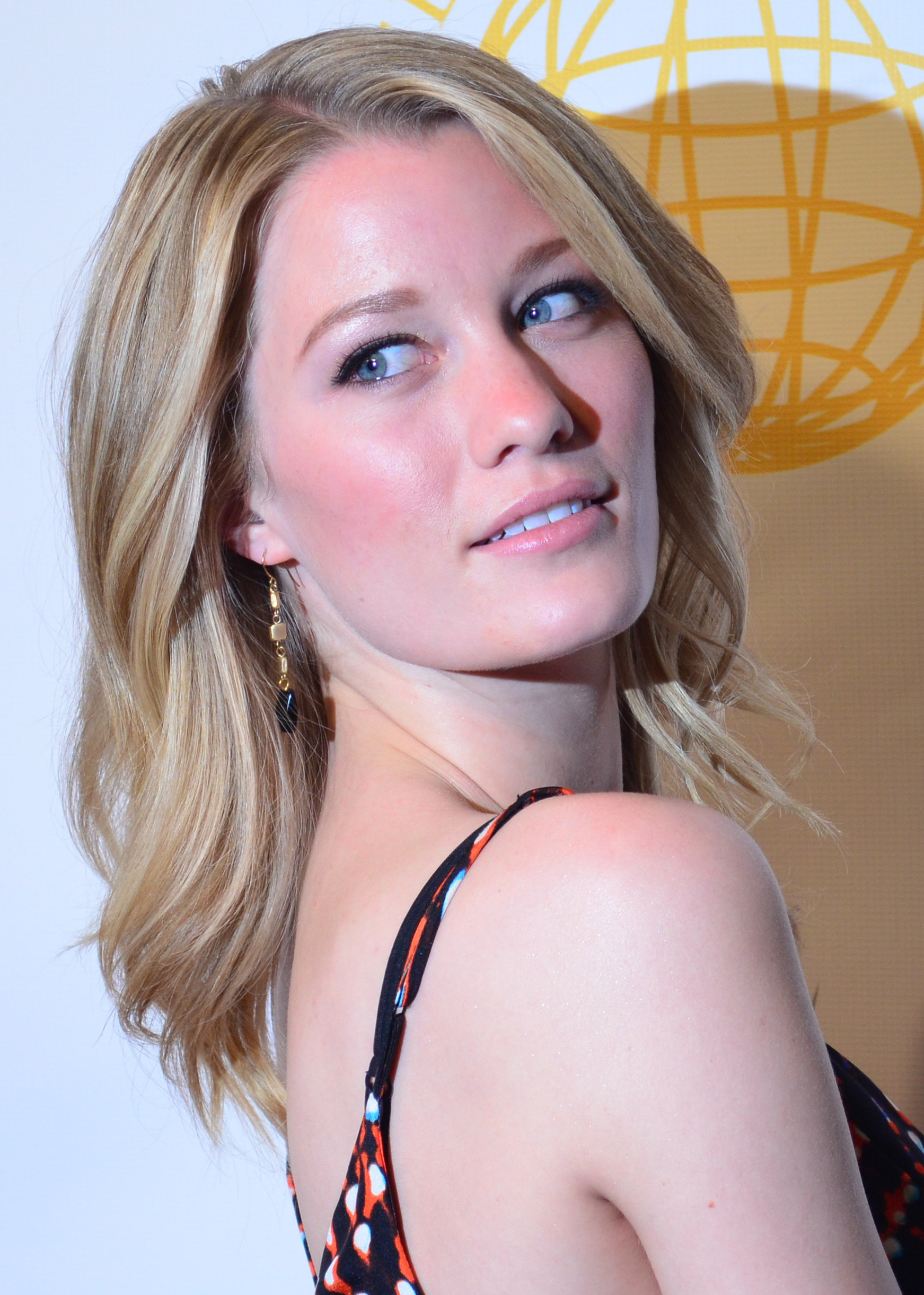
Ashley Hinshaw interpreta Brigette